# 1991
Portal Geschichte | Portal Biografien | Aktuelle Ereignisse | Jahreskalender | Tagesartikel

◄ |
19. Jahrhundert |
20. Jahrhundert
| 21. Jahrhundert

◄ |
1960er |
1970er |
1980er |
1990er
| 2000er | 2010er | 2020er | ►

◄◄ |
◄ |
1987 |
1988 |
1989 |
1990 |
1991
| 1992 | 1993 | 1994 | 1995 | ► | ►►
 Jan.
| Feb.
| Mär.
| Apr.
| Mai
| Jun.
| Jul.
| Aug.
| Sep.
| Okt.
| Nov.
| Dez.
Staatsoberhäupter · Wahlen · Nekrolog  · Literaturjahr · Musikjahr · Filmjahr · Rundfunkjahr · Sportjahr
| Januar | Januar | Januar | Januar | Januar | Januar | Januar | Januar |
| Kw     | Mo     | Di     | Mi     | Do     | Fr     | Sa     | So     |
| ------ | ------ | ------ | ------ | ------ | ------ | ------ | ------ |
| 1      |        | 1      | 2      | 3      | 4      | 5      | 6      |
| 2      | 7      | 8      | 9      | 10     | 11     | 12     | 13     |
| 3      | 14     | 15     | 16     | 17     | 18     | 19     | 20     |
| 4      | 21     | 22     | 23     | 24     | 25     | 26     | 27     |
| 5      | 28     | 29     | 30     | 31     |        |        |        |

| Februar | Februar | Februar | Februar | Februar | Februar | Februar | Februar |
| Kw      | Mo      | Di      | Mi      | Do      | Fr      | Sa      | So      |
| ------- | ------- | ------- | ------- | ------- | ------- | ------- | ------- |
| 5       |         |         |         |         | 1       | 2       | 3       |
| 6       | 4       | 5       | 6       | 7       | 8       | 9       | 10      |
| 7       | 11      | 12      | 13      | 14      | 15      | 16      | 17      |
| 8       | 18      | 19      | 20      | 21      | 22      | 23      | 24      |
| 9       | 25      | 26      | 27      | 28      |         |         |         |

| März | März | März | März | März | März | März | März |
| Kw   | Mo   | Di   | Mi   | Do   | Fr   | Sa   | So   |
| ---- | ---- | ---- | ---- | ---- | ---- | ---- | ---- |
| 9    |      |      |      |      | 1    | 2    | 3    |
| 10   | 4    | 5    | 6    | 7    | 8    | 9    | 10   |
| 11   | 11   | 12   | 13   | 14   | 15   | 16   | 17   |
| 12   | 18   | 19   | 20   | 21   | 22   | 23   | 24   |
| 13   | 25   | 26   | 27   | 28   | 29   | 30   | 31   |

| April | April | April | April | April | April | April | April |
| Kw    | Mo    | Di    | Mi    | Do    | Fr    | Sa    | So    |
| ----- | ----- | ----- | ----- | ----- | ----- | ----- | ----- |
| 14    | 1     | 2     | 3     | 4     | 5     | 6     | 7     |
| 15    | 8     | 9     | 10    | 11    | 12    | 13    | 14    |
| 16    | 15    | 16    | 17    | 18    | 19    | 20    | 21    |
| 17    | 22    | 23    | 24    | 25    | 26    | 27    | 28    |
| 18    | 29    | 30    |       |       |       |       |       |

| Mai | Mai | Mai | Mai | Mai | Mai | Mai | Mai |
| Kw  | Mo  | Di  | Mi  | Do  | Fr  | Sa  | So  |
| 18  |     |     | 1   | 2   | 3   | 4   | 5   |
| 19  | 6   | 7   | 8   | 9   | 10  | 11  | 12  |
| 20  | 13  | 14  | 15  | 16  | 17  | 18  | 19  |
| 21  | 20  | 21  | 22  | 23  | 24  | 25  | 26  |
| 22  | 27  | 28  | 29  | 30  | 31  |     |     |
| --- | --- | --- | --- | --- | --- | --- | --- |

| Juni | Juni | Juni | Juni | Juni | Juni | Juni | Juni |
| Kw   | Mo   | Di   | Mi   | Do   | Fr   | Sa   | So   |
| ---- | ---- | ---- | ---- | ---- | ---- | ---- | ---- |
| 22   |      |      |      |      |      | 1    | 2    |
| 23   | 3    | 4    | 5    | 6    | 7    | 8    | 9    |
| 24   | 10   | 11   | 12   | 13   | 14   | 15   | 16   |
| 25   | 17   | 18   | 19   | 20   | 21   | 22   | 23   |
| 26   | 24   | 25   | 26   | 27   | 28   | 29   | 30   |

| Juli | Juli | Juli | Juli | Juli | Juli | Juli | Juli |
| Kw   | Mo   | Di   | Mi   | Do   | Fr   | Sa   | So   |
| ---- | ---- | ---- | ---- | ---- | ---- | ---- | ---- |
| 27   | 1    | 2    | 3    | 4    | 5    | 6    | 7    |
| 28   | 8    | 9    | 10   | 11   | 12   | 13   | 14   |
| 29   | 15   | 16   | 17   | 18   | 19   | 20   | 21   |
| 30   | 22   | 23   | 24   | 25   | 26   | 27   | 28   |
| 31   | 29   | 30   | 31   |      |      |      |      |

| August | August | August | August | August | August | August | August |
| Kw     | Mo     | Di     | Mi     | Do     | Fr     | Sa     | So     |
| ------ | ------ | ------ | ------ | ------ | ------ | ------ | ------ |
| 31     |        |        |        | 1      | 2      | 3      | 4      |
| 32     | 5      | 6      | 7      | 8      | 9      | 10     | 11     |
| 33     | 12     | 13     | 14     | 15     | 16     | 17     | 18     |
| 34     | 19     | 20     | 21     | 22     | 23     | 24     | 25     |
| 35     | 26     | 27     | 28     | 29     | 30     | 31     |        |

| September | September | September | September | September | September | September | September |
| Kw        | Mo        | Di        | Mi        | Do        | Fr        | Sa        | So        |
| --------- | --------- | --------- | --------- | --------- | --------- | --------- | --------- |
| 35        |           |           |           |           |           |           | 1         |
| 36        | 2         | 3         | 4         | 5         | 6         | 7         | 8         |
| 37        | 9         | 10        | 11        | 12        | 13        | 14        | 15        |
| 38        | 16        | 17        | 18        | 19        | 20        | 21        | 22        |
| 39        | 23        | 24        | 25        | 26        | 27        | 28        | 29        |
| 40        | 30        |           |           |           |           |           |           |

| Oktober | Oktober | Oktober | Oktober | Oktober | Oktober | Oktober | Oktober |
| Kw      | Mo      | Di      | Mi      | Do      | Fr      | Sa      | So      |
| ------- | ------- | ------- | ------- | ------- | ------- | ------- | ------- |
| 40      |         | 1       | 2       | 3       | 4       | 5       | 6       |
| 41      | 7       | 8       | 9       | 10      | 11      | 12      | 13      |
| 42      | 14      | 15      | 16      | 17      | 18      | 19      | 20      |
| 43      | 21      | 22      | 23      | 24      | 25      | 26      | 27      |
| 44      | 28      | 29      | 30      | 31      |         |         |         |

| November | November | November | November | November | November | November | November |
| Kw       | Mo       | Di       | Mi       | Do       | Fr       | Sa       | So       |
| -------- | -------- | -------- | -------- | -------- | -------- | -------- | -------- |
| 44       |          |          |          |          | 1        | 2        | 3        |
| 45       | 4        | 5        | 6        | 7        | 8        | 9        | 10       |
| 46       | 11       | 12       | 13       | 14       | 15       | 16       | 17       |
| 47       | 18       | 19       | 20       | 21       | 22       | 23       | 24       |
| 48       | 25       | 26       | 27       | 28       | 29       | 30       |          |

| Dezember | Dezember | Dezember | Dezember | Dezember | Dezember | Dezember | Dezember |
| Kw       | Mo       | Di       | Mi       | Do       | Fr       | Sa       | So       |
| -------- | -------- | -------- | -------- | -------- | -------- | -------- | -------- |
| 48       |          |          |          |          |          |          | 1        |
| 49       | 2        | 3        | 4        | 5        | 6        | 7        | 8        |
| 50       | 9        | 10       | 11       | 12       | 13       | 14       | 15       |
| 51       | 16       | 17       | 18       | 19       | 20       | 21       | 22       |
| 52       | 23       | 24       | 25       | 26       | 27       | 28       | 29       |
| 1        | 30       | 31       |          |          |          |          |          |

| Januar | Januar | Januar | Januar | Januar | Januar | Januar | Januar |
| Kw     | Mo     | Di     | Mi     | Do     | Fr     | Sa     | So     |
| ------ | ------ | ------ | ------ | ------ | ------ | ------ | ------ |
| 1      |        | 1      | 2      | 3      | 4      | 5      | 6      |
| 2      | 7      | 8      | 9      | 10     | 11     | 12     | 13     |
| 3      | 14     | 15     | 16     | 17     | 18     | 19     | 20     |
| 4      | 21     | 22     | 23     | 24     | 25     | 26     | 27     |
| 5      | 28     | 29     | 30     | 31     |        |        |        |

| Februar | Februar | Februar | Februar | Februar | Februar | Februar | Februar |
| Kw      | Mo      | Di      | Mi      | Do      | Fr      | Sa      | So      |
| ------- | ------- | ------- | ------- | ------- | ------- | ------- | ------- |
| 5       |         |         |         |         | 1       | 2       | 3       |
| 6       | 4       | 5       | 6       | 7       | 8       | 9       | 10      |
| 7       | 11      | 12      | 13      | 14      | 15      | 16      | 17      |
| 8       | 18      | 19      | 20      | 21      | 22      | 23      | 24      |
| 9       | 25      | 26      | 27      | 28      |         |         |         |

| März | März | März | März | März | März | März | März |
| Kw   | Mo   | Di   | Mi   | Do   | Fr   | Sa   | So   |
| ---- | ---- | ---- | ---- | ---- | ---- | ---- | ---- |
| 9    |      |      |      |      | 1    | 2    | 3    |
| 10   | 4    | 5    | 6    | 7    | 8    | 9    | 10   |
| 11   | 11   | 12   | 13   | 14   | 15   | 16   | 17   |
| 12   | 18   | 19   | 20   | 21   | 22   | 23   | 24   |
| 13   | 25   | 26   | 27   | 28   | 29   | 30   | 31   |

| April | April | April | April | April | April | April | April |
| Kw    | Mo    | Di    | Mi    | Do    | Fr    | Sa    | So    |
| ----- | ----- | ----- | ----- | ----- | ----- | ----- | ----- |
| 14    | 1     | 2     | 3     | 4     | 5     | 6     | 7     |
| 15    | 8     | 9     | 10    | 11    | 12    | 13    | 14    |
| 16    | 15    | 16    | 17    | 18    | 19    | 20    | 21    |
| 17    | 22    | 23    | 24    | 25    | 26    | 27    | 28    |
| 18    | 29    | 30    |       |       |       |       |       |

| Mai | Mai | Mai | Mai | Mai | Mai | Mai | Mai |
| Kw  | Mo  | Di  | Mi  | Do  | Fr  | Sa  | So  |
| 18  |     |     | 1   | 2   | 3   | 4   | 5   |
| 19  | 6   | 7   | 8   | 9   | 10  | 11  | 12  |
| 20  | 13  | 14  | 15  | 16  | 17  | 18  | 19  |
| 21  | 20  | 21  | 22  | 23  | 24  | 25  | 26  |
| 22  | 27  | 28  | 29  | 30  | 31  |     |     |
| --- | --- | --- | --- | --- | --- | --- | --- |

| Juni | Juni | Juni | Juni | Juni | Juni | Juni | Juni |
| Kw   | Mo   | Di   | Mi   | Do   | Fr   | Sa   | So   |
| ---- | ---- | ---- | ---- | ---- | ---- | ---- | ---- |
| 22   |      |      |      |      |      | 1    | 2    |
| 23   | 3    | 4    | 5    | 6    | 7    | 8    | 9    |
| 24   | 10   | 11   | 12   | 13   | 14   | 15   | 16   |
| 25   | 17   | 18   | 19   | 20   | 21   | 22   | 23   |
| 26   | 24   | 25   | 26   | 27   | 28   | 29   | 30   |

| Juli | Juli | Juli | Juli | Juli | Juli | Juli | Juli |
| Kw   | Mo   | Di   | Mi   | Do   | Fr   | Sa   | So   |
| ---- | ---- | ---- | ---- | ---- | ---- | ---- | ---- |
| 27   | 1    | 2    | 3    | 4    | 5    | 6    | 7    |
| 28   | 8    | 9    | 10   | 11   | 12   | 13   | 14   |
| 29   | 15   | 16   | 17   | 18   | 19   | 20   | 21   |
| 30   | 22   | 23   | 24   | 25   | 26   | 27   | 28   |
| 31   | 29   | 30   | 31   |      |      |      |      |

| August | August | August | August | August | August | August | August |
| Kw     | Mo     | Di     | Mi     | Do     | Fr     | Sa     | So     |
| ------ | ------ | ------ | ------ | ------ | ------ | ------ | ------ |
| 31     |        |        |        | 1      | 2      | 3      | 4      |
| 32     | 5      | 6      | 7      | 8      | 9      | 10     | 11     |
| 33     | 12     | 13     | 14     | 15     | 16     | 17     | 18     |
| 34     | 19     | 20     | 21     | 22     | 23     | 24     | 25     |
| 35     | 26     | 27     | 28     | 29     | 30     | 31     |        |

| September | September | September | September | September | September | September | September |
| Kw        | Mo        | Di        | Mi        | Do        | Fr        | Sa        | So        |
| --------- | --------- | --------- | --------- | --------- | --------- | --------- | --------- |
| 35        |           |           |           |           |           |           | 1         |
| 36        | 2         | 3         | 4         | 5         | 6         | 7         | 8         |
| 37        | 9         | 10        | 11        | 12        | 13        | 14        | 15        |
| 38        | 16        | 17        | 18        | 19        | 20        | 21        | 22        |
| 39        | 23        | 24        | 25        | 26        | 27        | 28        | 29        |
| 40        | 30        |           |           |           |           |           |           |

| Oktober | Oktober | Oktober | Oktober | Oktober | Oktober | Oktober | Oktober |
| Kw      | Mo      | Di      | Mi      | Do      | Fr      | Sa      | So      |
| ------- | ------- | ------- | ------- | ------- | ------- | ------- | ------- |
| 40      |         | 1       | 2       | 3       | 4       | 5       | 6       |
| 41      | 7       | 8       | 9       | 10      | 11      | 12      | 13      |
| 42      | 14      | 15      | 16      | 17      | 18      | 19      | 20      |
| 43      | 21      | 22      | 23      | 24      | 25      | 26      | 27      |
| 44      | 28      | 29      | 30      | 31      |         |         |         |

| November | November | November | November | November | November | November | November |
| Kw       | Mo       | Di       | Mi       | Do       | Fr       | Sa       | So       |
| -------- | -------- | -------- | -------- | -------- | -------- | -------- | -------- |
| 44       |          |          |          |          | 1        | 2        | 3        |
| 45       | 4        | 5        | 6        | 7        | 8        | 9        | 10       |
| 46       | 11       | 12       | 13       | 14       | 15       | 16       | 17       |
| 47       | 18       | 19       | 20       | 21       | 22       | 23       | 24       |
| 48       | 25       | 26       | 27       | 28       | 29       | 30       |          |

| Dezember | Dezember | Dezember | Dezember | Dezember | Dezember | Dezember | Dezember |
| Kw       | Mo       | Di       | Mi       | Do       | Fr       | Sa       | So       |
| -------- | -------- | -------- | -------- | -------- | -------- | -------- | -------- |
| 48       |          |          |          |          |          |          | 1        |
| 49       | 2        | 3        | 4        | 5        | 6        | 7        | 8        |
| 50       | 9        | 10       | 11       | 12       | 13       | 14       | 15       |
| 51       | 16       | 17       | 18       | 19       | 20       | 21       | 22       |
| 52       | 23       | 24       | 25       | 26       | 27       | 28       | 29       |
| 1        | 30       | 31       |          |          |          |          |          |

Im Jahr 1991 bestimmten insbesondere der Zweite Golfkrieg, die Kriege im ehemaligen Jugoslawien und die endgültige Auflösung der Sowjetunion das Weltgeschehen. Nach dem Augustputsch in Moskau erklärten zahlreiche Unionsrepubliken ihre Unabhängigkeit (Liste hier). Seitdem gibt es zahlreiche postsowjetische Staaten; der größte von ihnen ist Russland.

## Jahreswidmungen
- Das Rebhuhn (Perdix perdix) ist Vogel des Jahres (NABU/Deutschland)
- Die Sommerlinde (Tilia platyphyllos) ist Baum des Jahres (Kuratorium Baum des Jahres/Deutschland)
- Das Kleine Knabenkraut (Orchis morio) ist Orchidee des Jahres (Arbeitskreis Heimische Orchideen/Deutschland)

## Ereignisse

### Politik und Weltgeschehen

#### Januar
- 1. Januar: Flavio Cotti wird Bundespräsident der Schweiz.
- 1. Januar: Das Beitrittsgebiet übernimmt westdeutsches Steuerrecht.
- 1. Januar: Das Stromeinspeisungsgesetz (StrEG) tritt in Kraft und fördert entscheidend die Stromerzeugung durch erneuerbare Energien in Deutschland.
- 2. Januar: Israel eröffnet nach langer Pause wieder ein Konsulat in Moskau.
- 12. Januar: Präsident Arnold Rüütel (Estland) und Präsident Boris Jelzin (Russland) unterzeichnen in Moskau einen Grundlagenvertrag zwischen den beiden Ländern.
- 13. Januar: Beim Sturm des litauischen Fernsehturms in Vilnius werden 14 unbewaffnete und friedliche Litauer ermordet und über 1.000 verletzt (Januarereignisse in Litauen 1991).
- 13. Januar: Bei den Präsidentschaftswahlen in Portugal wird Mário Soares wiedergewählt.
- 13. Januar: Infolge der sogenannten Traumschiff-Affäre tritt der baden-württembergische Ministerpräsident Lothar Späth (CDU) zurück. Sein Nachfolger wird Erwin Teufel (ebenfalls CDU).
- 16. Januar: Beginn von Luftangriffen auf den Irak
- 17. Januar: Beginn der militärischen Befreiung Kuwaits, Irakische Raketenangriffe auf Israel
- 17. Januar: Helmut Kohl wird vom ersten gesamtdeutschen Bundestag als Bundeskanzler wiedergewählt.
- 17. Januar: Nach dem Tod seines Vaters, König Olav V., wurde Harald V. zum König von Norwegen.
- 20. Januar: Erste freie und demokratische Wahlen in São Tomé und Príncipe
- 20. Januar: Es gibt fünf Tote, als sowjetische Spezialeinheiten das von lettischen Milizen verteidigte Gebäude des Innenministeriums in Riga angreifen, sich aber nach vier Stunden zurückziehen.[1]

#### Februar
- 1. Februar: Im Zweiten Golfkrieg sind die irakischen Truppen nach der Schlacht um Chafdschi gezwungen, sich nach dem Sieg der Streitkräfte Saudi-Arabiens aus saudischem Gebiet zurückzuziehen.
- 3. Februar: Die Kommunistische Partei Italiens benennt sich in Partito Democratico della Sinistra (PDS) um. Am 12. Dezember spalten sich von ihr treue Kommunisten als Partito della Rifondazione Comunista ab.
- 6. Februar: Der Irak bricht die diplomatischen Beziehungen zu den USA, Großbritannien, Frankreich, Italien, Ägypten und Saudi-Arabien wegen „ungerechter militärischer Aggression“ ab.

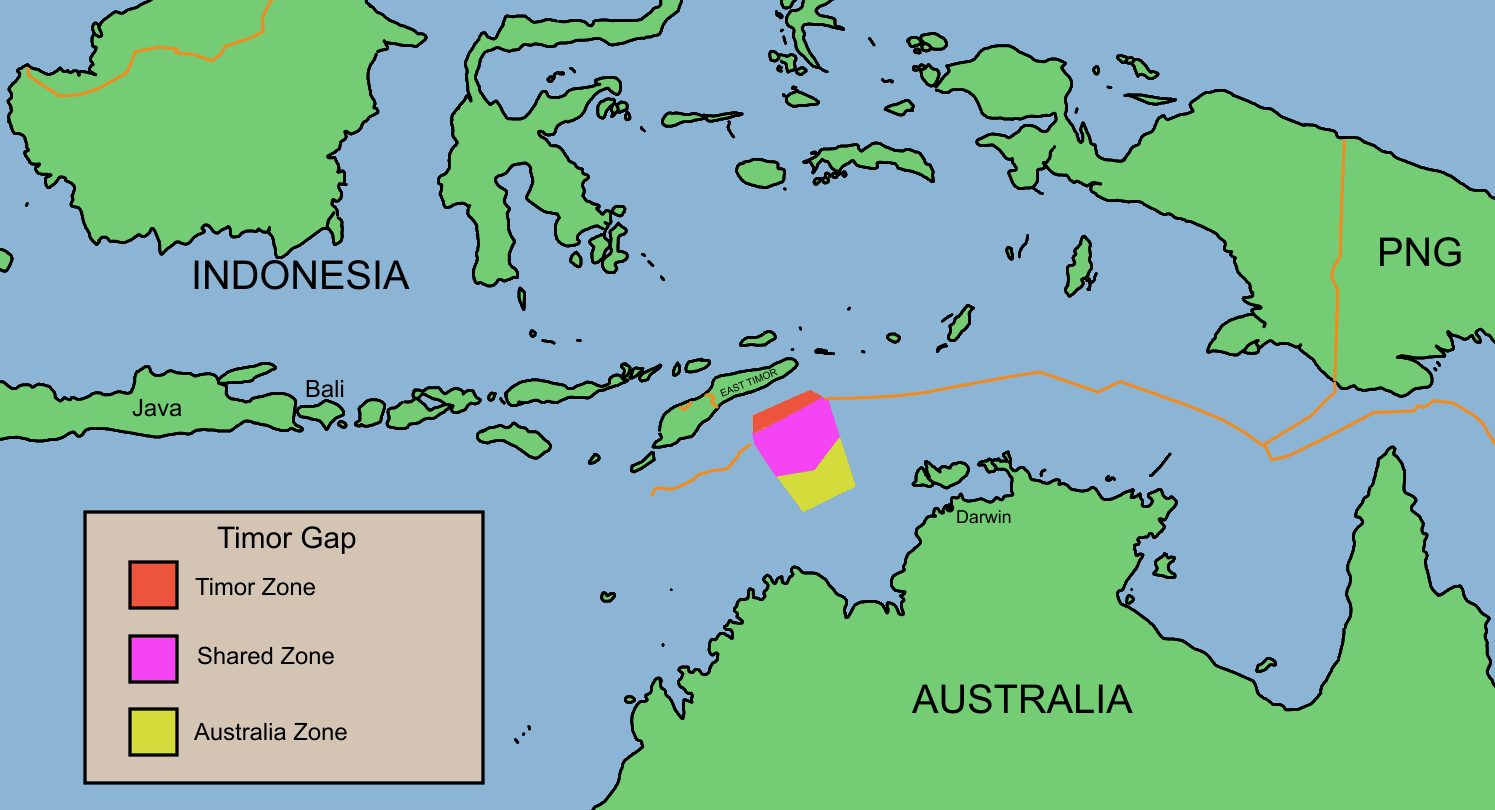
Aufteilung des Timorgrabens

- 9. Februar: Der am 11. Dezember 1989 zwischen Indonesien und Australien ausgehandelte Timor Gap Treaty wird rechtsgültig. Im Timorgraben liegen große Erdöl- und Erdgasvorkommen. Osttimor wird Jahre später auf das Einhalten des Vertragswerks pochen.
- 15. Februar: Visegrád-Abkommen zur engeren Kooperation zwischen Polen, Ungarn und der Tschechoslowakei. Damit begründen sie das ostmitteleuropäische Pendant zur Benelux
- 23. Februar: In Thailand stürzt eine Gruppe von Offizieren unter Führung der Generäle Sunthorn Kongsompong und Suchinda Kraprayoon die gewählte Regierung des Ministerpräsidenten Chatichai Choonhavan in einem unblutigen Staatsstreich.
- 28. Februar: Waffenstillstand mit dem Irak nach dem Zweiten Golfkrieg

#### März
- 3. März: Fast 78 % der Bürger Estlands sind für die Wiederherstellung der Unabhängigkeit
- 3. März: Lettland. Volksabstimmung über Unabhängigkeit von der Sowjetunion
- 3. März: Miguel Trovoada wird nach gewonnener Wahl Staatspräsident São Tomé und Príncipes
- 5. März: Kurdische Peschmerga befreien die Stadt Ranya von irakischen Truppen
- 7. März: Kurdische Peschmerga befreien die Stadt Sulaimaniyya als erste kurdische Großstadt von irakischen Truppen
- 14. März: Der vor irakischen Invasionstruppen geflohene Emir von Kuwait, Dschabir al-Ahmad al-Dschabir as-Sabah, kehrt nach dem Zweiten Golfkrieg aus seinem Exil in Saudi-Arabien in sein Land zurück.
- 15. März: Ratifikation des Zwei-plus-Vier-Vertrages zur Wiedervereinigung Deutschlands unter Zustimmung der Hauptsiegermächte des Zweiten Weltkrieges
- 22. März: Das Landgericht Essen verurteilt die beiden Gladbecker Geiselnehmer wegen der Ermordung eines 15-jährigen Italieners und einer 18-jährigen Bremerin im August 1988 zu lebenslanger Haft
- 25. März: Beginn des Ersten internationalen Treffens süd- und zentralamerikanischer Indiofrauen in Lima
- 26. März: Gabun gibt sich eine neue Verfassung. Schwerpunkt: Mehrheitsdemokratie
- 26. März: Putsch in Mali: In Mali endet die über 22-jährige Herrschaft des Staatspräsidenten Moussa Traoré. Der Oberstleutnant Amadou Toumani Touré fungiert in der Folge als Übergangspräsident bis zu demokratischen Wahlen.
- 31. März: In Albanien finden die ersten freien Wahlen statt.
- 31. März: Auflösung des Warschauer Pakts (militärische Strukturen)

#### April

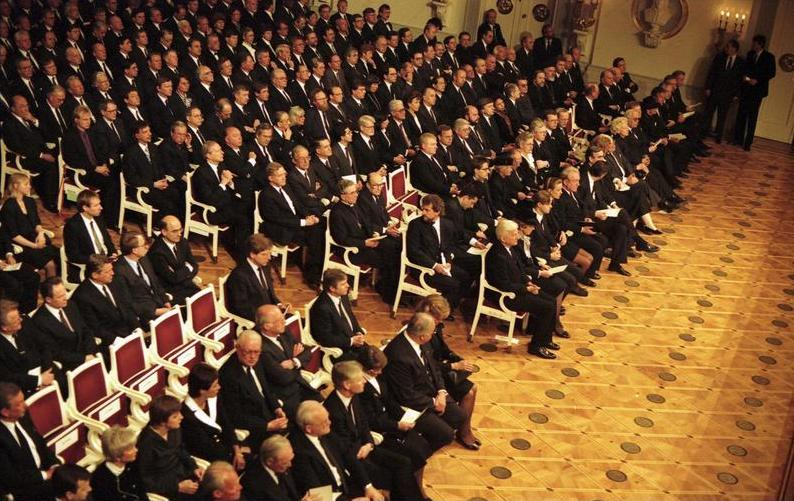
Staatsakt am 10. April für den ermordeten Detlev Karsten Rohwedder

- 1. April: Der Vorsitzende der Treuhandanstalt Detlev Karsten Rohwedder wird in seiner Wohnung ermordet, die RAF bekennt sich zu der Tat
- 3. April: Waffenstillstandresolution. Enthält die Verpflichtung zur Beseitigung sämtlicher Massenvernichtungswaffen sowie Raketen über 150 km Reichweite im Irak
- 9. April: Georgien. Zweite Unabhängigkeitserklärung
- 22. April: Ein Erdbeben der Stärke 7,5 macht den Hafen von Puerto Limón in Costa Rica für den Schiffsverkehr unpassierbar, Schäden an der ganzen Atlantikküste, von Bocas del Toro (Panama) bis zum Vulkan Turrialba spürbar, 47 Tote
- 29. April: Erstes Verfassungsgesetz in Albanien

#### Mai
- 3. Mai: Deklaration von Windhuk: Erklärung der UNESCO zur Pressefreiheit.
- 12. Mai: Erste demokratische Parlamentswahlen in Nepal.
- 21. Mai: Äthiopien. Mengistu flieht nach Simbabwe.
- 24. Mai: Eritrea. [Unabhängigkeit Eritreas].
- 26. Mai: Georgien. Swiad Gamsachurdia wird Staatspräsident.
- 31. Mai: Die Bürgerkriegsparteien Angolas stimmen in Bicesse (Portugal) einem Waffenstillstand, der Schaffung von gemeinsamen Streitkräften und der Abhaltung freier Wahlen unter internationaler Beobachtung zu.
- 31. Mai: Das „Haus der jungen Talente“, bedeutender Veranstaltungsort für Konzerte, Galerien und Tanzabende der DDR in Berlin-Mitte schließt.

#### Juni
- 2. Juni: Aufnahme des fahrplanmäßigen Hochgeschwindigkeitsverkehrs in Deutschland mit dem Intercity-Express
- 10. Juni: Der Vulkanausbruch des Mount Pinatubo zwingt auf der Philippinen-Insel Luzon zur Evakuierung der Clark Air Base, einer der größten Militärbasen der Geschichte.
- 12. Juni: In Russland wird zum ersten Mal ein Präsident direkt vom Volk gewählt. Boris Jelzin gewinnt die Wahl mit 57,3 % der Stimmen
- 17. Juni: „Vertrag über gute Nachbarschaft und freundschaftliche Zusammenarbeit“ zwischen Deutschland und Polen
- 19. Juni: Abzug der russischen Truppen aus Ungarn
- 20. Juni: Der Bundestag beschließt den Umzug von Bonn nach Berlin
- 25. Juni: Jugoslawien: Unabhängigkeit von Kroatien und Slowenien

#### Juli
- 1. Juli: Auflösung des Warschauer Paktes
- 1. Juli: Schweden beantragt die Mitgliedschaft in der EU
- 7. Juli: Brioni-Abkommen – Vorläufige Aussetzung der kroatischen und slowenischen Unabhängigkeit für drei Monate.
- 12. Juli: Mauretanien bekommt eine neue Verfassung
- 17. Juli: Bulgarien: Die neue Verfassung tritt in Kraft
- 31. Juli: Unterzeichnung des START-Vertrages

#### August
- 1. August: 700-Jahr-Feier der Schweizerischen Eidgenossenschaft
- 6. August: 12. Verfassungsänderung in Bangladesch

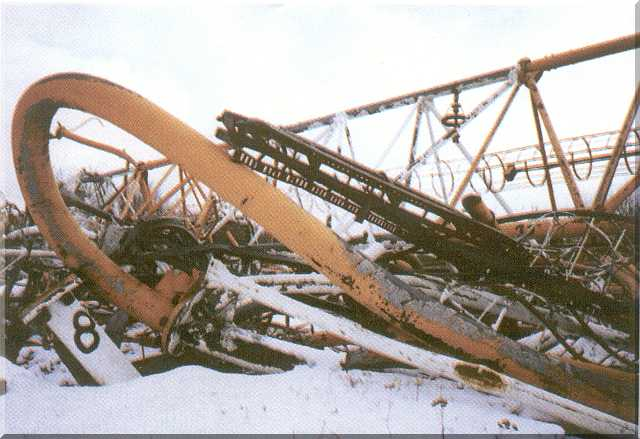
Die Trümmer des Sendemastes Radio Warschau

- 8. August: Der Sendemast Radio Warschau stürzt ein
- 8. August: Die Leichen von Schapur Bachtiar und seinem Sekretär werden gefunden. Der frühere Ministerpräsident ist am 6. August mitsamt seinem Getreuen im französischen Exil von Mitarbeitern des Geheimdienstes VEVAK der Islamischen Republik Iran ermordet worden.
- 14. August: Laos: Erste republikanische Verfassung
- 19.–21. August: Augustputsch in Moskau: Kommunistische Hardliner in der KPdSU versuchen, den sowjetischen Präsidenten Michail Gorbatschow von der Regierung abzuschneiden und die Macht in der Sowjetunion an sich zu reißen, um Gorbatschows Reformpolitik umzukehren. Der Putschversuch scheitert.
- 20. August: Estland. Unabhängigkeit von Russland
- 21. August: Lettland. Die Verfassung von 1922 wird wieder in Kraft gesetzt. Lettland wird wieder unabhängig.
- 24. August: Die Ukraine wird unabhängig
- 27. August: Anerkennung der baltischen Staaten durch Deutschland
- 27. August: Moldawien wird unabhängig
- 28. August: Deutschland nimmt diplomatische Beziehungen zu Estland und Lettland auf
- 29. August: Kasachstan. Schließung des Atomwaffentestgelände Semipalatinsk
- 30. August: Aserbaidschan. Mutalibow wird Präsident
- 31. August: Kirgisistan und Usbekistan werden unabhängig

#### September

Logo der EFTA

- 1. September: Liechtenstein wird Vollmitglied in der EFTA
- 2. September: Lettland. Als erster Botschafter überreichte Hagen Graf Lambsdorff sein Beglaubigungsschreiben
- 2. September: Anerkennung der baltischen Staaten durch die USA
- 2. September: Die Republik Bergkarabach erklärt ihre Unabhängigkeit
- 6. September: Die Sowjetunion erkennt die Unabhängigkeit Lettlands an
- 8. September: Mazedonien wird unabhängig
- 9. September: Tadschikistan wird unabhängig
- 10. September: Estland. Aufnahme in die KSZE
- 11. September: Offizieller Besuch von Deutschlands Außenminister Hans-Dietrich Genscher in Tallinn, Estland
- 17. September: Die Marshallinseln, Mikronesien, Lettland, Litauen, Estland und die Demokratische Volksrepublik Korea (Nordkorea) treten den Vereinten Nationen bei
- 21. September: Armenien erhält seine Unabhängigkeit

#### Oktober
- 1. Oktober: Neue Verfassung in Sierra Leone
- 1. Oktober: Das Kappen der Telefon-, Strom- und Wasserversorgung ist Auftakt der Schlacht um Dubrovnik zwischen der Jugoslawischen Volksarmee und kroatischen Verteidigern der Stadt im Kroatienkrieg.
- 1. Oktober: Das Abkommen zur Erhaltung der Seehunde im Wattenmeer tritt in Kraft
- 6. Oktober: Parlamentswahlen in Portugal. Die Sozialdemokraten von Ministerpräsident Aníbal Cavaco Silva verteidigen ihre absolute Mehrheit.
- 7. Oktober: Zagreb, Kroatien, wird von der Jugoslawischen Volksarmee aus der Luft angegriffen.
- 7. Oktober: Litauen wird Mitglied in der UNESCO
- 9. Oktober: Bulgarien. Abschluss des „Deutsch-Bulgarischen Vertrages“, (regelt die Zusammenarbeit)
- 12. Oktober: Polizistenmord von Holzminden Bei Boffzen werden zwei Polizeibeamte erschossen.
- 13. Oktober: Erste Parlamentswahlen in Bulgarien nach der neuen Verfassung
- 14. Oktober: Estland wird Mitglied in der UNESCO
- 14. Oktober: Lettland wird Mitglied in der UNESCO
- 15. Oktober: Unterzeichnung der KSZE-Schlussakte durch Estlands Präsident Arnold Rüütel
- 16. Oktober: Lewon Ter-Petrosjan wurde zum Präsidenten von Armenien gewählt
- 18. Oktober: Unabhängigkeitserklärung Aserbaidschans

Wappen von Tuvalu

- 21. Oktober: Tuvalu wird Mitglied in der UNESCO
- 23. Oktober: Unterzeichnung der Pariser Friedensverträge durch Kambodscha
- 26. Oktober: Durch die Durchsuchung des Schiffes Palmah II im Hamburger Hafen kam die Landmaschinen-Affäre ins Rollen.
- 27. Oktober: Erste demokratische Wahlen in Polen[2]
- 27. Oktober: Unabhängigkeitserklärung von Turkmenistan
- 31. Oktober: Erste Präsidentschafts- und Parlamentswahlen mit mehreren Parteien in Sambia seit 1968. Der seit 1964 regierende Kenneth Kaunda wird abgewählt.

#### November
- 6. November: Aufnahme Polens in den Europarat
- 6. November: 47 Frauen in Riad (Saudi-Arabien) fahren im Auto-Konvoi durch die Stadt. Erste Frauenaktion der saudischen Geschichte
- 6. November: In der Russischen Föderation wird die Kommunistische Partei verboten.

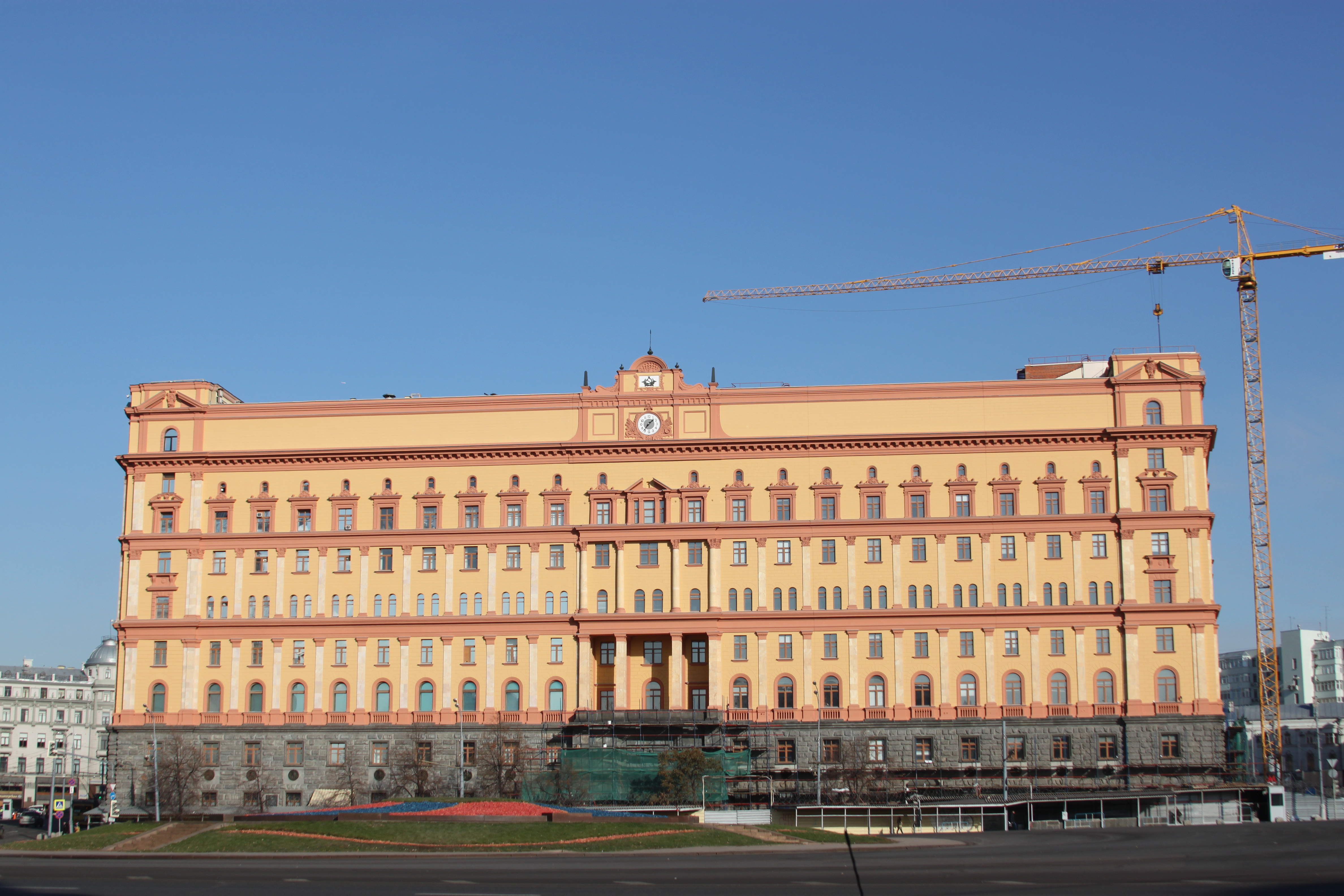
KGB-Hauptquartier

- 6. November: Wegen seiner Verwicklung in den Augustputsch in Moskau wird der sowjetische Geheimdienst KGB aufgelöst. Seine Aufgaben werden den neuen Behörden FSB und Sluschba wneschnei raswedki übertragen.
- 12. November: Beim Santa-Cruz-Massaker in Osttimor sterben über 270 Menschen, viele verschwinden spurlos
- 17. November: Neue Verfassung in Mazedonien
- 21. November: Gemeinsame Erklärung des deutschen Bundeskanzlers Helmut Kohl und des sowjetischen Präsidenten Michail Gorbatschow
- 24. November: Parlamentswahlen in Belgien
- 26. November: Die Vereinigten Staaten übergeben den Philippinen ihren Militärstützpunkt Clark Air Base auf der Insel Luzon. Der philippinische Senat hatte vorher eine Verlängerung des Abkommens mit den USA abgelehnt.

#### Dezember
- 1. Dezember: In Frankfurt am Main wird zum ersten Mal die Kommunale Ausländervertretung (KAV) gewählt.
- 1. Dezember: In einem Referendum bestätigen die Wähler in der Ukraine mit großer Mehrheit die schon erklärte Unabhängigkeit des Staates von der Sowjetunion.
- 3. Dezember: Die Vollversammlung der Vereinten Nationen wählt als ersten Vertreter einer afrikanischen Nation den Ägypter Boutros Boutros-Ghali zum neuen Generalsekretär. Er tritt sein Amt am 1. Januar 1992 an und folgt auf den Peruaner Javier Pérez de Cuéllar.
- 4. Dezember: Einführung des Mehrparteiensystems auf den Seychellen
- 8. Dezember: In den Belowescher Vereinbarungen verständigen sich Boris Jelzin (Russland), Leonid Krawtschuk (Ukraine) und Stanislau Schuschkewitsch (Belarus) über die Zentralregierung hinweg auf die Auflösung der UdSSR und auf die Gründung der Gemeinschaft Unabhängiger Staaten (GUS).[3]
- 9. Dezember: Europäischer Rat erzielt in Maastricht Einigung über den Entwurf des Vertrags über die EU
- 10. Dezember: Referendum über die Unabhängigkeit von Aserbaidschan in Bergkarabach
- 12. Dezember: Die Russische SFSR tritt aus der Sowjetunion aus
- 14. Dezember: Berlin. Die erste Mayday-Veranstaltung findet statt
- 16. Dezember: Kasachstan wird unabhängig
- 16. Dezember: Ungarn unterzeichnet den Assoziierungsvertrag mit der EU
- 16. Dezember: Die umstrittene Resolution 3379 der UN-Generalversammlung vom 10. November 1975, die unter anderem Zionismus als eine Form von Rassismus einstuft, wird nach erneuter Abstimmung zurückgenommen.
- 21. Dezember: In der Erklärung von Alma-Ata bestätigen elf sowjetische Teilrepubliken (Armenien, Aserbaidschan, Belarus, Kasachstan, Kirgisistan, Moldawien, Russland, Tadschikistan, Turkmenistan, Ukraine, Usbekistan) die in den Belowescher Vereinbarungen des 8. Dezember erklärte Auflösung der Sowjetunion. Die an den Belowescher Vereinbarungen nicht beteiligten Staaten treten der GUS bei.[4]
- 21. Dezember: In Taiwan (Republik China) gewinnt die regierende Kuomintang die Wahl zur Nationalversammlung mit einer Dreiviertelmehrheit.
- 22. Dezember: Kirgisistan tritt der GUS bei
- 23. Dezember: Guinea gibt sich eine neue Verfassung
- 23. Dezember: Deutschland erkennt die Unabhängigkeit Kroatiens von Jugoslawien an
- 23. Dezember: Neue, demokratische Verfassung in Slowenien
- 24. Dezember: Burkina Faso. Blaise Compaoré wird zum Staatspräsidenten gewählt
- 24. Dezember: Russland bekommt einen ständigen Sitz im Sicherheitsrat der Vereinten Nationen
- 25. Dezember: Michail Gorbatschow tritt von seinem Amt als Präsident der Sowjetunion zurück
- 25. Dezember: Georgien wird durch die Auflösung der Sowjetunion staatlich unabhängig
- 26. Dezember: Der Oberste Sowjet tritt zusammen und beschließt die Auflösung der Sowjetunion, deren juristische Nachfolge die Russische Föderation antritt
- 31. Dezember: Die Sowjetunion hört offiziell auf zu bestehen
- 31. Dezember: Letzter Sendetag des Deutschen Fernsehfunks, des früheren DDR-Fernsehen
- 31. Dezember: Anerkennung Kasachstans durch Deutschland
- Die Schweiz führt als erster Staat der Erde ein landesweites System für das Recycling von Elektronikschrott ein

### Wirtschaft

Logo von BBC World News

- 11. März: Der britische Nachrichtensender BBC World Service Television beginnt mit seinen Sendungen.
- 5. Juli: Nach einem von US-amerikanischen und britischen Behörden aufgedeckten Finanzbetrug wird die Bank of Credit and Commerce International geschlossen.
- 10. Oktober: Die Neue Berliner Illustrierte, eine früher in der DDR gesuchte Zeitschrift, erscheint zum letzten Mal.
- 30. Oktober: Die von der Namenspatin Elisabeth II. eröffnete Queen Elizabeth II Bridge ergänzt das Verkehrsensemble Dartford Crossing als Teil der Ringautobahn um London.
- Gründung der Sachsen LB, Deutschlands jüngste Landesbank
- Die VIAG AG übernimmt die Mehrheit am Verpackungskonzern Schmalbach-Lubeca

### Wissenschaft und Technik
- 15. Januar: Ringförmige Sonnenfinsternis in Australien und Neuseeland

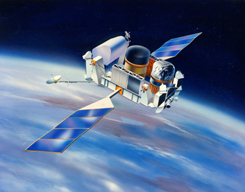
Compton Gamma Ray Observatory

- 5. April: Mit der STS-37-Mission des Space Shuttle Atlantis wird der Wissenschaftssatellit Compton Gamma Ray Observatory in eine Erdumlaufbahn gebracht. Zu den Aufgaben dieses Weltraumteleskops für Gammaastronomie zählt unter anderem eine Durchmusterung des Universums.
- 11. Juli: Totale Sonnenfinsternis in Mittel- und Südamerika
- 6. August: Der britische Informatiker Tim Berners-Lee vom Schweizer Kernforschungszentrum CERN veröffentlicht die erste Webseite und startet damit das World Wide Web.
- 17. September: Version 0.01 des Linux-Kernels wird von Linus Torvalds veröffentlicht.[5]
- 19. September: Ötzi wird in den Südtiroler Alpen gefunden.
- 26. September: Das Projekt Biosphere 2 eines sich selbst erhaltenden Ökosystems in einem abgeschlossenen Glashaus in Arizona beginnt
- 25. Oktober: Das Langstreckenflugzeug Airbus A340 hebt zu seinem Erstflug ab.
- 3. Dezember: In der Galaxie Messier 84 im Sternbild Jungfrau wird eine Supernova entdeckt.
- Kreisgrabenanlage von Goseck wird wiederentdeckt
- Erstmalige Vergabe des Walter-Arndt-Preis für Nachwuchswissenschaftler
- Die „erste Funkarmbanduhr der Welt mit Zeigern“[6] kommt auf den Markt.

### Gesellschaft
- 18. März: Der französische Rechtspopulist Jean-Marie Le Pen wird von einem Gericht in Versailles zu einer Geldstrafe von 1,2 Millionen Francs verurteilt, weil er Gaskammern als ein Detail in der Geschichte des Zweiten Weltkriegs bezeichnet hat.
- 14. Juni: Frauenstreik in der Schweiz

Logo der Schwestern aus dem Jahre 1999

- 21. September: Gründung der deutschsprachigen Schwestern der Perpetuellen Indulgenz in Heidelberg
- 6. Oktober: Die Filmschauspielerin Elizabeth Taylor heiratet den Bauarbeiter Larry Fortensky, den sie bei einer Entzugstherapie kennengelernt hat. Von diesem siebten Ehemann wird sie sich fünf Jahre später trennen.
- 16. Oktober: Im texanischen Killeen erschießt ein Amokläufer 23 Menschen in einer Cafeteria und verletzt 20, ehe er sich selbst tötet.
- 19. Oktober: Gründung der Stiftung für das sorbische Volk

### Kultur
- 1. Januar: In Salzburg wird im Festspielhaus durch das Mozarteumorchester das Mozartjahr 1991 eröffnet.
- 19. März: Uraufführung der Oper The Death of Klinghoffer von John Adams in Brüssel.

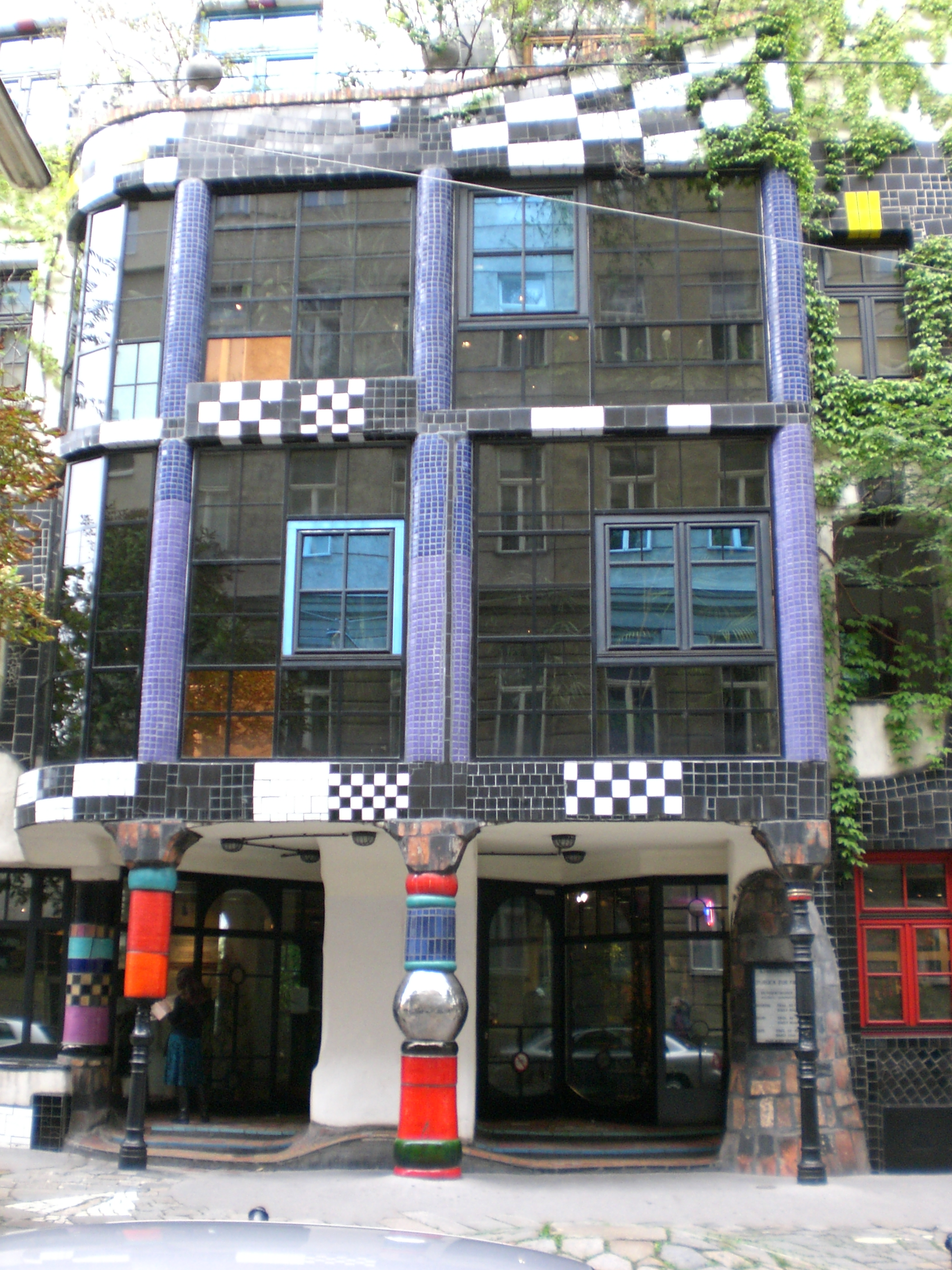
Straßenfassade und Eingangsbereich des KunstHausWien

- 9. April: Das Kunst Haus Wien wird eröffnet. Das Museum zeigt Werke des Künstlers Friedensreich Hundertwasser als Dauerausstellung.
- 4. Mai: Carola gewinnt in Rom mit dem Lied Fångad av en stormvind für Schweden die 36. Auflage des Eurovision Song Contest.
- Juni: Eröffnung des Museum für Moderne Kunst in Frankfurt am Main.
- 5. Juni: Kulturabkommen zwischen Deutschland und Namibia. In Kraft seit dem 28. Januar 1994
- 24. September: Nirvana veröffentlicht das Erfolgsalbum Nevermind
- 28. September: U.a. AC/DC und Metallica spielen bei einem riesigen Konzert der Monsters-of-Rock-Tour in Moskau vor ca. 500.000 Zuschauern. Lars Ulrich bezeichnet es als das beste Konzert, das Metallica je gaben.
- Eröffnung des Ludwig Forum für Internationale Kunst
- Eröffnung des Neuen Museum Weserburg Bremen
- Südböhmische Universität Budweis entsteht
- Gründung des Art-Loss-Register
- Erstmalige Vergabe des Ig-Nobelpreises
- Gründung des Museum der Roma-Kultur
- Aufgrund des Golfkrieges fällt der Karneval in Deutschland aus.

### Sport
Einträge von Leichtathletik-Weltrekorden siehe unter der jeweiligen Disziplin unter Leichtathletik.
- 19. Januar: Im Training zur Lauberhornabfahrt verliert der Österreicher Gernot Reinstadler im Ziel-S die Kontrolle und stürzt. Er erliegt später im Spital seinen Verletzungen.
- 2. Februar: Der Deutsche Judo-Bund der BRD und der Deutsche Judo-Verband der ehemaligen DDR vereinigen sich in Passau unter Beibehaltung des Namens Deutscher Judo-Bund.
- 10. März bis 3. November: Austragung der 42. Formel-1-Weltmeisterschaft
- 17. März: In einem Dopingtest wird bei Diego Maradona, einem beim SSC Neapel unter Vertrag stehenden Fußballspieler, der Gebrauch von Kokain festgestellt. In der Folge kommt es zum Vertragsende und dem Spieler wird eine 15 Monate dauernde Sperre auferlegt.
- 24. März bis 29. September: Austragung der 43. FIM-Motorrad-Straßenweltmeisterschaft
- 14. April: Die Vereinigten Staaten gewinnen das Finale der Frauen-Rugby-Union-Weltmeisterschaft in Cardiff 19:6 gegen England.
- 19. April: Evander Holyfield gewinnt seinen Boxkampf und Weltmeistertitel im Schwergewicht gegen George Foreman im Convention Center, Atlantic City, durch Sieg nach Punkten.
- 29. Mai: FK Roter Stern Belgrad gewinnt gegen Olympique Marseille den Europapokal der Landesmeister 1990/91 mit 5:3 nach Elfmeterschießen.
- 2. Juni: Mit einem 1:0 über den Eisenhüttenstädter FC Stahl gewinnt Hansa Rostock in Berlin zum letzten Mal den NOFV-Pokal (zu DDR-Zeiten: FDGB-Pokal).
- 15. Juni: Mit einem 6:2 über den 1. FC Köln wird der 1. FC Kaiserslautern zum dritten Mal deutscher Fußballmeister.
- 23. Juni: Mazda gewinnt mit dem 787B das 24-Stunden-Rennen von Le Mans. Es ist das einzige mit Wankelmotor angetriebene Auto, das dieses Rennen je gewonnen hat.
- 25. Juni: Gründung der ULEB in Rom.
- 29. Juni: Südafrika kehrt als Full Member in den International Cricket Council (ICC) zurück.
- 20. Oktober: Ayrton Senna wird zum dritten und letzten Mal Formel-1-Weltmeister.
- 2. November: Australien gewinnt das Finale der Rugby-Union-Weltmeisterschaft in London 12:6 gegen England.
- Der Grasshopper Club Zürich wird schweizerischer Fußballmeister.
- Der FK Austria Wien wird österreichischer Fußballmeister.

### Katastrophen
Kleinere Unglücksfälle sind in den Unterartikeln von Katastrophe und in der Liste von Katastrophen aufgeführt.
- 21. März: Al Mishab, Saudi-Arabien. Bei der Landung verunglückt eine Lockheed C-130 der Saudischen Luftwaffe; 98 von 101 Menschen an Bord sterben.
- 29. April: Patuakhali, Bangladesch. Ein vom Indischen Ozean herangezogener Zyklon (Bangladesch-Zyklon von 1991) löst eine gewaltige Flutwelle aus, die die Küstenregionen Bangladeschs zerstört. Etwa 200.000 Menschen sterben, mindestens 500.000 werden obdachlos.
- 26. Mai: Bei einer Boeing 767 schaltet sich nahe Bangkok durch einen Systemfehler im Steigflug die Schubumkehr beim linken Triebwerk ein. Dadurch stürzt Lauda-Air-Flug 004 ab; alle 223 Menschen an Bord sterben.
- 1. Juni: Ausbruch des Pinatubo, Philippinen. Etwa 1.000 Tote und 400.000 Obdachlose.
- 11. Juli: Dschidda, Saudi-Arabien. Eine gecharterte Douglas DC-8 der kanadischen Nationair mit islamischen Mekka-Pilgern auf dem Rückweg nach Nigeria stürzt ab, weil beim Start Reifen in Brand geraten sind. Alle 261 Menschen an Bord sterben.
- 5. Oktober: Jakarta, Indonesien. Wegen eines Triebwerksbrandes stürzt eine Lockheed C-130 der indonesischen Luftwaffe ab. Nur einer der 135 Insassen überlebt, am Boden sterben zwei Menschen.
- 19. Oktober: Erdbeben der Stärke 7,0 in Indien, etwa 2.000 Tote.
- 16. Dezember: Das ägyptische Fährschiff „Salem Express“ läuft vor Safaga auf ein Riff und sinkt. Über 700 Menschen sterben, etwa 200 werden gerettet.

## Geboren

### Januar
- 01. Januar: Abdoulaye Ba, senegalesischer Fußballspieler
- 01. Januar: Christoph Foth, deutscher Handballspieler

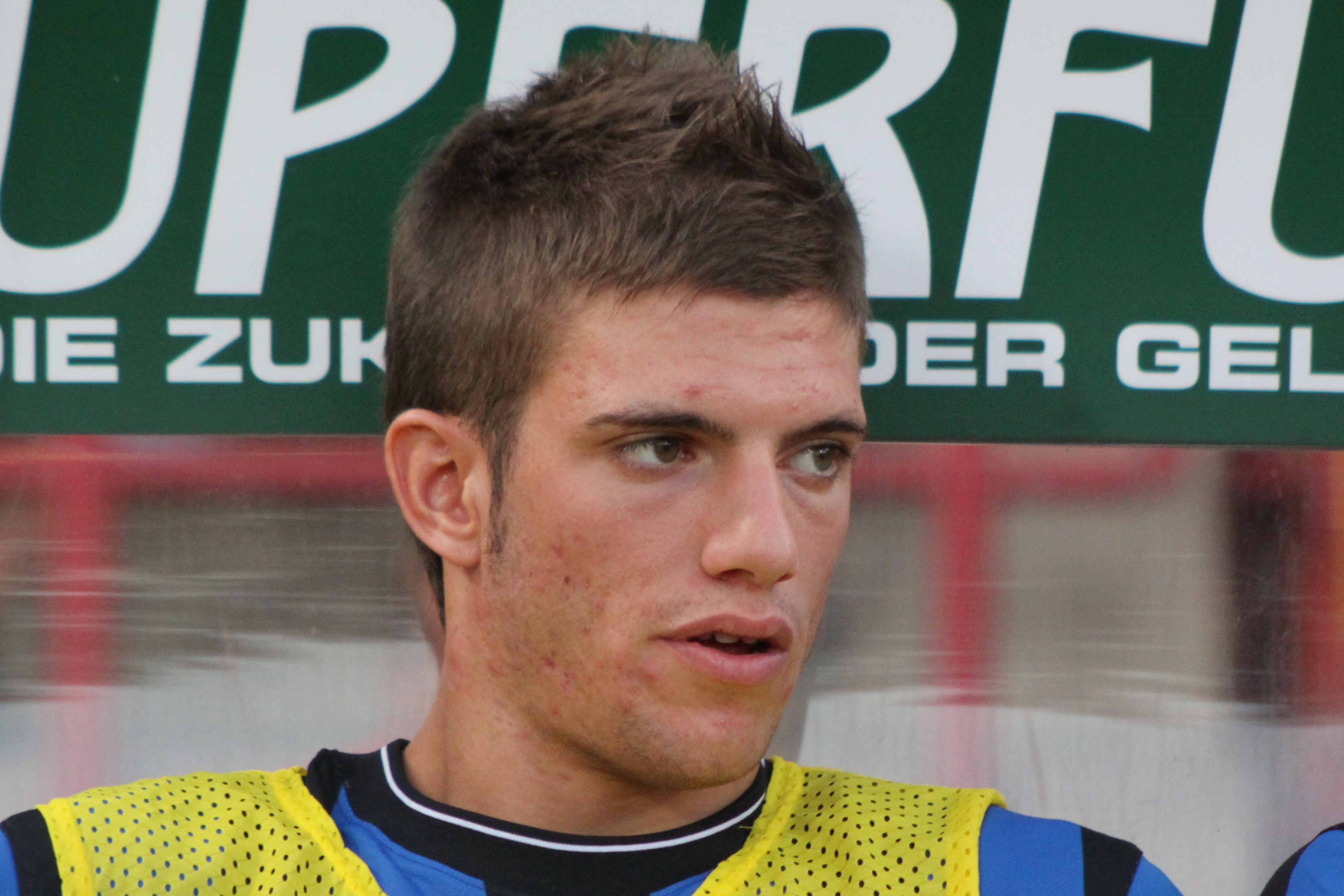
Davide Santon (2009)

- 02. Januar: Davide Santon, italienischer Fußballspieler
- 02. Januar: Ben Hardy, britischer Schauspieler
- 02. Januar: Marcel Schliedermann, deutscher Handballspieler
- 03. Januar: Andrew Agozzino, kanadischer Eishockeyspieler
- 03. Januar: Darius Morris, US-amerikanischer Basketballspieler
- 03. Januar: Nina Schiffer, deutsche Schwimmerin
- 04. Januar: Pascal Bodmer, deutscher Skispringer
- 04. Januar: Simon Hallström, schwedischer Biathlet und Skilangläufer.
- 05. Januar: Odile Ahouanwanou, beninische Leichtathletin
- 05. Januar: Laura Tashina, deutsche Schauspielerin und Musikerin
- 07. Januar: Michelangelo Albertazzi, italienischer Fußballspieler
- 07. Januar: Danny Blum, deutscher Fußballspieler
- 07. Januar: Eden Hazard, belgischer Fußballspieler
- 07. Januar: Roberto Pereyra, argentinischer Fußballspieler
- 08. Januar: David Hansen, deutscher Handballspieler
- 08. Januar: Taylor Worth, australischer Bogenschütze
- 09. Januar: Lucas Albrecht, deutscher Fußballspieler
- 09. Januar: Josh Hill, britischer Automobilrennfahrer
- 09. Januar: Ernest Robertowitsch Jachin, russischer Nordischer Kombinierer
- 09. Januar: Thilo Leugers, deutscher Fußballspieler
- 09. Januar: Ken Noel, österreichischer Fußballspieler
- 09. Januar: Alvaro Soler, deutsch-spanischer Sänger
- 11. Januar: Stephan Auer, österreichischer Fußballspieler
- 11. Januar: Bekim Balaj, albanischer Fußballspieler
- 11. Januar: Andrea Bertolacci, italienischer Fußballspieler
- 12. Januar: Erinn Westbrook, US-amerikanische Schauspielerin
- 12. Januar: Yusuf Onur Arıkan, türkischer Fußballspieler
- 12. Januar: Robin Lässer, deutscher Motorradrennfahrer
- 12. Januar: Pixie Lott, britische Pop-/Soulsängerin, Songwriterin und Schauspielerin
- 12. Januar: Benjamin Meschke, deutscher Handballspieler
- 13. Januar: Gu Hara, südkoreanische Popsängerin († 2019)
- 15. Januar: Marc Bartra, spanischer Fußballspieler
- 15. Januar: Isabelle Linden, deutsche Fußballspielerin
- 15. Januar: Mitch Garver, US-amerikanischer Baseballspieler
- 17. Januar: Willa Fitzgerald, US-amerikanische Schauspielerin
- 17. Januar: Stevick Patris, palauischer Gewichtheber
- 17. Januar: Daniel Rodic, deutscher Schauspieler
- 18. Januar: Katharina Bunk, deutsche Gedächtnissportlerin
- 18. Januar: Emil Johansson, schwedischer Skilangläufer
- 18. Januar: Lasse Sobiech, deutscher Fußballspieler
- 19. Januar: Erin Sanders, US-amerikanische Schauspielerin
- 20. Januar: Jolyon Palmer, britischer Automobilrennfahrer
- 20. Januar: Jacqueline Seifriedsberger, österreichische Skispringerin
- 21. Januar: Ana Gros, slowenische Handballspielerin
- 21. Januar: Jan Hirt, tschechischer Radrennfahrer
- 21. Januar: Xavier Quevedo, venezolanischer Radrennfahrer
- 21. Januar: Alexander Wolz, deutscher Skilangläufer
- 22. Januar: Yann Cunha, brasilianischer Automobilrennfahrer
- 22. Januar: Matthias Kaiser, Liechtensteiner Automobilrennfahrer
- 22. Januar: Rosana Kiroska, nordmazedonische Skilangläuferin und Biathletin
- 22. Januar: Stefan Kolb, deutscher Fußballspieler
- 22. Januar: Alex MacDowall, britischer Automobilrennfahrer
- 22. Januar: Elizabeth Simmonds, britische Rückenschwimmerin
- 22. Januar: Matwei Subow, russischer Bahn- und Straßenradrennfahrer
- 22. Januar: Felice Vecchione, italienischer Fußballspieler
- 23. Januar: Adam Hagenbuch, US-amerikanischer Schauspieler
- 24. Januar: Turid Knaak, deutsche Fußballspielerin
- 25. Januar: Svenja Huth, deutsche Fußballspielerin
- 25. Januar: Anna Andrejewna Jelissejewa, russische Biathletin
- 25. Januar: Nigel Melker, niederländischer Automobilrennfahrer
- 26. Januar: Alex Sandro, brasilianischer Fußballspieler
- 26. Januar: Lucia Joas, deutsche Skilangläuferin
- 26. Januar: Grégoire Demoustier, französischer Automobilrennfahrer
- 26. Januar: Pål Varhaug, norwegischer Automobilrennfahrer
- 26. Januar: Darja Sergejewna Wedenina, russische Skilangläuferin
- 27. Januar: Aleksandar Ignjovski, serbischer Fußballspieler
- 27. Januar: Alexis Jeannerod, französischer Skilangläufer
- 27. Januar: Markus Pommer, deutscher Automobilrennfahrer
- 27. Januar: Amber Yobech, palauische Schwimmerin
- 28. Januar: Jacco Arends, niederländischer Badmintonspieler
- 28. Januar: Calum Worthy, kanadischer Schauspieler
- 28. Januar: Tim Schreder, deutscher Fernsehmoderator, Reporter, Journalist und Magier
- 31. Januar: Ju Wenjun, chinesische Schachspielerin
- 31. Januar: Courtney Williams, vincentischer Leichtathlet

### Februar
- 01. Februar: Andrej Lebedseu, belarussischer Fußballspieler
- 01. Februar: Kurtis Wenzel, kanadischer Biathlet und Skilangläufer
- 01. Februar: Nick Weber, deutscher Handballspieler
- 02. Februar: Florian Badstübner, deutscher Fußballschiedsrichter
- 02. Februar: Nata De Leeuw, kanadische Skispringerin
- 02. Februar: Ewelina Marcisz, polnische Skilangläuferin
- 02. Februar: Grégory Mertens, belgischer Fußballspieler († 2015)
- 02. Februar: Olli Hiidensalo, finnischer Biathlet und Skilangläufer

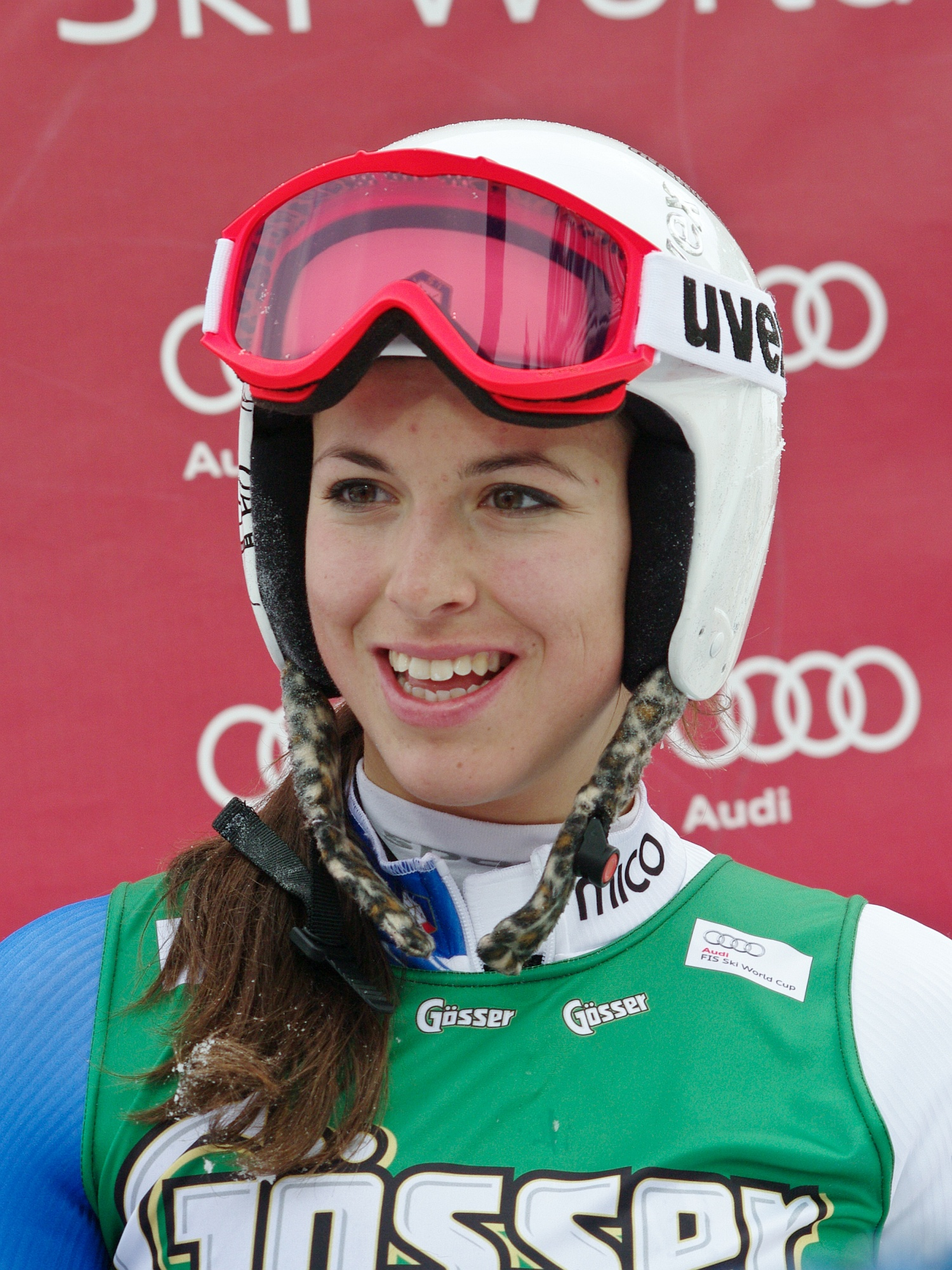
Elena Curtoni (2010)

- 03. Februar: Elena Curtoni, italienische Skirennläuferin
- 03. Februar: Stefan Hierländer, österreichischer Fußballspieler
- 03. Februar: Nikola Hofmanova, österreichische Tennisspielerin
- 03. Februar: Viktor Noring, schwedischer Fußballspieler
- 03. Februar: Adrian Quaife-Hobbs, britischer Automobilrennfahrer
- 04. Februar: Mathew Allan Leckie, australischer Fußballspieler
- 05. Februar: Franka Anić, slowenische Taekwondoin
- 05. Februar: Henriette Confurius, deutsch-niederländische Schauspielerin
- 05. Februar: Terrence Ross, US-amerikanischer Basketballspieler
- 06. Februar: Bruno Andrade, brasilianischer Automobilrennfahrer
- 06. Februar: Ida Njåtun, norwegische Eisschnellläuferin
- 06. Februar: Anna Wladimirowna Sidorowa, russische Curlerin
- 06. Februar: Max Stahr, deutscher Radrennfahrer
- 07. Februar: Elizabeth Guiney, US-amerikanische Skilangläuferin
- 07. Februar: Yannik Meyer, deutscher Schauspieler
- 09. Februar: Tyler Kornfield, US-amerikanischer Skilangläufer
- 09. Februar: Marco Stiepermann, deutscher Fußballspieler
- 10. Februar: Dominic Barona, ecuadorianische Surferin
- 10. Februar: Annina Euling, deutsch-schweizerische Schauspielerin

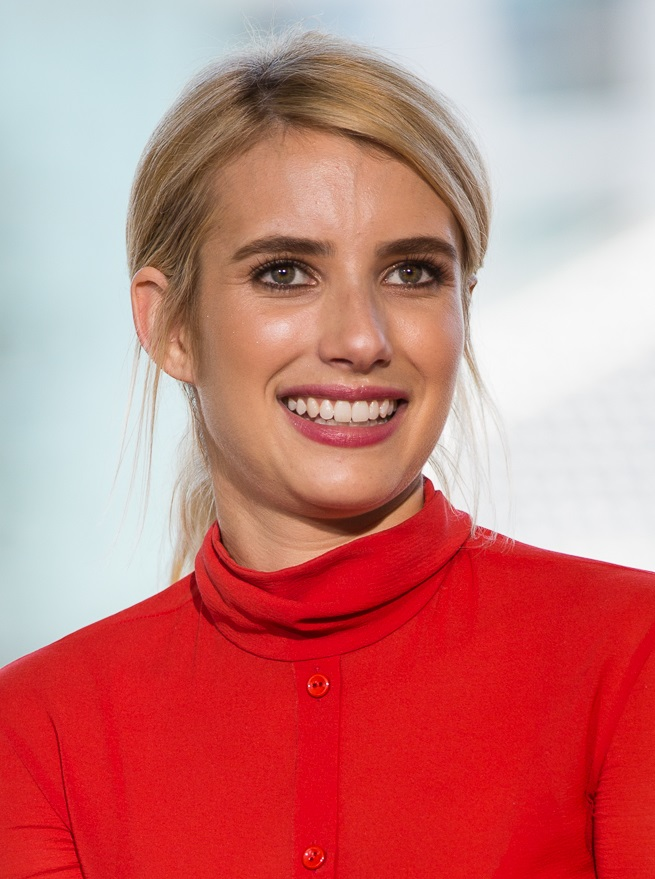
Emma Roberts

- 10. Februar: Emma Roberts, US-amerikanische Schauspielerin
- 10. Februar: Florian Schabereiter, österreichischer Skispringer
- 12. Februar: Casey Abrams, US-amerikanischer Sänger
- 12. Februar: Ragnhild Gløersen Haga, norwegische Skilangläuferin
- 12. Februar: Patrick Herrmann, deutscher Fußballspieler
- 13. Februar: Aljaksej Abromtschyk, belarussischer Biathlet
- 14. Februar: Torben Brinkmann, deutscher Schauspieler
- 14. Februar: Ethan Dreissigacker, US-amerikanischer Biathlet und Skilangläufer
- 14. Februar: Karol G, kolumbianische Reggaeton-, RnB- und Popsängerin
- 14. Februar: Andrius Gudžius, litauischer Diskuswerfer
- 15. Februar: Patrick Bevin, neuseeländischer Radrennfahrer
- 15. Februar: Mickaël Facchinetti, Schweizer Fußballspieler
- 15. Februar: Alexander Langlitz, deutscher Fußballspieler
- 15. Februar: Sebastian Hahn, Autor
- 16. Februar: Sebastian Bender, deutscher Schauspieler
- 16. Februar: Sami Niemi, finnischer Skispringer
- 17. Februar: Ed Sheeran, britischer Sänger
- 17. Februar: Bonnie Wright, britische Schauspielerin
- 18. Februar: Waverly S. Austin, US-amerikanisch-deutscher Basketballspieler
- 18. Februar: Malese Jow, US-amerikanische Schauspielerin und Sängerin
- 18. Februar: Henry Surtees, britischer Automobilrennfahrer († 2009)
- 18. Februar: Steve Whitney, US-amerikanischer Eishockeyspieler
- 19. Februar: Martijn Kleermaker, niederländischer Dartspieler
- 19. Februar: Adreian Payne, US-amerikanischer Basketballspieler († 2022)
- 19. Februar: Christoph Kramer, deutscher Fußballspieler
- 19. Februar: Jana Bondar, ukrainische Biathletin
- 19. Februar: Nina Broznić, kroatische Skilangläuferin
- 20. Februar: Hidilyn Diaz, philippinische Gewichtheberin
- 20. Februar: Aline Rocha, brasilianische Rollstuhlfahrerin und Skifahrerin
- 20. Februar: Hanna Yttereng, norwegische Handballspielerin
- 21. Februar: Tatiana Ariza, kolumbianische Fußballspielerin
- 21. Februar: Lilith Häßle, deutsche Schauspielerin und Sprecherin
- 21. Februar: Ju Hye-ri, südkoreanische Skilangläuferin
- 21. Februar: Manfred Starke, namibischer Fußballspieler
- 23. Februar: Dominik Büchele, deutscher Sänger
- 24. Februar: Phillip Bellingham, australischer Skilangläufer
- 24. Februar: Tom Gladdis, britischer Automobilrennfahrer
- 24. Februar: Melissa Hoskins, australische Radrennfahrerin († 2023)
- 25. Februar: Debora Agreiter, italienische Skilangläuferin
- 25. Februar: Arnor Angeli, belgischer Fußballspieler
- 25. Februar: Markus Frohnmaier, deutscher Politiker
- 25. Februar: Gerran Howell, britischer Schauspieler
- 25. Februar: Elisa Lenke, deutsche Shorttrackerin
- 25. Februar: Tony Oller, US-amerikanischer Schauspieler
- 25. Februar: Adrien Tambay, französischer Automobilrennfahrer
- 25. Februar: Gustavo Yacamán, kolumbianischer Automobilrennfahrer
- 26. Februar: Calum Butcher, englischer Fußballspieler
- 26. Februar: Wolha Dabryjan, belarussische Billardspielerin
- 26. Februar: Daniel Döringer, deutscher Fußballspieler
- 26. Februar: Amer El-Erwadi, deutscher Schauspieler
- 26. Februar: Rhyan Bert Grant, australischer Fußballspieler
- 26. Februar: Kevin Plawecki, US-amerikanischer Baseballspieler
- 27. Februar: Oleksandra Kononowa, ukrainische Skifahrerin
- 27. Februar: Landon Liboiron, kanadischer Schauspieler
- 27. Februar: Bob Thompson, kanadischer Skilangläufer
- 28. Februar: Marcel Avdić, deutsch-bosnisch-herzegowinischer Fußballspieler
- 28. Februar: Sarah Bolger, irische Schauspielerin
- 28. Februar: Jack Hawksworth, britischer Automobilrennfahrer
- 28. Februar: Heidi Widmer, schweizerisch-kanadische Skilangläuferin

### März

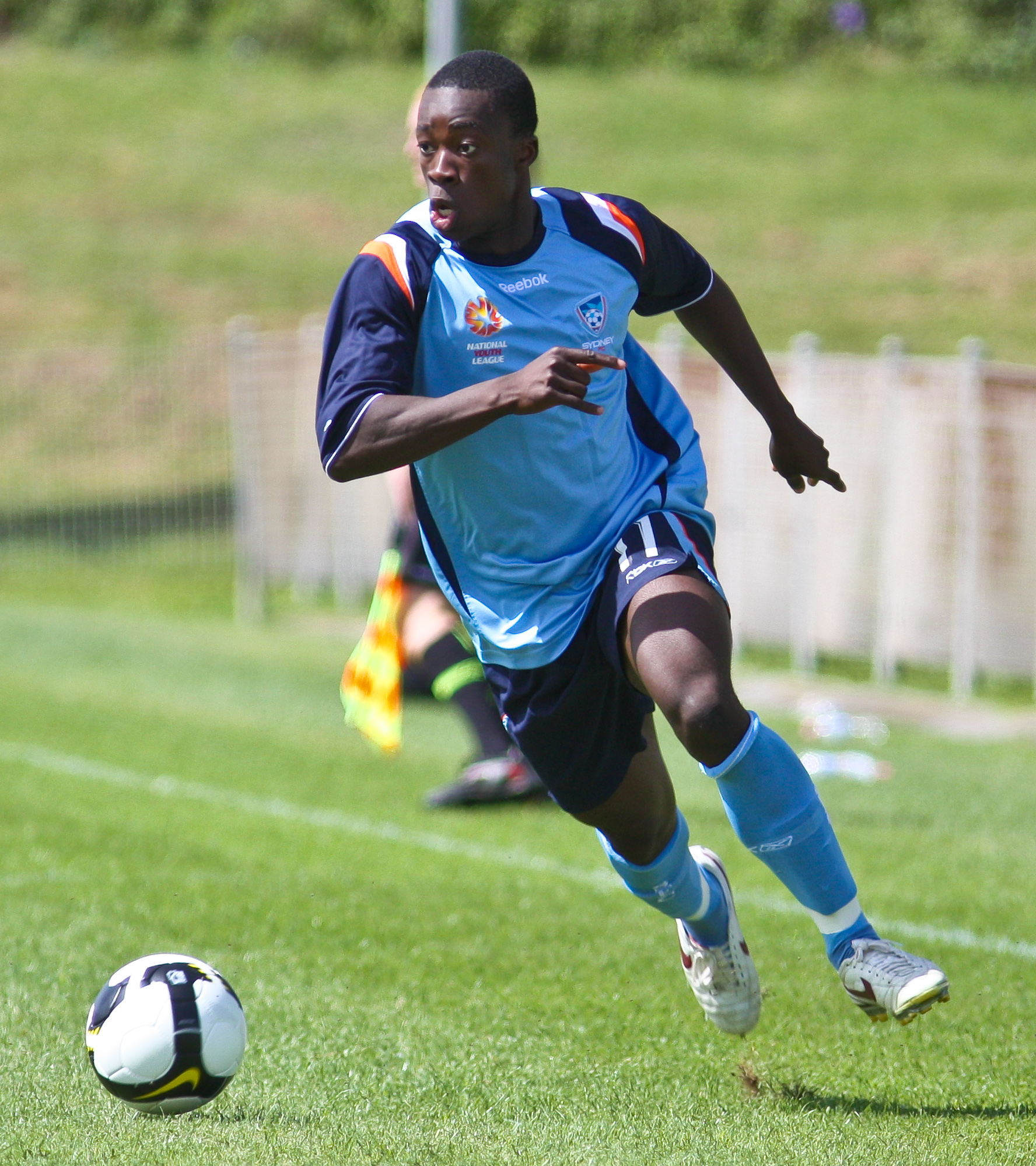
Kofi Danning (2008)

- 01. März: Mathias Autret, französischer Fußballspieler
- 02. März: Kofi Danning, australischer Fußballspieler
- 02. März: Marc Hornschuh, deutscher Fußballspieler
- 03. März: Deyanira Angulo, mexikanische Badmintonspielerin
- 03. März: Jan Bühn, deutscher Motorradrennfahrer
- 03. März: Andreas Wolff, deutscher Handballspieler
- 05. März: Michael Hayböck, österreichischer Skispringer
- 05. März: Maxim Matlakow, russischer Schachspieler
- 06. März: Jonathan Beck, deutscher Schauspieler
- 06. März: Fakhri Ismail, bruneiischer Leichtathlet und Fußballspieler
- 06. März: John Jenkins, US-amerikanischer Basketballspieler
- 07. März: Jekaterina Iljina, russische Handballspielerin
- 08. März: Devon Werkheiser, US-amerikanischer Schauspieler und Sänger
- 08. März: Stefanie Klaunig, deutsche Handballspielerin
- 08. März: Krzysztof Miętus, polnischer Skispringer
- 09. März: Jonathan Dümcke, deutscher Schauspieler († 2013)
- 10. März: Artak Aleksanjan, armenischer Fußballspieler
- 10. März: Charl Pietersen, südafrikanischer Dartspieler
- 11. März: Alessandro Florenzi, italienischer Fußballspieler
- 11. März: Søs Søby, dänische Handballspielerin
- 12. März: Muhammet Yürükuslu, türkischer Fußballspieler († 2018)
- 12. März: Felix Kroos, deutscher Fußballspieler
- 12. März: Fabian Schomburg, deutscher Handballspieler
- 12. März: ERRdeKa, deutscher Rapper
- 13. März: François Affolter, Schweizer Fußballspieler
- 13. März: Wellington Arias, US-amerikanischer Profiboxer
- 13. März: Menasheh Idafar, britischer Automobilrennfahrer
- 13. März: Lê Quang Liêm, vietnamesischer Schachspieler
- 13. März: Tristan Thompson, kanadischer Basketballspieler
- 14. März: Jimmy Eriksson, schwedischer Automobilrennfahrer
- 14. März: Michiko Kashiwabara, japanische Skilangläuferin
- 14. März: Johannes Wasel, deutscher Nordischer Kombinierer
- 15. März: Emrecan Afacanoğlu, türkischer Fußballspieler
- 15. März: Vincent Krüger, deutscher Schauspieler
- 15. März: Kevin Müller, deutscher Fußballspieler
- 15. März: Xavier Henry, belgischer Basketballspieler
- 16. März: Reggie Bullock, US-amerikanischer Basketballspieler
- 17. März: Thomas Robinson, US-amerikanischer Basketballspieler
- 18. März: Vivian Hösch, deutsche Behindertensportlerin
- 19. März: Alexander Alexandrowitsch Kokorin, russischer Fußballspieler
- 19. März: Garrett Clayton, US-amerikanischer Schauspieler und Sänger
- 19. März: Maciej Gajos, polnischer Fußballspieler
- 20. März: Elin Mohlin, schwedische Skilangläuferin
- 20. März: Jeon So-nee, südkoreanische Schauspielerin
- 20. März: Oliver Webb, britischer Automobilrennfahrer
- 21. März: Farzad Ataee, afghanischer Fußballspieler
- 21. März: Antoine Griezmann, französischer Fußballspieler
- 22. März: Brandon Maxwell, US-amerikanischer Eishockeyspieler
- 22. März: Roberto Merhi, spanischer Automobilrennfahrer
- 22. März: Roland Putsche, österreichischer Fußballspieler
- 22. März: Lucia Scardoni, italienische Skilangläuferin
- 23. März: Thordis Arnold, deutsche Crosslauf-Sommerbiathletin, Mittel- und Langstreckenläuferin
- 23. März: Noémi Dabrowski, französisch-polnisch-US-amerikanische Schauspielerin
- 24. März: Tarık Çamdal, deutscher Fußballspieler
- 25. März: Wilco Kelderman, niederländischer Radrennfahrer
- 25. März: Jurswailly Luciano, niederländische Handballspielerin
- 26. März: Victoria Bieneck, deutsche Volleyballspielerin
- 26. März: Ryan Cullen, irisch-zypriotischer Automobilrennfahrer
- 26. März: Thomas Meißner, deutscher Fußballspieler
- 26. März: Andrei Sergejew, russischer Eishockeyspieler
- 26. März: Marcel Sökler, deutscher Fußballspieler
- 27. März: Matej Konôpka, slowakischer Automobilrennfahrer
- 28. März: Julián Cuesta, spanischer Fußballtorwart
- 28. März: Lisa-Maria Moser, österreichische Tennisspielerin
- 28. März: Ryu Hye-young, südkoreanische Schauspielerin
- 28. März: Taulant Xhaka, albanischer Fußballspieler

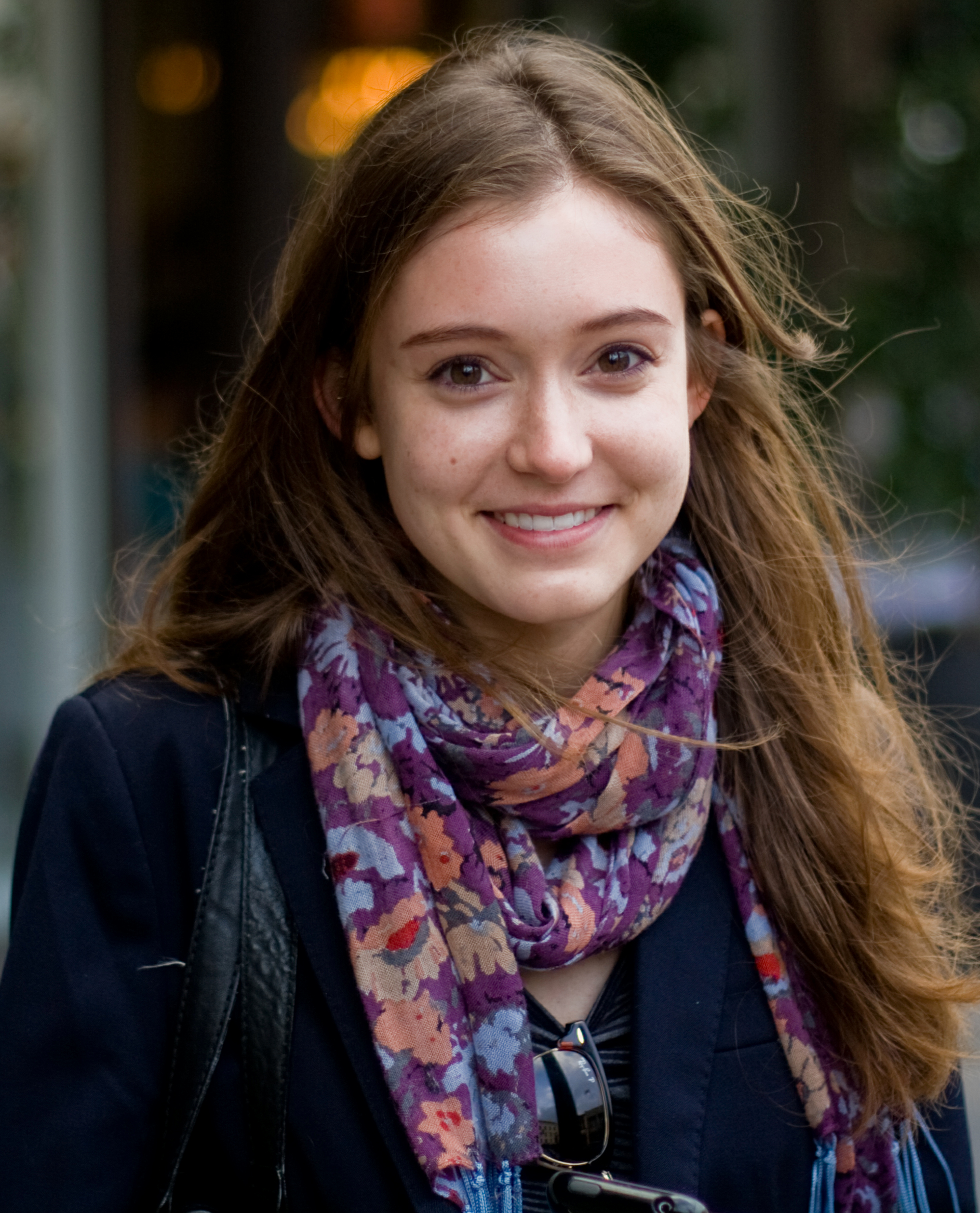
Hayley McFarland (2011)

- 29. März: Hayley McFarland, US-amerikanische Schauspielerin und Sängerin
- 30. März: AronChupa, schwedischer DJ und Musikproduzent
- 30. März: Patrick Schranner, deutscher Automobilrennfahrer
- 30. März: Athoumane Soilihi, komorischer Schwimmer
- 31. März: Fernando Arismendi, uruguayischer Fußballspieler

### April
- 01. April: Carter Ashton, kanadischer Eishockeyspieler
- 01. April: Marco Haller, österreichischer Radrennfahrer
- 02. April: Quavo, US-amerikanischer Rapper
- 02. April: Saša Živec, slowenischer Fußballspieler

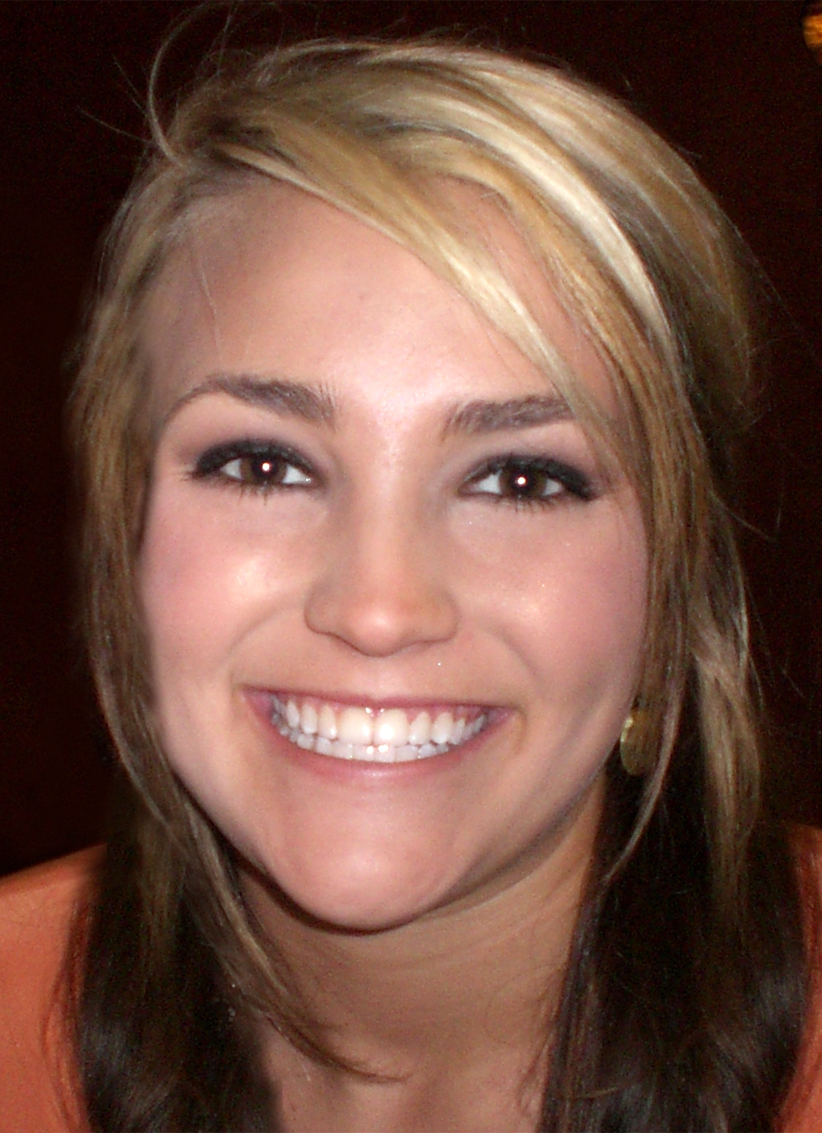
Jamie Lynn Spears

- 04. April: Jamie Lynn Spears, US-amerikanische Schauspielerin und Sängerin
- 04. April: Christian Ramirez, US-amerikanischer Fußballspieler
- 04. April: Marlon Stöckinger, philippinischer Automobilrennfahrer
- 04. April: Martine Ek Hagen, norwegische Skilangläuferin
- 05. April: Bono, marokkanisch-kanadischer Fußballtorwart
- 05. April: Lotte Grigel, dänische Handballspielerin
- 05. April: Nora Mørk, norwegische Handballspielerin
- 05. April: Thea Mørk, norwegische Handballspielerin
- 06. April: Boldyn Bjambadordsch, mongolischer Skilangläufer
- 06. April: Kim Irion, deutsche Handballspielerin
- 06. April: Nico Pepaj, US-amerikanischer Fußballspieler und Model

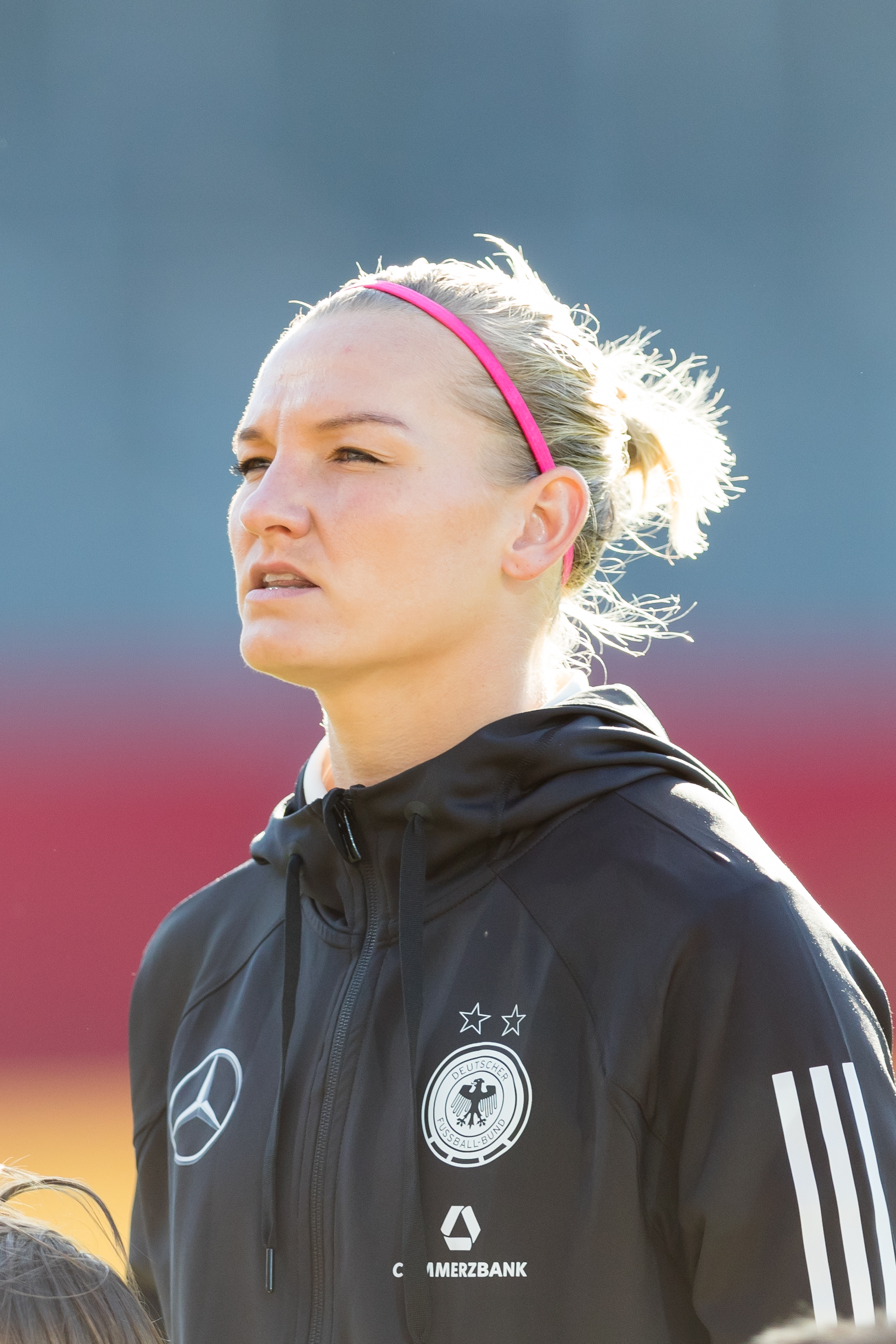
Alexandra Popp

- 06. April: Alexandra Popp, deutsche Fußballspielerin
- 07. April: Rahel Kapsaski, deutsch-englische Schauspielerin, Filmproduzentin und Model
- 07. April: Luka Milivojević, serbischer Fußballspieler
- 07. April: Anne-Marie Nicholson, britische Sängerin
- 08. April: Sinah Amann, deutsche Fußballspielerin
- 08. April: Coralie Frasse Sombet, französische Skirennläuferin
- 08. April: Dej Loaf, US-amerikanische Sängerin
- 09. April: 3Plusss, deutscher Rapper
- 09. April: Gai Assulin, israelischer Fußballspieler
- 09. April: Axel Pons, spanischer Motorradrennfahrer
- 09. April: Ayami Ōishi, japanische Ruderin
- 09. April: Alexander Ring, finnischer Fußballspieler
- 10. April: Moufoutaou Adou, beninischer Fußballspieler
- 10. April: Espen Udjus Frorud, norwegischer Skilangläufer
- 10. April: Yves Lampaert, belgischer Radrennfahrer
- 10. April: Amanda Michalka, US-amerikanische Sängerin und Schauspielerin
- 10. April: Royce White, US-amerikanischer Basketballspieler
- 11. April: Thiago, spanischer Fußballspieler
- 11. April: James Magnussen, australischer Schwimmer
- 12. April: Daniel Littau, deutscher Schauspieler
- 12. April: Thomas Wick, deutscher Skilangläufer
- 13. April: Akeem Adams, Fußballspieler († 2013)
- 13. April: David Oluwaseun Segun Amoo, englischer Fußballspieler
- 13. April: Peter Andersson, schwedischer Eishockeyspieler
- 13. April: Daniel Ginczek, deutscher Fußballspieler
- 13. April: Dylan Penn, US-amerikanisches Model und Schauspielerin
- 15. April: Ristomatti Hakola, finnischer Skilangläufer
- 15. April: Marco Terrazzino, deutscher Fußballspieler
- 17. April: Oğuz Yılmaz, deutsch-türkischer Künstlermanager, Autor, Comedian und Digital-Berater
- 19. April: Kelly Olynyk, kanadischer Basketballspieler
- 20. April: Ondřej Kraják, tschechischer Fußballspieler
- 20. April: Francesco Monterosso, australischer Fußballspieler
- 21. April: Max Chilton, britischer Automobilrennfahrer
- 21. April: Christian Klem, österreichischer Fußballspieler
- 21. April: Maximilian Kolditz, deutscher Handballspieler
- 22. April: Sofía Arreola, mexikanische Radrennfahrerin
- 22. April: André Auras, senegalesisch-französischer Fußballspieler
- 22. April: Joo Hyong-jun, südkoreanischer Eisschnellläufer
- 23. April: Melda Akbaş, deutsch-türkische Buchautorin
- 23. April: Ben Barker, britischer Automobilrennfahrer

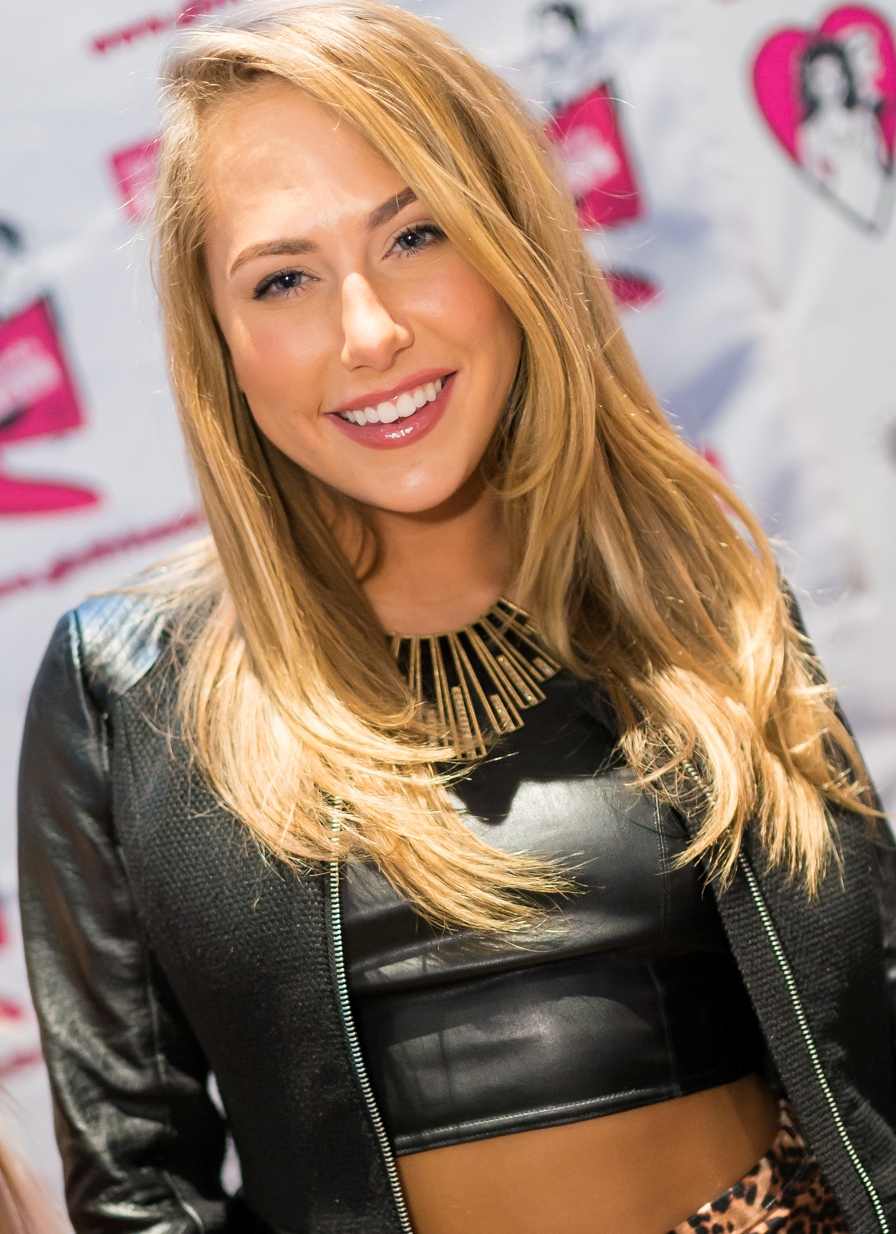
Carter Cruise

- 24. April: Carter Cruise, US-amerikanische Pornodarstellerin
- 25. April: Léo Arnaud, US-amerikanischer Musiker
- 25. April: Olivier Lombard, französischer Automobilrennfahrer
- 27. April: Ardian Bujupi, deutscher Sänger
- 27. April: Lara Gut-Behrami, Schweizer Skirennläuferin
- 28. April: Jennifer Braun, deutsche Sängerin
- 28. April: Maicol Rastelli, italienischer Skilangläufer
- 30. April: Cristina Maria Ablinger, österreichische Schauspielerin
- 30. April: Richard Annang, ghanaischer Fußballspieler
- 30. April: Emil Nyeng, norwegischer Skilangläufer
- 30. April: Tschinbatyn Otgontsetseg, mongolische Skilangläuferin

### Mai
- 01. Mai: Levina, deutsche Sängerin, Songwriterin und Moderatorin
- 02. Mai: Janis Blaswich, deutscher Fußballtorhüter
- 02. Mai: Sebastian Hertner, deutscher Fußballspieler
- 02. Mai: Deleila Piasko, Schweizer Schauspielerin
- 03. Mai: Wael Jallouz, tunesischer Handballspieler
- 04. Mai: Jonas Dobler, deutscher Skilangläufer
- 04. Mai: Chris Tall, deutscher Stand-up- und Filmkomiker
- 05. Mai: Andrea Klikovac, montenegrinische Handballspielerin
- 05. Mai: Anna Kowalenko, ukrainische Politikerin, Journalistin und Aktivistin
- 07. Mai: Daniel Juncadella, spanischer Automobilrennfahrer
- 07. Mai: Élise Pellegrin, französisch-maltesische Skirennläuferin
- 08. Mai: Laurens Vanthoor, belgischer Automobilrennfahrer
- 09. Mai: Iwan Lukaschewitsch, russischer Automobilrennfahrer
- 10. Mai: Simon Andersson, schwedischer Skilangläufer
- 10. Mai: Tom McEwen, britischer Vielseitigkeitsreiter
- 10. Mai: Maria Nordström, schwedische Skilangläuferin
- 10. Mai: Elisabeth Schicho, deutsche Skilangläuferin
- 10. Mai: Ægir Steinarsson, isländischer Basketballspieler
- 10. Mai: Jordan Taylor, US-amerikanischer Automobilrennfahrer
- 10. Mai: Didrik Tønseth, norwegischer Skilangläufer
- 10. Mai: Tim Wellens, belgischer Radrennfahrer

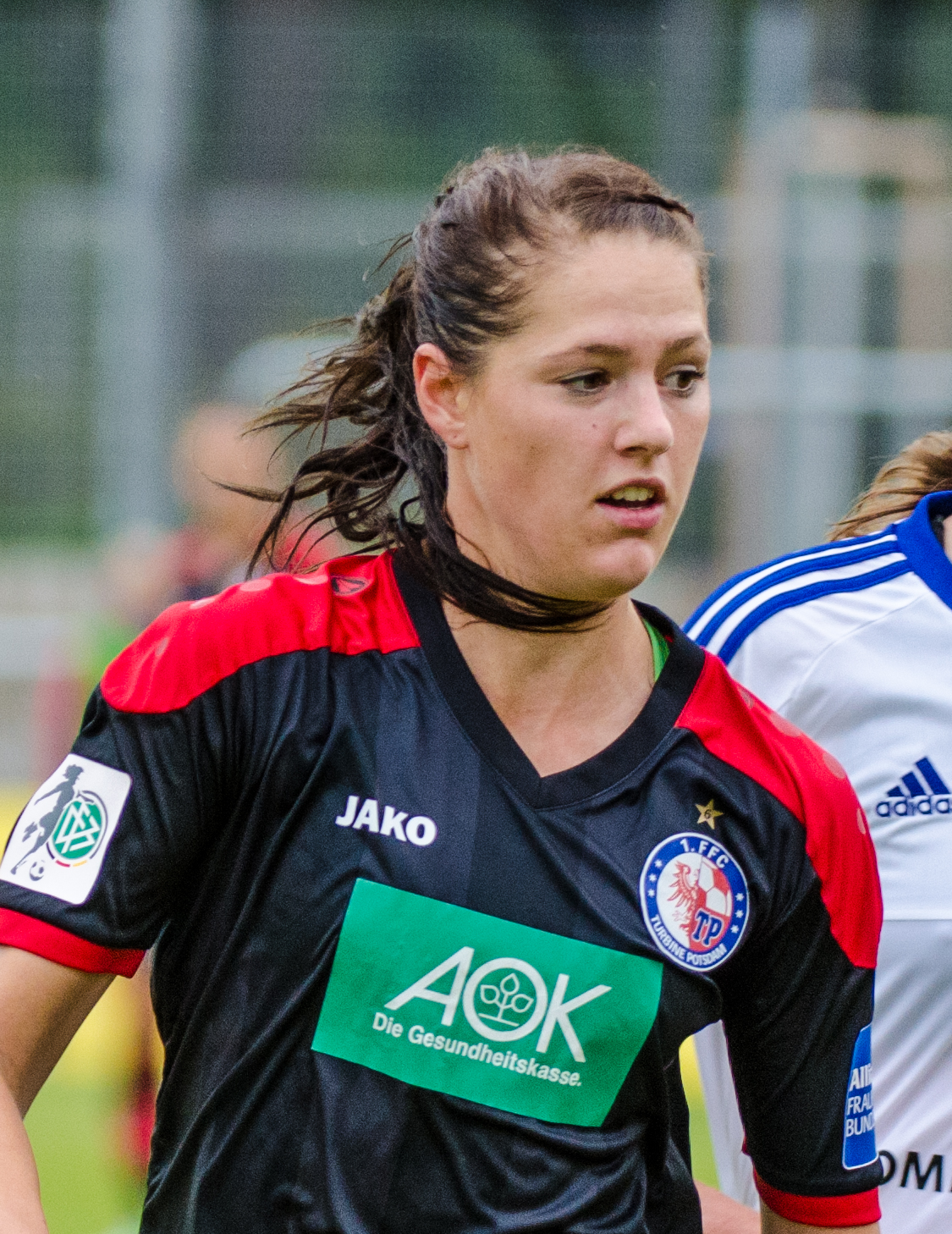
Inka Wesely

- 10. Mai: Inka Wesely, deutsche Fußballspielerin
- 11. Mai: Mirco Bertolina, italienischer Skilangläufer
- 12. Mai: Joseph Dombrowski, US-amerikanischer Radrennfahrer
- 12. Mai: Lumaraa, deutsche Rapperin
- 13. Mai: Anders Fannemel, norwegischer Skispringer
- 13. Mai: Omar Khir Alanam, in Österreich lebender Autor und Poetry-Slammer syrischer Herkunft
- 14. Mai: Garry Fischmann, deutscher Schauspieler und Musicaldarsteller
- 14. Mai: Stella Hinrichs, deutsche Schauspielerin
- 14. Mai: Muhammed Ildiz, österreichischer Fußballspieler türkischer Abstammung
- 15. Mai: Jennifer Hof, deutsches Mannequin und Fotomodell
- 16. Mai: Joey Graceffa, US-amerikanischer Schauspieler, Autor und YouTuber
- 19. Mai: Tamás Pál Kiss, ungarischer Automobilrennfahrer
- 20. Mai: Bastian Baker, Schweizer Sänger
- 22. Mai: Kentin Mahé, französischer Handballspieler
- 22. Mai: Jared Cunningham, US-amerikanischer Basketballspieler
- 23. Mai: Christina Arends, deutsche Schauspielerin
- 23. Mai: Jan Artmann, deutscher Handballspieler
- 23. Mai: Agustín Arigón, uruguayischer Fußballspieler
- 23. Mai: Daniel Hemetsberger, österreichischer Skirennläufer

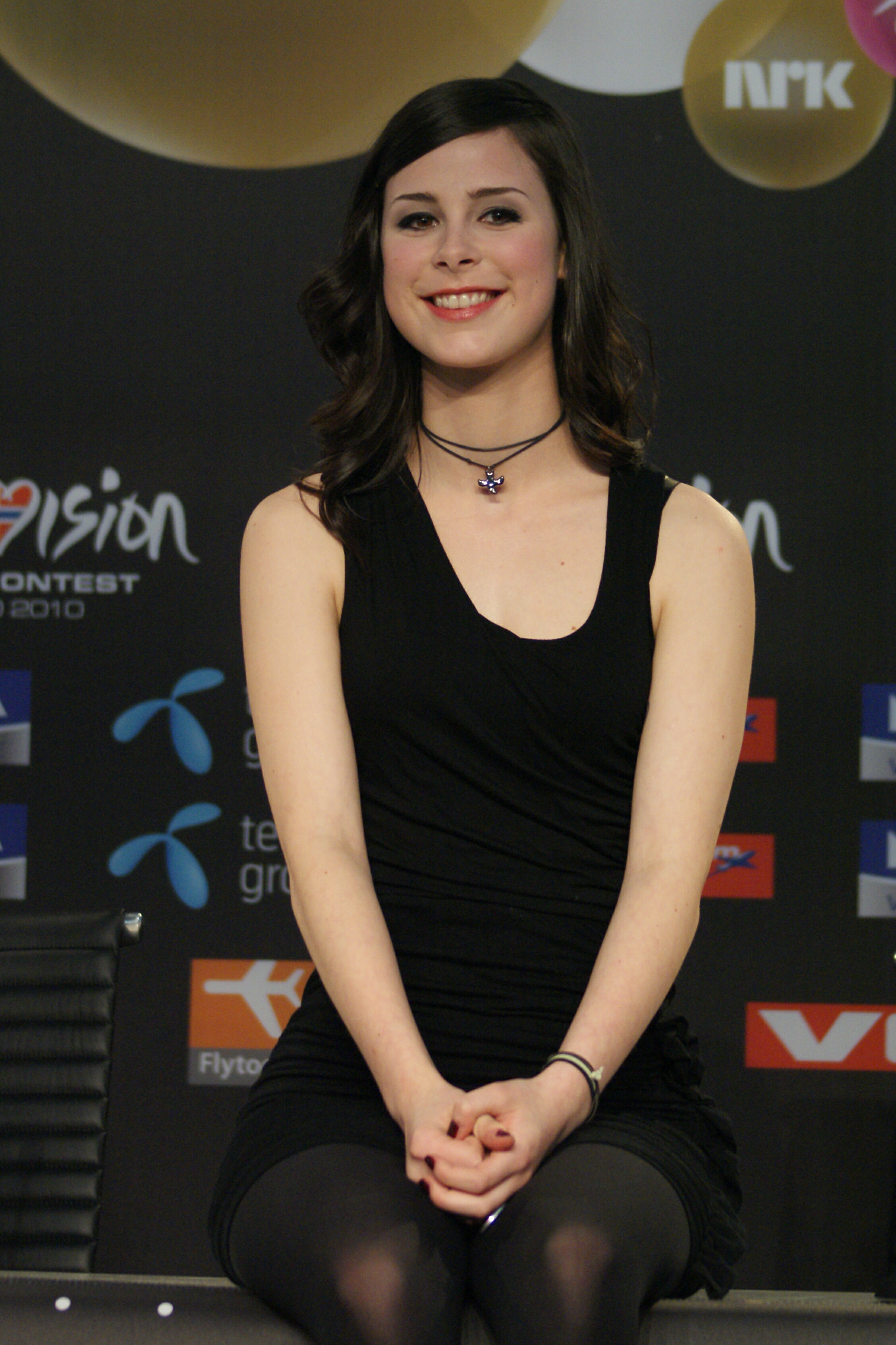
Lena Meyer-Landrut

- 23. Mai: Côme Ledogar, französischer Automobilrennfahrer
- 23. Mai: Lena Meyer-Landrut, deutsche Sängerin
- 23. Mai: Han Seung-soo, südkoreanischer Shorttracker
- 25. Mai: Derrick Williams, US-amerikanischer Basketballspieler
- 26. Mai: Maxwell Durtschi, US-amerikanischer Sportler
- 27. Mai: Filip Starzyński, polnischer Fußballspieler
- 28. Mai: Nicklas Svale Andersen, dänischer Schauspieler

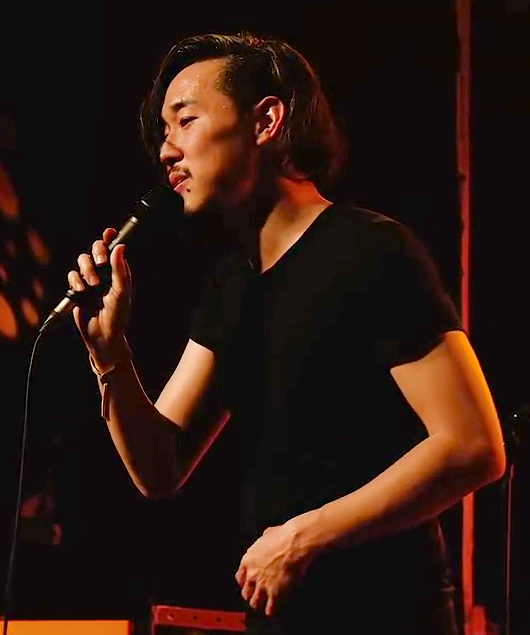
Gene Shinozaki

- 28. Mai: Gene Shinozaki, japanisch-amerikanischer Beatboxer, Webvideoproduzent, Singer-Songwriter, Straßenperformer, Multiinstrumentalist und Musikproduzent
- 29. Mai: Layes Abdullayeva, aserbaidschanische Mittelstrecken-, Langstrecken- und Hindernisläuferin
- 29. Mai: Arijan Ademi, kroatischer Fußballspieler
- 29. Mai: Sergi Guardiola, spanischer Fußballspieler
- 29. Mai: Steven Matz, US-amerikanischer Baseballspieler
- 31. Mai: Alexandre Pasche, Schweizer Fußballspieler
- 31. Mai: Azealia Banks, US-amerikanische Rapperin

### Juni

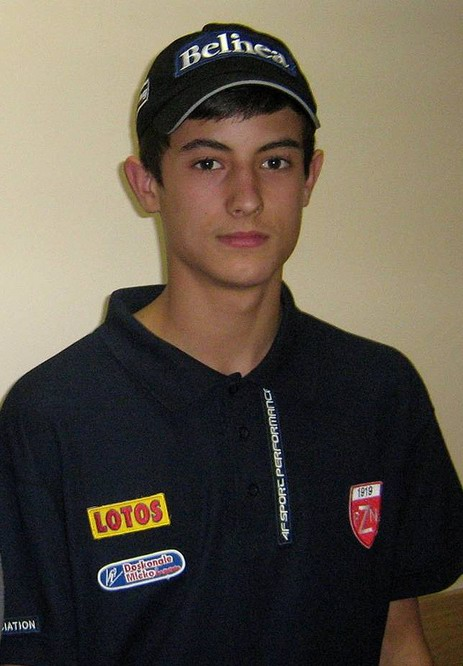
Maciej Kot (2007)

- 01. Juni: Ng Hui Ern, malaysische Badmintonspielerin
- 01. Juni: Vlatko Filipov, nordmazedonischer Biathlet und Skilangläufer
- 01. Juni: Sally Peers, australische Tennisspielerin
- 02. Juni: Pia Hildebrand, deutsche Handballspielerin
- 02. Juni: Ryan Tyack, australischer Bogenschütze
- 03. Juni: Frederic Berthold, österreichischer Skirennläufer
- 03. Juni: Sami Vatanen, finnischer Eishockeyspieler
- 03. Juni: Marc Vidal, französischer Fußballtorwart
- 04. Juni: Lorenzo Insigne, italienischer Fußballspieler
- 05. Juni: Sören Bertram, deutscher Fußballspieler
- 05. Juni: Perttu Hyvärinen, finnischer Skilangläufer
- 06. Juni: Jekaterina Michailowna Chramzowa, russische Skilangläuferin
- 06. Juni: Sarah Harrison (Webvideoproduzentin), deutsche Webvideoproduzentin, Influencerin, Reality-Show-Teilnehmerin und Playmate
- 07. Juni: Emily Ratajkowski, US-amerikanisches Model und Schauspielerin
- 07. Juni: Fetty Wap, US-amerikanischer Rapper
- 09. Juni: Nora Hickler, deutsche Schauspielerin
- 09. Juni: Anders Høst, norwegischer Skilangläufer
- 09. Juni: Maciej Kot, polnischer Skispringer
- 09. Juni: Leon Pabst, deutscher Handballspieler
- 09. Juni: Zhou Yang, chinesische Shorttrackerin
- 10. Juni: Oksana Schyschkowa, ukrainische Skilangläuferin und Biathletin
- 10. Juni: Anastassija Slonowa, kasachische Skilangläuferin
- 10. Juni: Krisztián Simon, ungarischer Fußballspieler
- 10. Juni: Pol Espargaró, spanischer Motorradrennfahrer
- 11. Juni: Charle Cournoyer, kanadischer Shorttracker
- 11. Juni: Dan Howell, britischer Blogger
- 12. Juni: Samaneh Beirami Baher, iranische Wintersportlerin
- 13. Juni: Morgane Ferru, französische Schauspielerin
- 13. Juni: Stefany Hernández, venezolanische BMX-Fahrerin
- 14. Juni: Alyona Alyona, ukrainische Rapperin
- 14. Juni: Jorge Goncalvez, venezolanischer Automobilrennfahrer
- 14. Juni: Filip Kurto, polnischer Fußballtorhüter
- 14. Juni: Kostas Manolas, griechischer Fußballspieler
- 14. Juni: Robert Schulze, deutscher Handballspieler und -trainer
- 15. Juni: Andrea Barlesi, belgischer Automobilrennfahrer
- 15. Juni: Pascal Groß, deutscher Fußballspieler
- 15. Juni: Toms Skujiņš, lettischer Radrennfahrer
- 16. Juni: Petrică Hogiu, rumänischer Skilangläufer
- 16. Juni: Eduard Popp, deutscher Ringer
- 17. Juni: Grégoire Defrel, französischer Fußballspieler
- 18. Juni: Willa Holland, US-amerikanisches Fotomodell und Schauspielerin
- 18. Juni: Marta Křepelková, tschechische Skispringerin
- 19. Juni: Andrzej Nędza-Kubiniec, polnischer Biathlet
- 20. Juni: Alexandre Liess, Schweizer Schwimmer
- 20. Juni: Rasmus Lauge Schmidt, dänischer Handballspieler
- 21. Juni: Mario Fernandes, deutscher Handballspieler
- 21. Juni: Jean-Baptiste Lahaye, französischer Automobilrennfahrer
- 22. Juni: Filmore Beck, deutscher Basketballspieler
- 22. Juni: Carlos Huertas, kolumbianischer Automobilrennfahrer
- 22. Juni: Enzo Ide, belgischer Automobilrennfahrer
- 22. Juni: Katie Jarvis, britische Filmschauspielerin
- 22. Juni: Emil Larsen, dänischer Fußballspieler
- 22. Juni: Andrea Micheletti, italienischer Ruderer
- 23. Juni: Katie Armiger, US-amerikanische Countrysängerin
- 23. Juni: Laura Vietzen, deutsche Schauspielerin
- 24. Juni: Dexter Darden, US-amerikanischer Schauspieler
- 25. Juni: Soner Demirtaş, türkischer Ringer
- 25. Juni: Matthew Dennant, englischer Dartspieler
- 25. Juni: Christa Théret, französische Schauspielerin
- 25. Juni: Simone Zaza, italienischer Fußballspieler
- 26. Juni: Philipp Blaurock, deutscher Nordischer Kombinierer
- 26. Juni: Annika Hicks, kanadische Skilangläuferin
- 26. Juni: Simon Zoller, deutscher Fußballspieler
- 27. Juni: Baiba Bendika, lettische Biathletin und Skilangläuferin
- 27. Juni: Jordy Clasie, niederländischer Fußballspieler
- 27. Juni: Nicolas Raffort, französischer Skirennläufer
- 27. Juni: Davide Villella, italienischer Radrennfahrer
- 28. Juni: Kevin De Bruyne, belgischer Fußballspieler
- 28. Juni: Stephan Rabitsch, österreichischer Straßenradrennfahrer
- 28. Juni: Seo Ju-hyeon, südkoreanische Popsängerin
- 28. Juni: Will Stevens, britischer Automobilrennfahrer
- 29. Juni: Joy Lee Juana Abiola-Müller, deutsche Schauspielerin
- 29. Juni: Addison Timlin, US-amerikanische Schauspielerin
- 29. Juni: Suk Hyun-jun, südkoreanischer Fußballspieler
- 29. Juni: Kawhi Leonard, US-amerikanischer Basketballspieler

### Juli

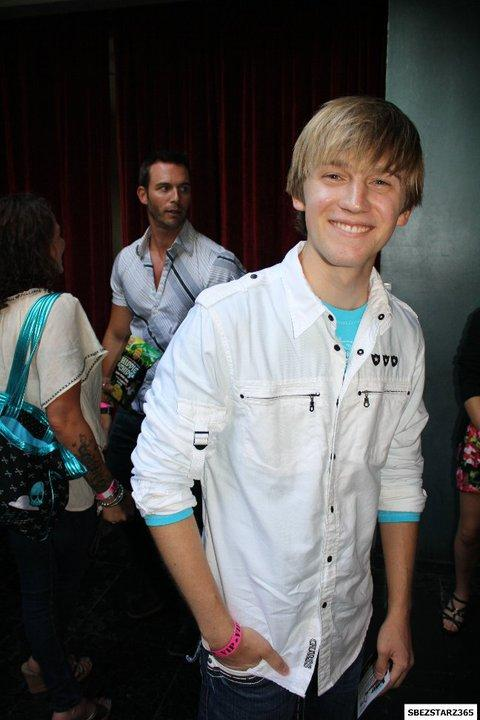
Jason Dolley

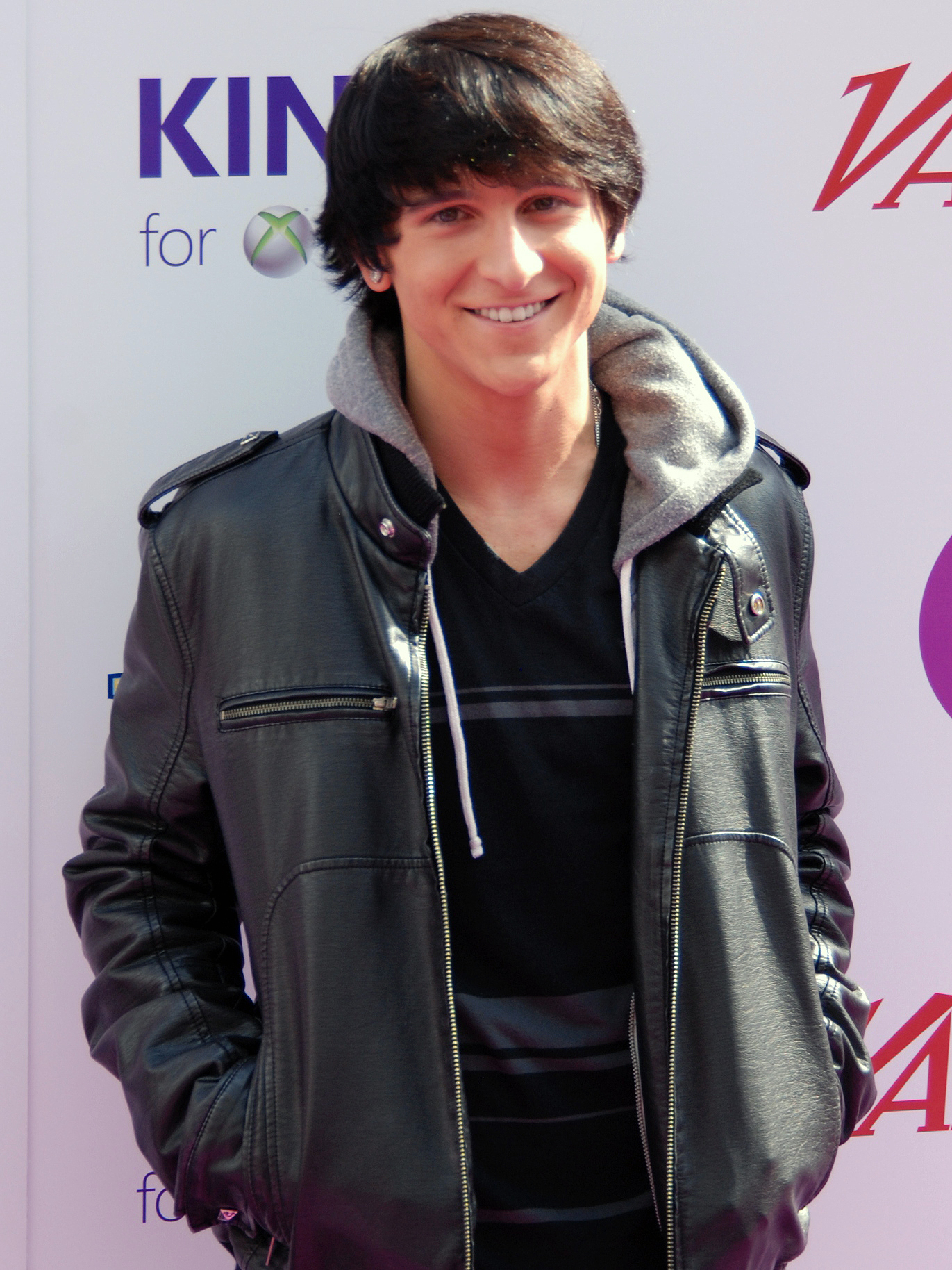
Mitchel Musso

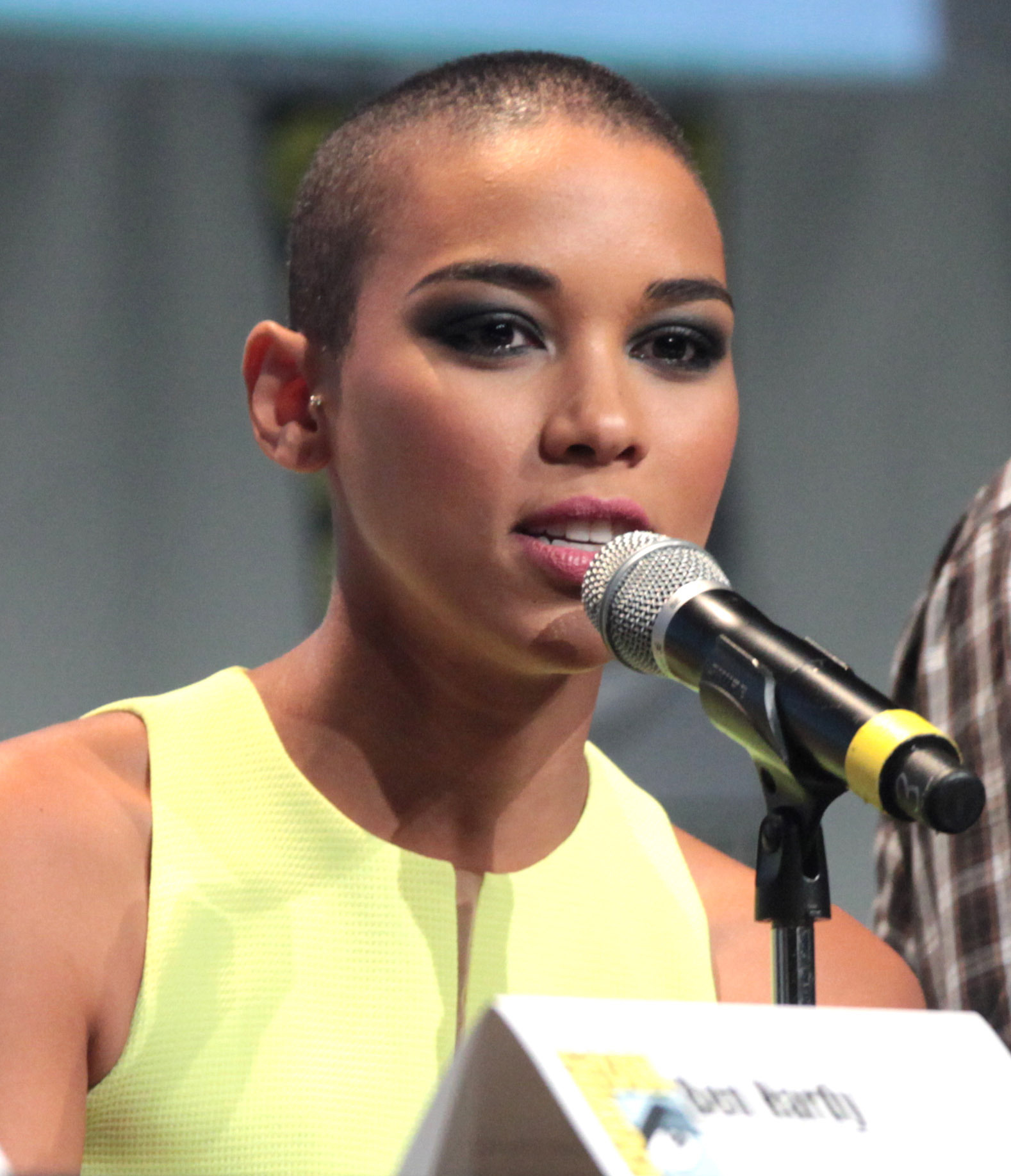
Alexandra Shipp

- 01. Juli: Jade Barbosa, brasilianische Turnerin
- 01. Juli: Ivan Paurević, kroatisch-deutscher Fußballspieler
- 01. Juli: Lucas Vázquez, spanischer Fußballspieler
- 02. Juli: Hendrik Pekeler, deutscher Handballspieler
- 04. Juli: Dries De Bondt, belgischer Radrennfahrer
- 04. Juli: Sébastien Lepape, französischer Shorttracker
- 04. Juli: Gaia Vuerich, italienische Skilangläuferin
- 05. Juli: Mike Schulz, deutscher Handballspieler
- 05. Juli: Jason Dolley, US-amerikanischer Schauspieler
- 06. Juli: Victoire Thivisol, französische Schauspielerin
- 07. Juli: Patrick Duffy, kanadischer Shorttracker
- 07. Juli: Benjamin Antonietti, schweizerischer Eishockeyspieler
- 07. Juli: Amadeus Serafini, US-amerikanischer Schauspieler
- 08. Juli: Febby Angguni, indonesische Badmintonspielerin
- 08. Juli: Kazjaryna Perepetschajewa, belarussische Billardspielerin
- 09. Juli: Roberto La Rocca, venezolanischer Automobilrennfahrer
- 09. Juli: Kai Michael Müller, deutscher Schauspieler
- 09. Juli: Mitchel Musso, US-amerikanischer Schauspieler
- 09. Juli: Riley Reid, US-amerikanische Pornodarstellerin
- 12. Juli: Rodrigo Battaglia, argentinischer Fußballspieler
- 12. Juli: Hubert Labrie, kanadischer Eishockeyspieler
- 12. Juli: James Rodríguez, kolumbianischer Fußballspieler
- 12. Juli: Erik Per Sullivan, US-amerikanischer Schauspieler
- 13. Juli: MacKenzie Boyd-Clowes, kanadischer Skispringer
- 13. Juli: Emilie Kristoffersen, norwegische Skilangläuferin
- 14. Juli: Erik Bjornsen, US-amerikanischer Skilangläufer
- 15. Juli: Sebastian Andersson, schwedischer Fußballspieler
- 15. Juli: Danilo, brasilianischer Fußballspieler
- 15. Juli: Jo Hyo-bi, südkoreanische Handballspielerin
- 15. Juli: Cornelius Maas, deutscher Handballspieler
- 15. Juli: Derrick Favors, US-amerikanischer Basketballspieler
- 15. Juli: Maksim Sjarhejeu, belarussischer Shorttracker
- 16. Juli: Alexandra Shipp, US-amerikanische Sängerin und Schauspielerin
- 16. Juli: Ingela Andersson, schwedische Biathletin
- 17. Juli: Morten Michelsen, deutscher Handballspieler
- 17. Juli: Abdulsamed Akin, deutsch-türkischer Fußballspieler
- 18. Juli: Florian Wünsche, deutscher Schauspieler
- 19. Juli: Stefan Gorski, österreichischer Schauspieler
- 19. Juli: Nathalie Hagman, schwedische Handballspielerin
- 19. Juli: Zhou Momo, chinesische Dartspielerin († 2023)
- 20. Juli: Alec Burks, US-amerikanischer Basketballspieler
- 20. Juli: Jonas Erwig-Drüppel, deutscher Fußballspieler
- 20. Juli: Daley Mathison, britischer Motorradrennfahrer († 2019)
- 20. Juli: Heidi Weng, norwegische Skilangläuferin
- 21. Juli: Victoire Laly, beninische Schauspielerin und Sängerin
- 21. Juli: Roberts Slotiņš, lettischer Biathlet
- 21. Juli: Andreas Wiegel, deutscher Fußballspieler
- 22. Juli: Omar Assar, ägyptischer Tischtennisspieler
- 22. Juli: Kenny Elissonde, französischer Radrennfahrer
- 22. Juli: Rando Kaljuvee, estnischer Biathlet und Skilangläufer
- 22. Juli: Keenan Tracey, kanadischer Schauspieler
- 23. Juli: Monika Leová, tschechische Fernsehmoderatorin und Fotomodell
- 23. Juli: Tanja Karišik-Košarac, bosnisch-herzegowinische Biathletin und Skilangläuferin
- 23. Juli: Luis Stadlober, österreichischer Skilangläufer
- 24. Juli: Aaron Gillmor, kanadischer Biathlet und Skilangläufer
- 24. Juli: Anita Eichhorn, deutsche Schauspielerin
- 25. Juli: Toni Duggan, englische Fußballspielerin
- 25. Juli: Carmen José, spanische Künstlerin
- 25. Juli: Amanda Kurtović, norwegische Handballspielerin
- 25. Juli: Jules Lanclume, französischer Radrennfahrer
- 27. Juli: Klaus Bachler, österreichischer Automobilrennfahrer
- 27. Juli: Robin John, deutscher Handballspieler
- 27. Juli: Faisal Kawusi, deutsch-afghanischer Komiker
- 28. Juli: Isabelle Jongenelen, niederländische Handballspielerin
- 29. Juli: Ariel Borysiuk, polnischer Fußballspieler
- 29. Juli: Catherine Chikosi, deutsche Schauspielerin und Sprecherin
- 29. Juli: Ruby Commey, deutsche Schauspielerin
- 29. Juli: Irakli Logua, russischer Fußballspieler
- 29. Juli: Bruno Palli, venezolanischer Automobilrennfahrer
- 29. Juli: Ramona Siebenhofer, österreichische Skirennläuferin
- 29. Juli: Sung Ji-hyun, südkoreanische Badmintonspielerin
- 30. Juli: Rosie Frankowski, US-amerikanische Skilangläuferin
- 30. Juli: Benjamin Posern, deutscher Rapper
- 30. Juli: Diana Vickers, englische Popsängerin und Schauspielerin
- 31. Juli: William Gholston, US-amerikanischer American-Football-Spieler

### August
- 01. August: Ariel Turner, US-amerikanische Volleyballspielerin
- 02. August: Adam Lönn, schwedischer Handballspieler
- 02. August: Benjamin Seidel, deutscher Schauspieler
- 02. August: Jack Whelbourne, britischer Shorttracker
- 03. August: Philip Petermann, österreichischer Fußballtorwart
- 05. August: Guido Andreozzi, argentinischer Tennisspieler
- 05. August: Célia Aymonier, französische Biathletin und Skilangläuferin
- 05. August: Esteban Gutiérrez, mexikanischer Automobilrennfahrer
- 06. August: Wilmer Flores, venezolanischer Baseballspieler
- 06. August: Laura Stahnke, deutsche Schauspielerin
- 07. August: Robin Frijns, niederländischer Automobilrennfahrer
- 07. August: Luis Salom, spanischer Motorradrennfahrer († 2016)
- 08. August: Hannes Gnauck, deutscher Politiker
- 08. August: Joel Matip, deutsch-kamerunischer Fußballspieler
- 09. August: Sofie Royer, österreichisch-US-amerikanische Popsängerin und DJ
- 11. August: Milica Pavlović, serbische Pop-Folk-Sängerin
- 12. August: Emil Iversen, norwegischer Skilangläufer
- 12. August: Renaud Jay, französischer Skilangläufer
- 12. August: Mads Mensah Larsen, dänischer Handballspieler
- 14. August: Richard Freitag, deutscher Skispringer
- 14. August: Charlotte Nicdao, australische Schauspielerin
- 16. August: Anna Gasser, österreichische Snowboarderin
- 16. August: Evanna Lynch, britische Schauspielerin
- 17. August: Richard Bradley, britisch-singapurischer Automobilrennfahrer
- 17. August: Austin Butler, US-amerikanischer Schauspieler
- 17. August: Roberta D’Agostina, italienische Skispringerin
- 17. August: Steven Zuber, Schweizer Fußballspieler
- 18. August: Richard Harmon, US-amerikanischer Schauspieler
- 19. August: Kendall Marshall, US-amerikanischer Basketballspieler
- 20. August: Max Hegewald, deutscher Schauspieler und Regisseur
- 21. August: Christian Navarro, US-amerikanischer Schauspieler
- 21. August: Hanna Kolb, deutsche Skilangläuferin
- 21. August: Kalifa Coulibaly, malischer Fußballspieler
- 21. August: Lionel Miny, französischer Radrennfahrer
- 21. August: Anna Alexandrowna Netschajewskaja, russische Skilangläuferin
- 22. August: Gustav Eriksson, schwedischer Skilangläufer
- 22. August: Cole Krueger, ungarischer Shorttracker
- 23. August: Jennifer Abel, kanadische Wasserspringerin
- 23. August: Namika, deutsche Sängerin und Rapperin
- 23. August: Isabella Tobias Lites, israelisch-litauische Eiskunstläuferin
- 24. August: Stefan Bell, deutscher Fußballspieler
- 25. August: Markus Fuchs, deutscher Handballspieler
- 25. August: Gershon Koffie, ghanaischer Fußballspieler
- 26. August: Dylan O’Brien, US-amerikanischer Schauspieler
- 26. August: Arnaud Démare, französischer Radrennfahrer
- 26. August: Jessie Diggins, US-amerikanische Skilangläuferin
- 26. August: Andreas Schröder, deutscher Handballspieler
- 26. August: Kong Xue, chinesische Shorttrackerin
- 27. August: Torben Braga, deutscher Politiker
- 27. August: Hagen Poetsch, deutscher Schachmeister
- 28. August: Jessica Inacio, deutsche Handballspielerin
- 28. August: Kyle Massey, US-amerikanischer Schauspieler und Rapper
- 28. August: Samuel Larsen, US-amerikanischer Schauspieler und Musiker
- 28. August: Andrej Pejic, australisches Model
- 29. August: Anikó Cirjenics-Kovacsics, ungarische Handballspielerin
- 31. August: António Félix da Costa, portugiesischer Automobilrennfahrer
- 31. August: Moreno Hofland, niederländischer Radsportler
- 31. August: Artūrs Kļimovičs, lettischer Fußballspieler
- 31. August: Simon Persson, schwedischer Skilangläufer
- 31. August: Shi Tingmao, chinesische Wasserspringerin

### September

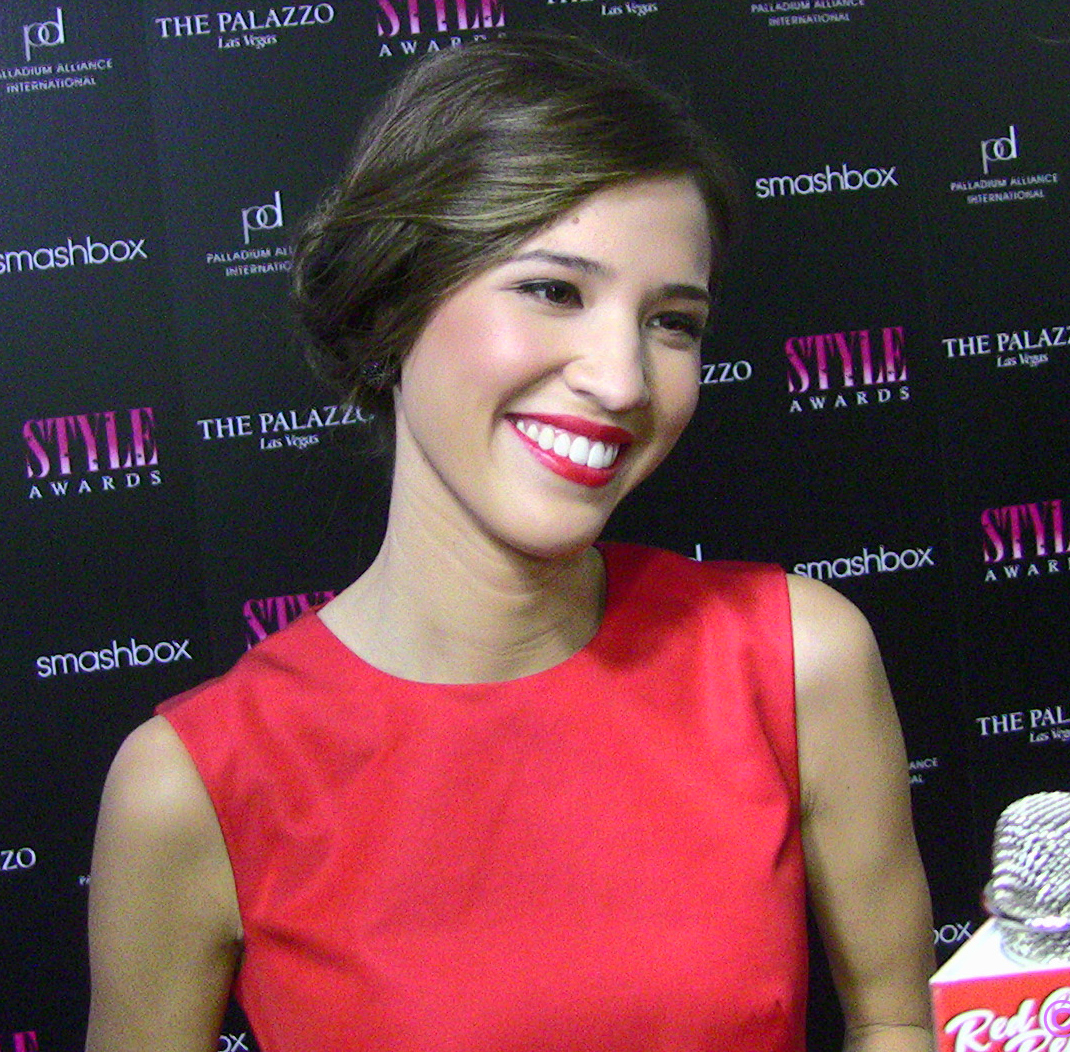
Kelsey Chow

- 01. September: Irina Igorewna Antonenko, russisches Model
- 04. September: Aleksandar Atanasijević, serbischer Volleyballspieler
- 04. September: Örs Siklósi, ungarischer Musiker († 2021)
- 04. September: Anders Zachariassen, dänischer Handballspieler
- 05. September: Alexandre Grenier, kanadischer Eishockeyspieler
- 05. September: Skandar Keynes, britischer Schauspieler
- 05. September: Cristian Rossi, italienischer Radrennfahrer
- 06. September: Gerrit Klein, deutsche Schauspielerin
- 07. September: Amar Garibović, serbischer Skilangläufer und Biathlet († 2010)
- 08. September: Park So-dam, südkoreanische Schauspielerin
- 09. September: Kelsey Chow, US-amerikanische Schauspielerin
- 09. September: Hunter Hayes, US-amerikanischer Countrysänger
- 09. September: Jann Mardenborough, britischer Automobilrennfahrer
- 09. September: René Zia, österreichischer Fußballspieler
- 09. September: Oscar, brasilianischer Fußballspieler
- 10. November: Beatriçe Gjergji, albanische Sängerin
- 10. September: Hannah Hodson, US-amerikanische Schauspielerin
- 10. September: Kateřina Razýmová, tschechische Skilangläuferin
- 11. September: Tabitha Love, kanadische Volleyballspielern
- 14. September: Lola Klamroth, deutsche Schauspielerin
- 15. September: Jonathan Rafael da Silva, brasilianischer Fußballspieler
- 17. September: Joonas Henttala, finnischer Radrennfahrer
- 19. September: Tuomas Grönman, finnischer Biathlet
- 19. September: Alexandre Mabboux, französischer Skispringer
- 19. September: Kristina Sergejewna Smirnowa, russische Biathletin und Skilangläuferin
- 19. September: Linda Teodosiu, deutsche Sängerin
- 19. September: Janine Völker, deutsche Volleyballspielerin
- 20. September: Spencer Locke, US-amerikanische Schauspielerin
- 22. September: Kamen Chadschiew, bulgarischer Fußballspieler
- 22. September: Niklas Liederer, österreichischer Skilangläufer
- 22. September: Pascal Martinot-Lagarde, französischer Leichtathlet
- 23. September: Mayke Dähn, deutsch-slowenische Schauspielerin und Synchronsprecherin
- 23. September: Trevor Morrice, kanadischer Skispringer
- 23. September: Melanie Oudin, US-amerikanische Tennisspielerin
- 23. September: Nick van der Lijke, niederländischer Radrennfahrer
- 24. September: Nina Gummich, deutsche Schauspielerin
- 24. September: Julia Krombach, deutsche Schauspielerin
- 25. September: Stian Hoelgaard, norwegischer Skilangläufer
- 25. September: Shin Lim, kanadisch-US-amerikanischer Magier und Kartenkünstler
- 25. September: Stine Oftedal Dahmke, norwegische Handballspielerin
- 25. September: Mladen Plakalović, bosnischer Skilangläufer
- 25. September: Alexander Rossi, US-amerikanischer Automobilrennfahrer
- 25. September: Markus Weeger, deutscher Skilangläufer
- 26. September: Regina Baresi, italienische Fußballspielerin
- 26. September: Paul Goalabre, französischer Skilangläufer
- 26. September: Greta Koçi, albanische Pop-Sängerin
- 26. September: Brody Sutter, kanadischer Eishockeyspieler
- 27. September: Alexander Becker, deutscher Handballspieler
- 27. September: Simona Halep, rumänische Tennisspielerin
- 29. September: Rufat Dadashov, aserbaidschanischer Fußballspieler
- 29. September: Martin Jensen, dänischer DJ und Musikproduzent
- 30. September: Marcos Álvarez, deutscher Fußballspieler

### Oktober
- 01. Oktober: Artur Piwtschenko, ukrainischer Billardspieler
- 02. Oktober: Cam Bedrosian, US-amerikanischer Baseballspieler
- 02. Oktober: Denni Djozic, deutscher Handballspieler
- 02. Oktober: Lee Eun-byul, südkoreanische Shorttrackerin
- 02. Oktober: Johannes Floehr, deutscher Poetry Slammer
- 03. Oktober: Berry Angriawan, indonesischer Badmintonspieler
- 03. Oktober: Stefan Brennsteiner, österreichischer Skirennläufer
- 04. Oktober: Sudaporn Seesondee, thailändische Boxerin
- 05. Oktober: Olga von Luckwald, deutsche Schauspielerin
- 05. Oktober: Arthur Pic, französischer Automobilrennfahrer
- 05. Oktober: Tornike Schengelia, georgischer Basketballspieler
- 05. Oktober: Christopher Weber, deutscher Bobfahrer
- 07. Oktober: Simon Cho, US-amerikanischer Shorttracker
- 07. Oktober: Eyal Golasa, israelischer Fußballspieler
- 07. Oktober: Russell Kennedy, kanadischer Skilangläufer
- 07. Oktober: Stefan Marinovic, neuseeländischer Fußballspieler
- 07. Oktober: Kevin Mirocha, deutscher Automobilrennfahrer
- 08. Oktober: Florian Moll, deutscher Schwimmer
- 08. Oktober: Patric Niederhauser, Schweizer Automobilrennfahrer
- 08. Oktober: David Ostella, kanadischer Automobilrennfahrer
- 08. Oktober: Sebastian Owuya, schwedischer Eishockeyspieler
- 08. Oktober: Jan Wenzel Schmidt, deutscher Politiker
- 10. Oktober: Michael Carter-Williams, US-amerikanischer Basketballspieler

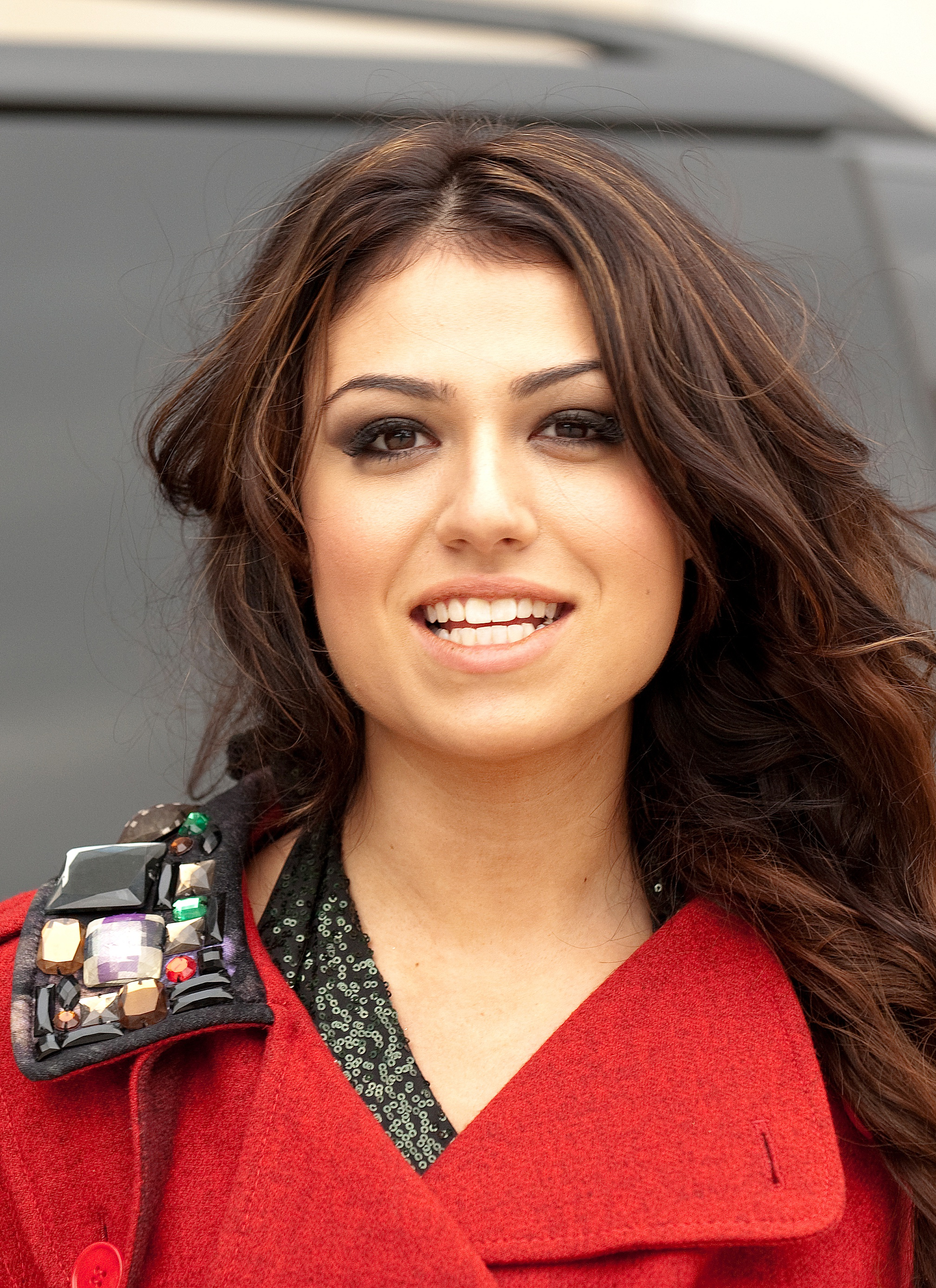
Gabriella Cilmi

- 10. Oktober: Gabriella Cilmi, australische Sängerin
- 10. Oktober: Xherdan Shaqiri, Schweizer Fußballspieler
- 10. Oktober: Sofija Wlassowa, ukrainische Shorttrackerin
- 11. Oktober: Moorchegani Iman Jamali, iranischer Handballspieler
- 11. Oktober: Jakub Śmiechowski, polnischer Automobilrennfahrer
- 12. Oktober: Vinny Fountain, britischer Biathlet
- 12. Oktober: Hiroyuki Miyazawa, japanischer Skilangläufer
- 12. Oktober: Thiemo Storz, deutscher Automobilrennfahrer
- 13. Oktober: Patrick Konrad, österreichischer Radrennfahrer
- 14. Oktober: Damien Tarantola, französischer Skilangläufer
- 16. Oktober: John & Edward Grimes (Jedward), irische Pop-Sänger
- 16. Oktober: Kevin Pannewitz, deutscher Fußballspieler
- 16. Oktober: Roko Peribonio, kroatischer Handballspieler
- 17. Oktober: Brenda Daniela Asnicar Mendoza, argentinische Schauspielerin, Sängerin und Tänzerin
- 17. Oktober: Lena Conzendorf, deutsche Schauspielerin
- 17. Oktober: Tessa James, australische Schauspielerin
- 17. Oktober: Trine Østergaard Jensen, dänische Handballspielerin
- 18. Oktober: Tyler Posey, US-amerikanischer Schauspieler
- 18. Oktober: Zohran Mamdani, US-amerikanischer Politiker
- 18. Oktober: Toby Regbo, britischer Schauspieler
- 19. Oktober: Morten Dibbert, deutscher Handballspieler
- 21. Oktober: Artur Aleksanjan, armenischer Ringer
- 21. Oktober: Alexandra Ianculescu, rumänisch-kanadische Eisschnellläuferin und Radsportlerin
- 21. Oktober: Sandra Schützová, tschechische Skilangläuferin
- 22. Oktober: Kari Øyre Slind, norwegische Skilangläuferin
- 23. Oktober: Emil Forsberg, schwedischer Fußballspieler
- 24. Oktober: Fabian Schleusener, deutscher Fußballspieler
- 24. Oktober: Thierry Langer, belgischer Biathlet
- 25. Oktober: Michael Salzer, deutscher Bobfahrer und Leichtathlet
- 25. Oktober: Manuel Schönhuber, deutscher Fußballspieler
- 25. Oktober: Takatsugu Uda, japanischer Skilangläufer
- 26. Oktober: Mücahit Atalay, türkischer Fußballtorhüter
- 26. Oktober: Paolo Fanton, italienischer Skilangläufer
- 26. Oktober: Mirco Maestri, italienischer Radrennfahrer
- 27. Oktober: Seo Young-woo, südkoreanischer Bobfahrer
- 28. Oktober: Orhan Ademi, schweizerisch-mazedonischer Fußballspieler
- 28. Oktober: Warren Barguil, französischer Radrennfahrer
- 28. Oktober: Victor Campenaerts, belgischer Radrennfahrer
- 29. Oktober: Tom Devriendt, belgischer Radrennfahrer
- 29. Oktober: Oscar Lindberg, schwedischer Eishockeyspieler
- 29. Oktober: Ramón Piñeiro, spanischer Automobilrennfahrer
- 29. Oktober: Nikita Igorewitsch Saizew, russischer Eishockeyspieler
- 29. Oktober: Harry Tincknell, britischer Automobilrennfahrer
- 30. Oktober: Danell Leyva, US-amerikanischer Geräteturner
- 30. Oktober: Jorge López, chilenischer Schauspieler
- 31. Oktober: Jordan-Claire Green, US-amerikanische Schauspielerin
- 31. Oktober: Katrina Jade, US-amerikanische Pornodarstellerin
- 31. Oktober: Jelena Nikolić, serbische Fußballspielerin

### November

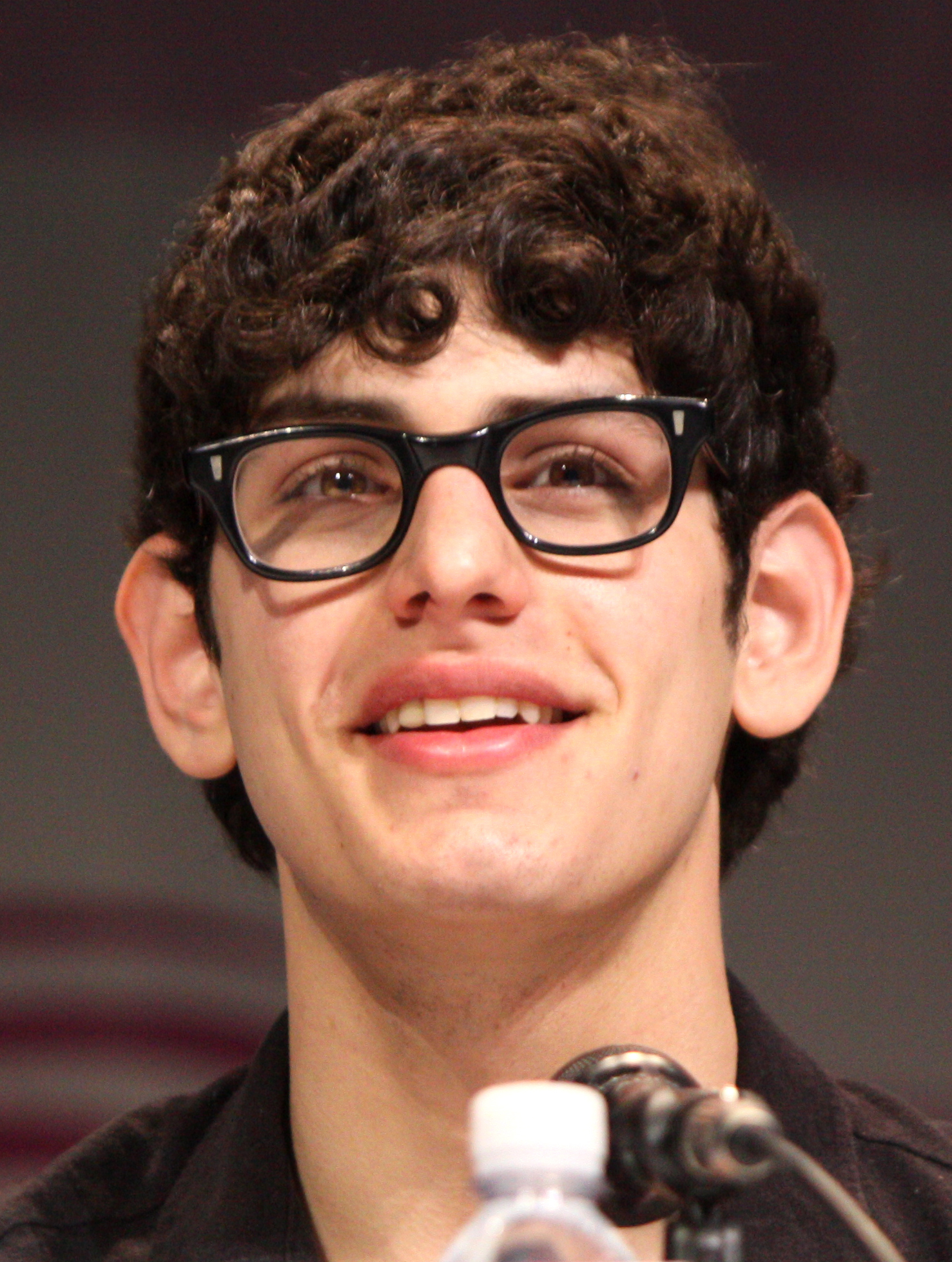
Matt Bennett

- 01. November: Lisa Magdalena Agerer, österreichisch-italienische Skirennläuferin
- 01. November: Yun Huang, deutsch-chinesische Schauspielerin
- 01. November: David Müller, deutscher Fußballspieler
- 03. November: Philipp Hälg, liechtensteinischer Skilangläufer
- 04. November: Adriana Chechik, US-amerikanische Pornodarstellerin
- 04. November: Alon Day, israelischer Automobilrennfahrer
- 05. November: Tang Jialin, chinesische Biathletin und Skilangläuferin
- 06. November: Pierson Fode, US-amerikanischer Schauspieler
- 06. November: Hasret Kayikçi, deutsch-türkische Fußballspielerin
- 06. November: Doron Lamb, US-amerikanischer Basketballspieler
- 06. November: Iris Mareike Steen, deutsche Schauspielerin
- 07. November: Marie-Cathérine Arnold, deutsche Ruderin
- 07. November: Felix Rosenqvist, schwedischer Automobilrennfahrer
- 07. November: Katharina Wien, deutsche Schauspielerin
- 08. November: Anastassija Kowalenko, ukrainische Billardspielerin
- 08. November: DanTDM, britischer YouTuber
- 09. November: Čestmír Kožíšek, tschechischer Skispringer
- 09. November: Franck Matelli, französischer Automobilrennfahrer
- 09. November: Giovanni Venturini, italienischer Automobilrennfahrer
- 10. November: Ilja Baumeier, deutsch-schweizerischer Schauspieler
- 10. November: Tony Snell, US-amerikanischer Basketballspieler
- 11. November: Travis Tope, US-amerikanischer Schauspieler
- 12. November: Michael Hämmerle, österreichischer Snowboarder
- 12. November: Gijs Van Hoecke, belgischer Radrennfahrer
- 13. November: Anete Brice, lettische Biathletin und Skilangläuferin
- 13. November: Matt Bennett, US-amerikanischer Schauspieler
- 13. November: Nicolas Costa, brasilianischer Automobilrennfahrer
- 13. November: Magnus Gullerud, norwegischer Handballspieler
- 14. November: Mohammed Abu, ghanaischer Fußballspieler
- 15. November: Joel Lowry, kanadischer Eishockeyspieler
- 15. November: Shailene Woodley, US-amerikanische Schauspielerin
- 15. November: Christian Dissinger, deutscher Handballspieler
- 16. November: Sandro Zeller, Schweizer Automobilrennfahrer
- 17. November: Gale Agbossoumonde, togoisch-US-amerikanischer Fußballspieler
- 17. November: Andrew Chisholm, kanadischer Biathlet und Skilangläufer
- 17. November: Alessandra Patelli, italienische Ruderin
- 18. November: Nikias Arndt, deutscher Bahn- und Straßenradrennfahrer
- 18. November: Tommy Cash, estnischer Rapper
- 19. November: Daniel Axt, deutscher Schauspieler
- 19. November: Johannes Kühn, deutscher Biathlet und Skilangläufer
- 19. November: Florent Mollet, französischer Fußballspieler
- 21. November: Marius Fartum, norwegischer Badmintonspieler
- 21. November: Jessica Yeaton, australische Skilangläuferin
- 22. November: Anthony Saux, französischer Radrennfahrer
- 23. November: Ruslan Mingazov, turkmenischer Fußballspieler
- 23. November: Facu Regalía, argentinisch-spanischer Automobilrennfahrer
- 24. November: Richie Stanaway, neuseeländischer Automobilrennfahrer

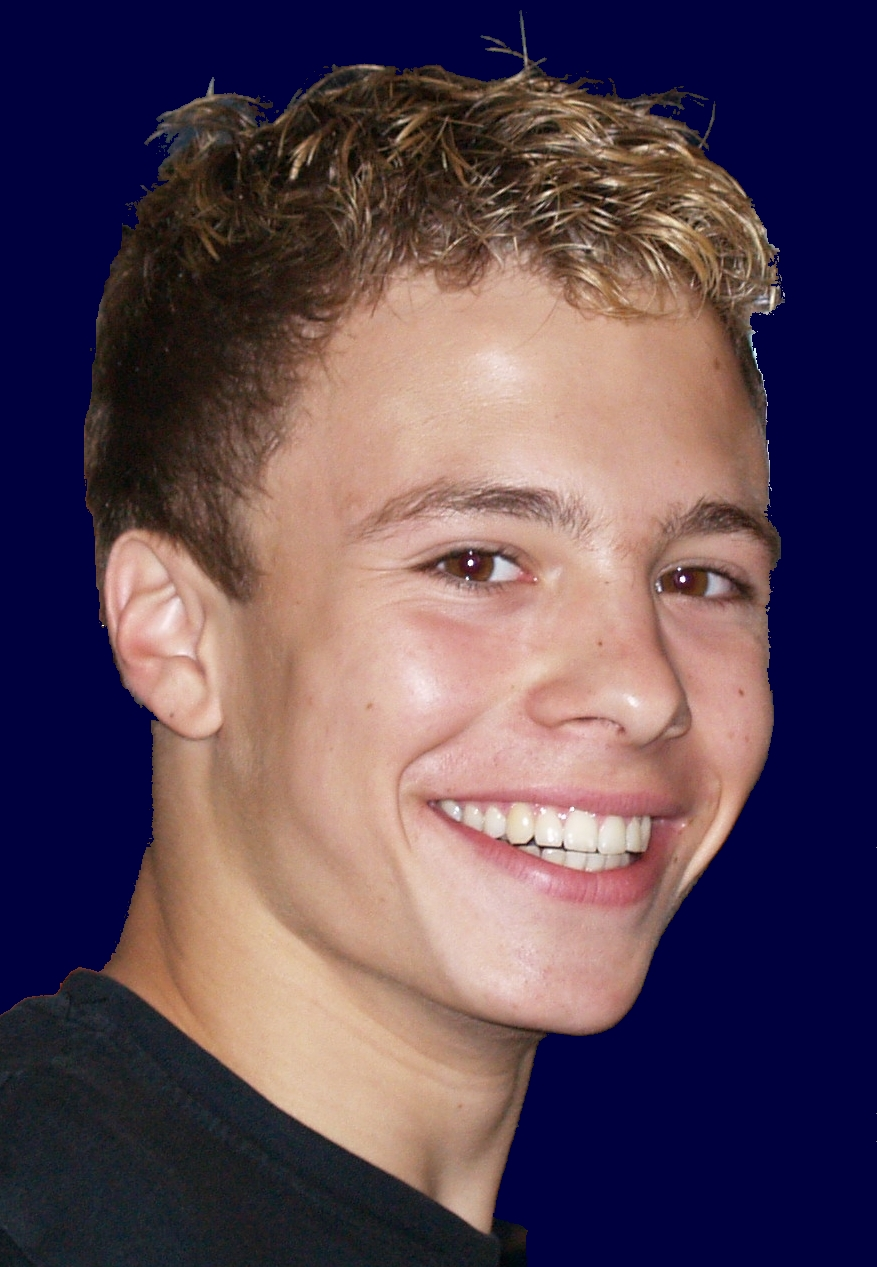
Niclas Dombrowski

- 25. November: Niclas Dombrowski, deutscher Handballspieler
- 26. November: David Vormweg, deutscher Schauspieler und Hörspielsprecher
- 28. November: Tuğçe Albayrak, deutsch-türkische Studentin († 2014)
- 28. November: Önder Akdağ, türkischer Fußballspieler
- 28. November: Pietro Fantin, brasilianischer Automobilrennfahrer
- 28. November: Alexander Krieger, deutscher Radrennfahrer

### Dezember
- 01. Dezember: Adam Bedell, US-amerikanischer Fußballspieler
- 01. Dezember: Sun Yang, chinesischer Schwimmer
- 02. Dezember: Charlie Puth, US-amerikanischer Sänger und Songwriter
- 02. Dezember: Brandon Knight, US-amerikanischer Basketballspieler
- 04. Dezember: Reality Winner, US-amerikanische Whistleblowerin
- 03. Dezember: Matthias Sommer, deutscher Bobfahrer
- 05. Dezember: Simon Billy, französischer Geschwindigkeitsskifahrer
- 05. Dezember: Alexandre Cougnaud, französischer Automobilrennfahrer
- 09. Dezember: Johannes Rydzek, deutscher nordischer Kombinierer
- 10. Dezember: Claudia Bujna, deutsche Fußballspielerin
- 10. Dezember: Alexander Hermann, österreichischer Handballspieler
- 10. Dezember: Maximilian Hermann, österreichischer Handballspieler
- 10. Dezember: Elisa Longo Borghini, italienische Radrennfahrerin
- 10. Dezember: Thomas Michael „Tommy“ Oar, australisch-spanischer Fußballspieler
- 10. Dezember: Dion Waiters, US-amerikanischer Basketballspieler
- 11. Dezember: Emma Appleton, britische Schauspielerin
- 11. Dezember: Ryō Sugai, japanischer Freestyle-Skier und Skirennläufer
- 12. Dezember: Jaime Lorente, spanischer Schauspieler
- 14. Dezember: Nicolò Agostini, italienischer Grasskiläufer
- 15. Dezember: Conor Daly, US-amerikanischer Automobilrennfahrer
- 15. Dezember: Maximilian Gehrlinger, deutscher Schauspieler
- 17. Dezember: Lena Andersch, deutsche Hockeyspielerin
- 17. Dezember: Maria Strøm Nakstad, norwegische Skilangläuferin
- 18. Dezember: Noh Ah-reum, südkoreanische Shorttrackerin
- 18. Dezember: Ricardo Allen, US-amerikanischer American-Football-Spieler
- 18. Dezember: Tijan Njie, deutscher Schauspieler
- 18. Dezember: Rejhan Šmrković, serbischer Skilangläufer
- 19. Dezember: Keiynan Lonsdale, australischer Schauspieler und Tänzer
- 19. Dezember: Declan Galbraith, britischer Sänger
- 19. Dezember: Jorge Blanco, mexikanischer Schauspieler
- 19. Dezember: Marika Sundin, schwedische Skilangläuferin
- 20. Dezember: Jorginho, brasilianisch-italienischer Fußballspieler
- 20. Dezember: Jillian Rose Reed, US-amerikanische Schauspielerin
- 20. Dezember: Fabian Schär, Schweizer Fußballspieler
- 21. Dezember: Julie Gordon, kanadische Beachvolleyballspielerin
- 21. Dezember: Riccardo Saponara, italienischer Fußballspieler
- 22. Dezember: Marthe Lola Deutschmann, deutsche Schauspielerin
- 22. Dezember: Anja Wicker, deutsche Behindertensportlerin
- 23. Dezember: Rebecca Mir, deutsches Model und Mannequin
- 23. Dezember: Sofia Black-D’Elia, US-amerikanische Schauspielerin
- 24. Dezember: Timo Benitz, deutscher Leichtathlet
- 24. Dezember: Isabel Bongard, deutsche Schauspielerin
- 24. Dezember: Louis Tomlinson, englischer Sänger
- 25. Dezember: He Cuilian, chinesische Sportkletterin
- 25. Dezember: Gaite Jansen, niederländische Schauspielerin
- 26. Dezember: Eden Sher, US-amerikanische Schauspielerin
- 27. Dezember: Chloe Bridges, US-amerikanische Schauspielerin
- 27. Dezember: Jimi Blue Ochsenknecht, deutscher Schauspieler
- 30. Dezember: Wietse Bosmans, belgischer Cyclocrossfahrer
- 30. Dezember: Camila Giorgi, italienische Tennisspielerin
- 30. Dezember: Gleb Sergejewitsch Retiwych, russischer Skilangläufer

### Tag unbekannt
- Nyamandi Adrian, deutscher Schauspieler
- Ozan Aksu, deutsch-türkischer Nachwuchsschauspieler und Rapper
- Benito Bause, deutscher Schauspieler
- Marius Bistritzky, deutscher Schauspieler
- Marina Blanke, deutsche Schauspielerin und Moderatorin
- Peter Blum, deutscher Schauspieler
- Tim Borys, schweizerisch-deutscher Schauspieler
- Carl Bruchhäuser, deutscher Schauspieler
- Niklas Bruhn, deutscher Schauspieler
- Giovanni Funiati, italienisch-französischer Schauspieler
- Jonas Götzinger, Schweizer Schauspieler
- Yasin el Harrouk, deutscher Schauspieler
- Tobias Joch, deutscher Schauspieler und Musicaldarsteller
- Markus Kaufmann, deutscher Kirchenmusiker
- Pablo Konrad y Ruopp, deutscher Schauspieler
- Kevin Krieger, deutscher Politiker
- Mark Leinhos, deutscher Handballspieler
- Małgorzata Mikołajczak, polnische Schauspielerin
- Slavko Popadic, kroatisch-deutscher Schauspieler
- Sebastian Schneider, deutscher Schauspieler
- Janina Agnes Schröder, deutsche Schauspielerin
- Mehmet Sözer, österreichischer Schauspieler
- Philip Stein, deutscher Verleger und politischer Aktivist
- Rinaldo Steller, deutscher Schauspieler
- Raphaela Sulzbacher, österreichische Biathletin
- Sylvaine, norwegische Metal-Multi-Instrumentalistin
- Susanne Wiesner, deutsche Schauspielerin, Musikerin und Moderatorin

## Gestorben
Dies ist eine Liste der bedeutendsten Persönlichkeiten, die 1991 verstorben sind. Für eine ausführlichere Liste siehe Nekrolog 1991.

### Januar
- 01. Januar: Inga Gentzel, schwedische Leichtathletin und Olympionikin (* 1908)
- 02. Januar: Noma Hiroshi, japanischer Schriftsteller (* 1915)
- 03. Januar: Lucius Benjamin Appling, US-amerikanischer Baseballspieler und -manager (* 1907)
- 03. Januar: Josef Stroh, deutscher und österreichischer Fußballspieler (* 1913)
- 04. Januar: Leo Wright, US-amerikanischer Jazz-Klarinettist (* 1933)
- 04. Januar: Richard Maibaum, US-amerikanischer Drehbuchautor (* 1909)

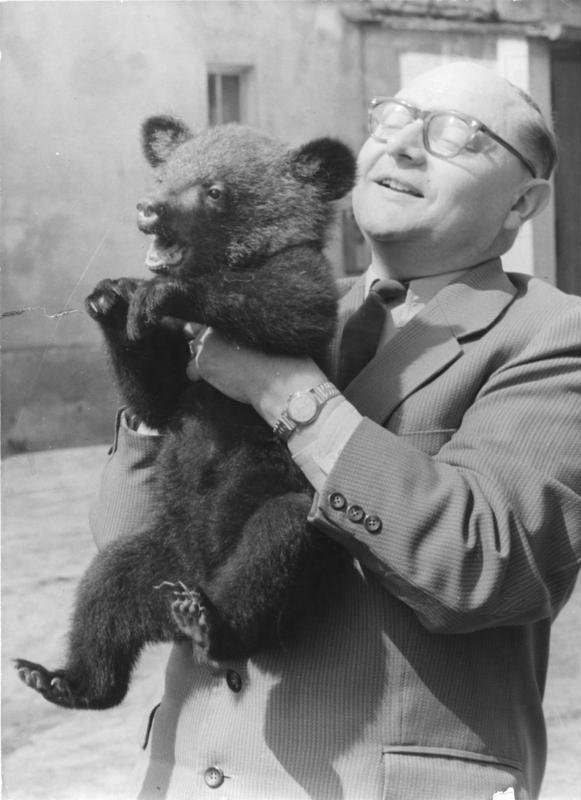
Heinrich Dathe mit Kragenbär (1961)

- 06. Januar: Heinrich Dathe, deutscher Zoologe (* 1910)
- 06. Januar: Ahmed Adnan Saygun, türkischer Komponist (* 1907)
- 10. Januar: Malte Jaeger, deutscher Schauspieler (* 1911)
- 11. Januar: Ladislav Alster, tschechoslowakischer Schachspieler und Schachjournalist (* 1927)
- 11. Januar: Carl David Anderson, US-amerikanischer Physiker und Nobelpreisträger (* 1905)
- 13. Januar: Loreta Asanavičiūtė, Todesopfer der Demonstrationen für die Freiheit und Unabhängigkeit Litauens (* 1967)
- 14. Januar: Werner Schubert-Deister, deutscher Maler und Bildhauer (* 1921)
- 15. Januar: Angel D’Agostino, argentinischer Tangomusiker (* 1900)
- 16. Januar: Heinz Rein, deutscher Schriftsteller (* 1906)

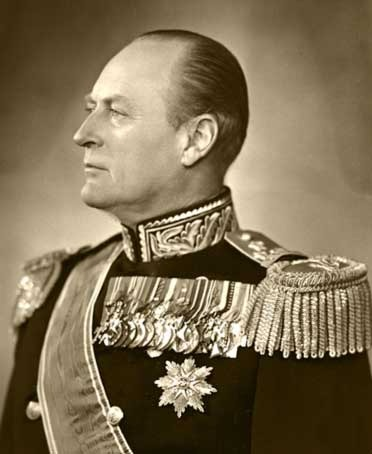
Olav V., 1957

- 17. Januar: Olav V., König von Norwegen (* 1903)
- 17. Januar: Giacomo Manzù, italienischer Bildhauer, Grafiker und Zeichner (* 1908)
- 19. Januar: Jean Mantelet, Unternehmer (* 1900)
- 22. Januar: Kenos Aroi, nauruischer Politiker und Präsident der Republik Nauru (* 1942)
- 22. Januar: Robert Choquette, kanadischer Schriftsteller und Diplomat (* 1905)
- 22. Januar: Karl Hofacker, Schweizer Bauingenieur und Hochschullehrer (* 1897)
- 24. Januar: Karl Mark, österreichischer Politiker und Nationalratsabgeordneter (* 1900)
- 25. Januar: Kurahara Korehito, japanischer Literaturkritiker (* 1902)
- 25. Januar: Clément-Auguste Martin, französischer Automobilrennfahrer (* 1902)
- 25. Januar: Frank Soo, englischer Fußballspieler, teilweise als erster nicht-weißer englischer Nationalspieler bezeichnet (* 1914)
- 27. Januar: Hans Bertram, deutscher Schallplattenproduzent (* 1915)
- 28. Januar: Red Grange, US-amerikanischer American-Football-Spieler (* 1903)
- 28. Januar: Kurt Sowinetz, österreichischer Schauspieler (* 1928)
- 29. Januar: Bruno Marek, Bürgermeister von Wien (* 1900)
- 29. Januar: Inoue Yasushi, japanischer Schriftsteller (* 1907)
- 30. Januar: Kurt Bittel, deutscher Archäologe (* 1907)

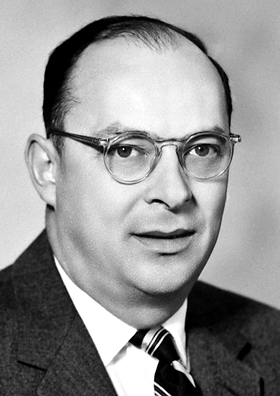
John Bardeen, 1956

- 30. Januar: John Bardeen, US-amerikanischer Physiker und Nobelpreisträger (* 1908)
- 31. Januar: Robert J. Havighurst, US-amerikanischer Erziehungswissenschaftler und Soziologe (* 1900)
- 31. Januar: Kostas Mountakis, griechischer Lyraspieler (* 1926)

### Februar
- 05. Februar: Arthur Agstner, österreichischer Botschafter (* 1922)
- 05. Februar: Pedro Arrupe, spanischer Ordensgeneral (* 1907)

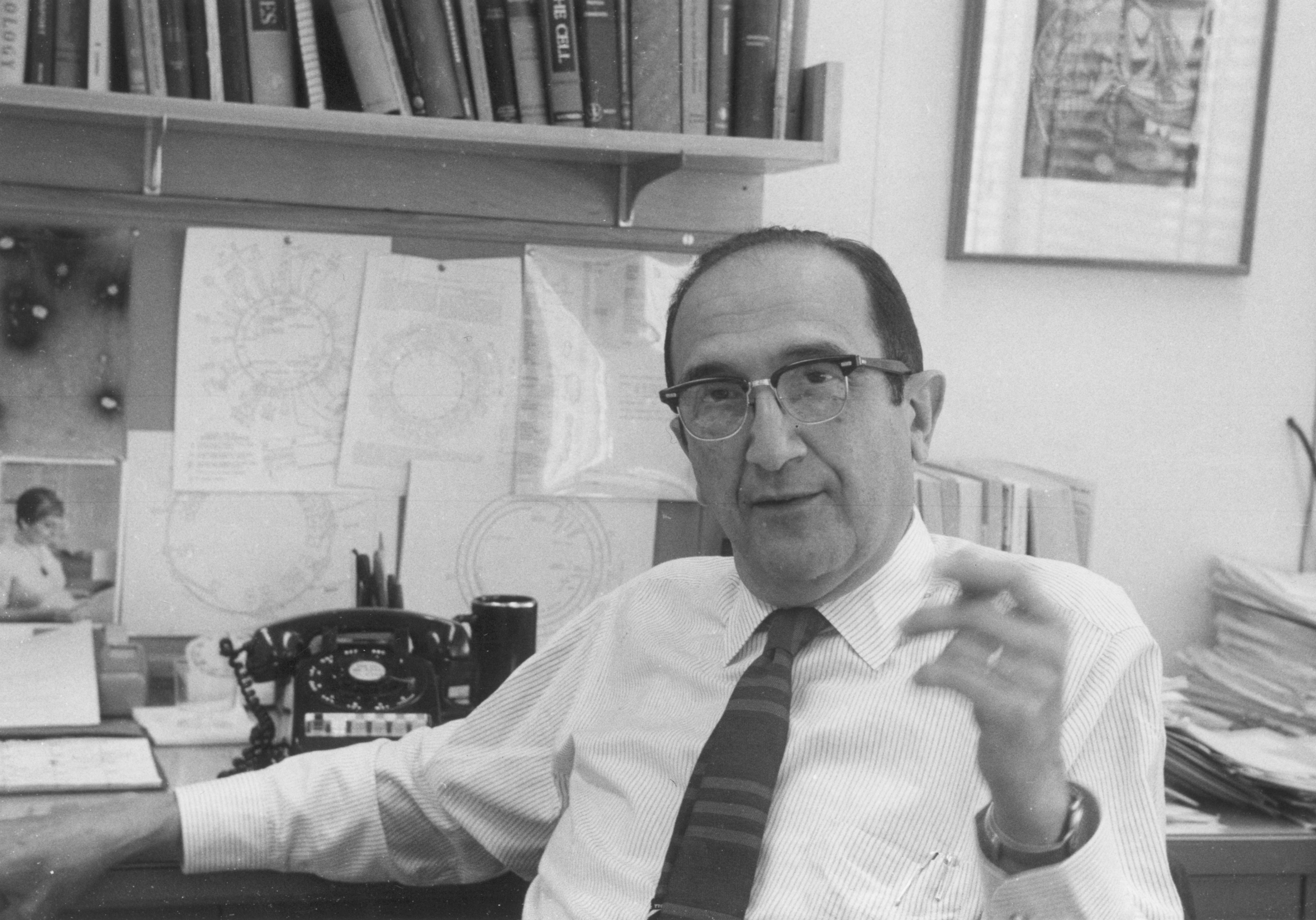
Salvador Luria (1969)

- 06. Februar: Salvador Edward Luria, US-amerikanischer Mikrobiologe und Nobelpreisträger (* 1912)
- 06. Februar: Chucho Rodríguez, mexikanischer Komponist, Arrangeur, Pianist und Orchesterleiter (* 1918)
- 07. Februar: Otto Friedrich Bollnow, Philosoph, Pädagoge, Psychologe (* 1903)
- 07. Februar: Otto Kuss, katholischer Theologe (* 1905)
- 07. Februar: Jean-Paul Mousseau, kanadischer Maler und Bildhauer (* 1927)
- 08. Februar: Aaron Siskind, US-amerikanischer Fotograf (* 1903)
- 10. Februar: William Joseph Foley, australischer römisch-katholischer Erzbischof (* 1931)
- 10. Februar: Walter Klien, österreichischer Pianist (* 1928)
- 11. Februar: Alja Rachmanowa, russische Schriftstellerin (* 1898)
- 12. Februar: Oscar Asboth, ungarischer Maler (* 1925)
- 12. Februar: Wilhelm „Willi“ Brinkmann, deutscher Feldhandballspieler (* 1910)
- 13. Februar: Arno Breker, deutscher Bildhauer (* 1900)
- 14. Februar: José Ádem, mexikanischer Mathematiker (* 1921)
- 15. Februar: Alfred Gleisner, deutscher Politiker (* 1908)
- 15. Februar: Alfred F. Havighurst, US-amerikanischer Historiker (* 1904)
- 16. Februar: Luis Escobar Kirkpatrick, spanischer Schauspieler und Theaterleiter (* 1908)
- 16. Februar: Max Strecker, deutscher Schauspieler (* 1906)
- 17. Februar: Hans Thimig, österreichischer Schauspieler und Regisseur (* 1900)
- 18. Februar: Renate Kern, deutsche Schlagersängerin (* 1945)
- 20. Februar: Isabelle Delorme, kanadische Musikpädagogin und Komponistin (* 1900)
- 21. Februar: Margot Fonteyn de Arias, britische Tänzerin (* 1919)
- 21. Februar: Avelina Landín, mexikanische Sängerin (* 1919)
- 22. Februar: Richard Reich, Schweizer Journalist und Politiker (* 1927)
- 23. Februar: Argeliers León, kubanischer Musikwissenschaftler und -pädagoge, Folklorist und Komponist (* 1918)
- 24. Februar: Jean Rogers, Schauspielerin (* 1916)
- 24. Februar: Webb Pierce, US-amerikanischer Country-Sänger (* 1921)
- 24. Februar: Héctor Rial, argentinischer Fußballspieler (* 1928)
- 26. Februar: Slim Gaillard, US-amerikanischer Jazz-Sänger (* 1916)
- 26. Februar: Joseph Schoiswohl, österreichischer Bischof (* 1901)
- 27. Februar: Abelardo Arias, argentinischer Schriftsteller (* 1918)
- 27. Februar: Robert Widlar, Pionier der Entwicklung analoger integrierter Schaltkreise (IC) (* 1937)
- 28. Februar: Reinhard Bendix, US-amerikanischer Soziologe deutscher Herkunft (* 1916)
- 00. Februar: Hans-Hugo Hartmann, deutscher Automobilrennfahrer (* 1916)

### März

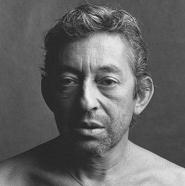
Serge Gainsbourg

- 02. März: Arthur Henry Attwell, britischer Theologe (* 1920)
- 02. März: Serge Gainsbourg, französischer Chansonnier (* 1928)
- 04. März: Elfriede Aulhorn, deutsche Professorin (* 1923)
- 07. März: Josef Páleníček, tschechischer Pianist und Komponist (* 1914)
- 07. März: Werner Salevsky, deutscher Endurosportler (* 1940)
- 08. März: Max Affolter, Schweizer Jurist und Politiker (* 1923)
- 08. März: Dezider Kardoš, tschechischer Komponist (* 1914)
- 09. März: Max Fourny, französischer Verleger, Kunstsammler und Automobilrennfahrer (* 1904)
- 09. März: Tomojiro Ikenouchi, japanischer Komponist und Musikpädagoge (* 1906)
- 10. März: Elie Siegmeister, US-amerikanischer Komponist (* 1909)
- 11. März: Maria Reining, österreichische Opernsängerin (* 1903)
- 12. März: José Maria Antunes, portugiesischer Fußballspieler und -trainer (* 1913)
- 12. März: Emmi Bonhoeffer, Ehefrau des Widerstandskämpfers Klaus Bonhoeffer (* 1905)
- 12. März: LeRoy Collins, US-amerikanischer Politiker (* 1909)
- 12. März: William Heinesen, bedeutendste Dichter der Färöer (* 1900)
- 13. März: James Douglas McPartland, US-amerikanischer weißer Jazz-Kornettist (* 1907)
- 14. März: Howard Ashman, US-amerikanischer Autor und Produzent (* 1950)
- 14. März: Margery Sharp, englische Schriftstellerin (* 1905)
- 15. März: Bud Freeman, US-amerikanischer Tenor-Saxophonist (* 1906)
- 16. März: Trude Herr, deutsche Schauspielerin (* 1927)
- 18. März: Herbert Sandberg, deutscher Grafiker und Karikaturist (* 1908)
- 21. März: Leo Fender, US-amerikanischer Musikinstrumentenbauer und Firmengründer (* 1909)
- 24. März: Kurt Gottschaldt, Vertreter der Gestaltpsychologie (* 1902)
- 24. März: John Montague, kanadischer Geiger und Musikpädagoge (* 1911)
- 25. März: Marcel Lefebvre, katholischer Theologe und Kirchenpolitiker (* 1905)
- 25. März: Gerónimo Pellerano, dominikanischer Sänger (* 1927)
- 26. März: Herbert Dörner, deutscher Fußballspieler (* 1930)
- 26. März: Jupp Schmitz, deutscher Unterhaltungskünstler, Schlager- und Krätzchensänger (* 1901)
- 29. März: Harvey Leroy Atwater, US-amerikanischer Politikberater und -Stratege (* 1951)
- 29. März: Rodolfo Bonetto, italienischer Designer (* 1929)
- 29. März: Josef Friedrich Remberg, deutscher General (* 1918)
- 00. März: Muhammed Said Abdulla, tansanischer Schriftsteller (* 1918)

### April

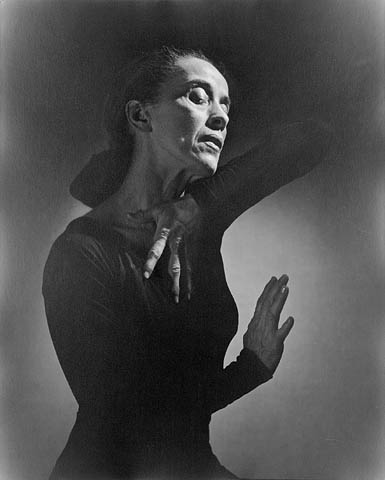
Martha Graham, 1948

- 01. April: Martha Graham, US-amerikanische Tänzerin, Choreografin und Pädagogin (* 1894)
- 01. April: Detlev Karsten Rohwedder, Manager und deutscher Politiker (* 1932)
- 02. April: Noel George Butlin, australischer Wirtschaftswissenschaftler und -historiker (* 1921)
- 03. April: Graham Greene, britischer Schriftsteller (* 1904)
- 03. April: Robert Veyron-Lacroix, französischer Cembalist und Pianist (* 1922)

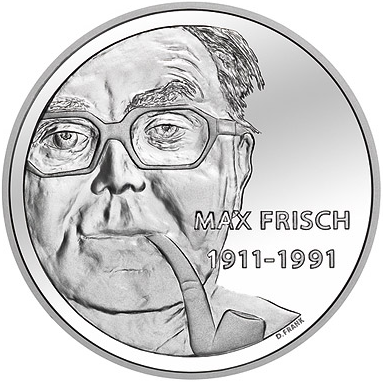
Max Frisch auf der 20-Franken-Gedenkmünze der Schweiz 2011

- 04. April: Max Frisch, Schweizer Architekt und Schriftsteller (* 1911)
- 04. April: Edmund Adamkiewicz, deutscher Fußballspieler (* 1920)
- 04. April: Henry John Heinz III, US-amerikanischer Senator (* 1938)
- 05. April: Jiří Mucha, tschechischer Kosmopolit, Schriftsteller, Publizist und Drehbuchautor (* 1915)
- 05. April: Friederike Mulert, deutsche Politikerin (* 1896)
- 05. April: John Tower, US-amerikanischer Politiker (* 1925)
- 06. April: Heinrich Draeger, ehemaliges Mitglied des Deutschen Bundestages (* 1907)
- 08. April: Per Yngve Ohlin, bekannt als „Dead“, schwedischer Sänger der norwegischen Black-Metal-Band Mayhem (* 1969)
- 09. April: Maurice Binder, US-amerikanischer Filmschaffender, Designer der James-Bond-Vorspänne (* 1925)
- 10. April: Jumdschaagiin Tsedenbal, Politiker der Mongolischen Volksrepublik (* 1916)
- 11. April: Chester Valentine John Anderson, US-amerikanischer Dichter und Science-Fiction-Schriftsteller (* 1932)
- 11. April: Syria Poletti, italienisch-argentinische Schriftstellerin und Journalistin (* 1917)
- 13. April: Ernst Bokon, österreichischer Fußballer (* 1922)
- 13. April: Wilhelm Lanzky-Otto, dänischer Hornist und Professor (* 1909)
- 16. April: Ernst Theodor Eichelbaum, deutscher Lehrer und Politiker (* 1893)
- 16. April: David Lean, britischer Filmregisseur (* 1908)
- 17. April: Jean-Jacques Martin, französischer Comiczeichner (* 1957)
- 18. April: Gabriel Celaya, spanischer Schriftsteller (* 1911)
- 18. April: Martin Hannett, Musikproduzent (* 1948)
- 18. April: Austin Bradford Hill, britischer Wissenschaftler und Forscher (* 1897)
- 18. April: Sture Nottorp, schwedischer Automobilrennfahrer (* 1926)
- 19. April: Henri de la Sayette, französischer Automobilrennfahrer (* 1905)
- 19. April: Josef Wallner, deutscher Politiker (* 1908)
- 19. April: Dilarə Ələkbər qızı Əliyeva, aserbaidschanische Philologin, Übersetzerin, Feministin und Politikerin (* 1929)
- 20. April: Emmanuel Kiwanuka Nsubuga, Erzbischof von Kampala und Kardinal (* 1914)
- 20. April: Rudolf Heberle, deutscher Soziologe (* 1896)
- 20. April: Steve Marriott, britischer Rockmusiker (* 1947)
- 20. April: Don Siegel, US-amerikanischer Regisseur (* 1912)
- 21. April: Willi Boskovsky, österreichischer Geiger und Dirigent (* 1909)
- 23. April: Rudy Solari, US-amerikanischer Schauspieler (* 1934)
- 23. April: Johnny Thunders, New Yorker Punk-Musiker (* 1952)
- 24. April: Werner Neumann, führender Bachforscher seiner Zeit (* 1905)
- 25. April: Michael Kühnen, Anführer der deutschen Neo-Nazi-Bewegung (* 1955)
- 26. April: Carmine Coppola, US-amerikanischer Musiker und Komponist (* 1910)
- 27. April: Fritz Corterier, deutscher Politiker (* 1906)
- 28. April: Ken Curtis, US-amerikanischer Sänger (* 1916)
- 30. April: Ghislaine Dommanget, französische Schauspielerin und Fürstin von Monaco (* 1900)
- 00. April: Gustav Georg Gunter Angenheister, deutscher Geophysiker (* 1917)
- 00. April: Jacob Asher, britischer Kameramann (* 1916)
- 00. April: Farah Mohamed Jama Awl, somalischer Schriftsteller (* 1937)

### Mai
- 01. Mai: Rainer Artenfels, österreichischer Schauspieler und Theaterregisseur (* 1939)
- 01. Mai: Richard Thorpe, US-amerikanischer Filmregisseur (* 1896)
- 03. Mai: Mohammed Abdel Wahab, ägyptischer Sänger und Komponist (* 1907)
- 03. Mai: Hermann Arnhold, russischer Dichter (* 1921)
- 03. Mai: Wolfgang Langkau, deutscher Generalmajor der Reserve und Angehöriger des Bundesnachrichtendienstes (* 1903)
- 03. Mai: Jerzy Kosiński, US-amerikanischer Autor (* 1933)
- 04. Mai: Fritz Eisenhuth, deutscher Agrarwissenschaftler und Hochschullehrer (* 1912)
- 05. Mai: Hermann Kopf, deutscher Politiker (* 1901)
- 06. Mai: Herbert Schäfer, deutscher Fußballtrainer (* 1927)
- 07. Mai: Hans Bender, Psychologe und Arzt (* 1907)
- 07. Mai: Kurt Zube, deutscher Autor, Verleger, Herausgeber (* 1905)
- 08. Mai: Hans Arnold, deutscher Fußballspieler (* 1941)
- 08. Mai: Jean Langlais, französischer Komponist und Organist (* 1907)
- 08. Mai: Rudolf Serkin, Pianist (* 1903)
- 12. Mai: Hans Peter Schanzlin, Schweizer Musikwissenschaftler (* 1916)
- 13. Mai: Victor-Emanuel Preusker, deutscher Politiker und Bankier (* 1913)
- 13. Mai: Carl Weinrich, US-amerikanischer Organist und Musikpädagoge (* 1904)
- 15. Mai: Abe Shintarō, japanischer Politiker und Generalsekretär der LDP (* 1924)
- 15. Mai: Susano Polanco, dominikanischer Tenor (* 1902)
- 15. Mai: Fritz Riess, deutscher Automobilrennfahrer (* 1922)
- 17. Mai: Tom Trana, Rallyefahrer (* 1937)
- 18. Mai: Gerd Achgelis, deutscher Kunstflieger (* 1908)
- 18. Mai: Rudolf Nierlich, österreichischer Skirennläufer (* 1966)
- 20. Mai: Keith MacMillan, kanadischer Musikproduzent, -verleger und -manager (* 1920)

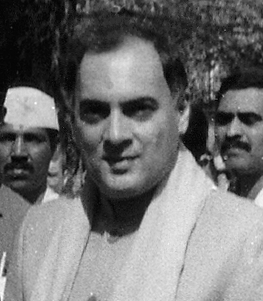
Rajiv Gandhi, 1989

- 21. Mai: Rajiv Gandhi, indischer Politiker (* 1944)
- 21. Mai: Julián Orbón, kubanischer Komponist (* 1925)
- 23. Mai: Manning Clark, australischer Historiker (* 1915)
- 23. Mai: Wilhelm Kempff, deutscher Pianist und Komponist (* 1895)
- 25. Mai: Eberhard Werdin, deutscher Komponist (* 1911)
- 28. Mai: Ernst Anders, österreichischer Schauspieler (* 1928)
- 29. Mai: Coral Browne, australisch-US-amerikanische Theater- und Filmschauspielerin (* 1913)
- 30. Mai: Walter Dirks, Publizist, Schriftsteller und Journalist (* 1901)
- 31. Mai: Carlos Suffern, argentinischer Komponist (* 1901)

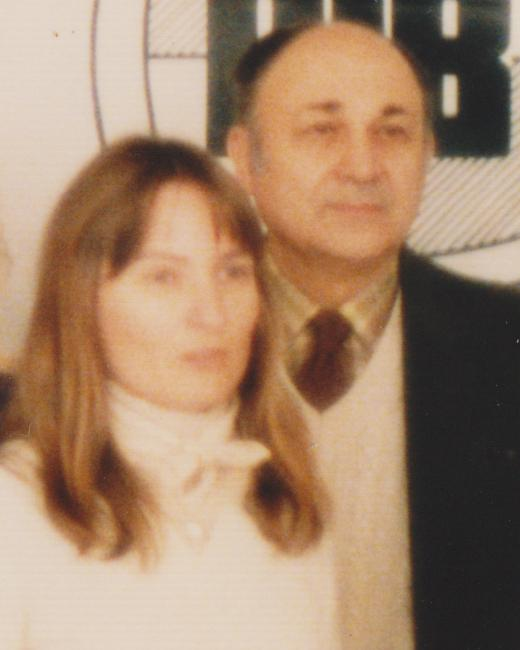
Stepanka Vokralova und Sergiu Samarian beim Zonenturnier der Frauen 1985 in Bad Lauterberg

### Juni
- 01. Juni: David Ruffin, US-amerikanischer Gospel- und Soulsänger (* 1941)
- 01. Juni: Wolfgang Stegmüller, deutsch-österreichischer Philosoph (* 1923)
- 02. Juni: Ahmed Arif, türkischer Dichter (* 1927)
- 03. Juni: Sergiu Samarian, rumänischer Schachspieler, Schachschriftsteller (* 1923)
- 03. Juni: Katia Krafft, französische Vulkanologin (* 1942)
- 03. Juni: Maurice Krafft, Vulkanologe (* 1946)
- 04. Juni: Rudolf Vogel, deutscher Politiker (* 1906)
- 05. Juni: Oskar Audörsch, deutscher Generalmajor (* 1898)
- 06. Juni: Stan Getz, US-amerikanischer Tenorsaxophon (* 1927)
- 06. Juni: Gianni De Luca, italienischer Comiczeichner (* 1927)
- 07. Juni: Rafael Colón, dominikanischer Sänger und Komponist (* 1918)
- 07. Juni: Lotte Meyer, deutsche Schauspielerin (* 1909)

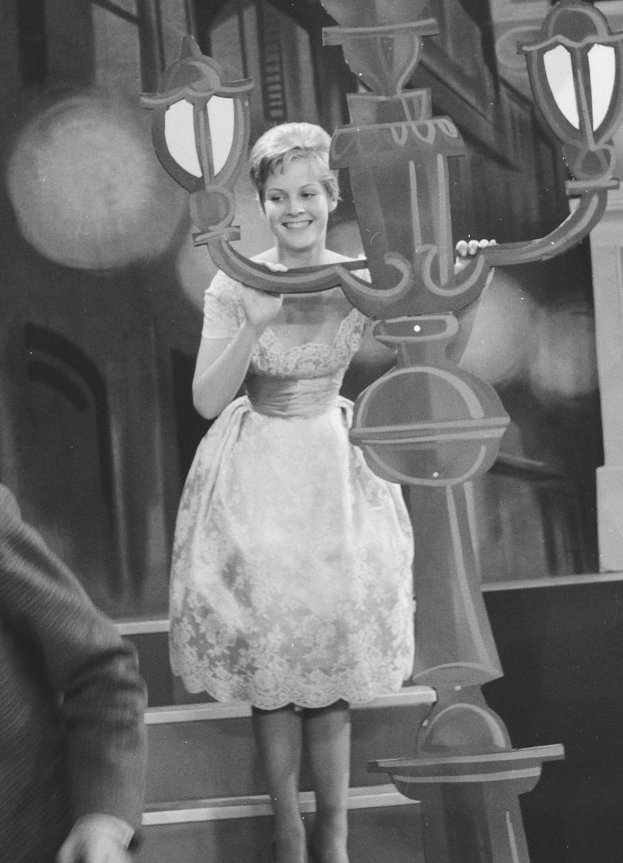
Heidi Brühl, 1959

- 08. Juni: Heidi Brühl, deutsche Schauspielerin und Sängerin (* 1942)
- 09. Juni: Claudio Arrau, chilenischer Pianist (* 1903)
- 10. Juni: Hans Schwartz, deutscher Fußballspieler (* 1913)
- 10. Juni: Vercors, Schriftsteller, Karikaturist (* 1902)
- 11. Juni: John Vallier, englischer Pianist, Komponist, Musikpädagoge und Musikwissenschaftler (* 1920)
- 12. Juni: Eleonore Astfalck, deutsche Heil- und Sozialpädagogin (* 1900)
- 13. Juni: Karl Bielig, deutscher Politiker und MdB (* 1898)
- 14. Juni: Peggy Ashcroft, britische Schauspielerin (* 1907)
- 14. Juni: Werner Kraft, deutscher Bibliothekar, Literaturwissenschaftler und Schriftsteller (* 1896)
- 15. Juni: Albert Chandler, US-amerikanischer Politiker (* 1898)
- 14. Juni: Bernard Miles, britischer Schauspieler (* 1907)
- 15. Juni: Helga Brauer, deutsche Schlagersängerin (* 1936)
- 15. Juni: Sir William Arthur Lewis, britischer Ökonom und Nobelpreisträger (* 1915)
- 16. Juni: Manfred Ackermann, österreichischer sozialdemokratischer Politiker und Gewerkschaftsfunktionär (* 1898)
- 16. Juni: Vicki Brown, britische Sängerin (* 1940)
- 16. Juni: Karl Krammig, deutscher Politiker (* 1908)
- 17. Juni: Pierre Jamet, französischer Harfenist und Musikpädagoge (* 1893)
- 19. Juni: Jean Arthur, US-amerikanische Schauspielerin (* 1900)
- 19. Juni: Michael Westphal, deutscher Tennisspieler (* 1965)
- 20. Juni: Little Willie Anderson, US-amerikanischer Bluesmusiker (* 1920)
- 20. Juni: Carlos Argentino, argentinischer Sänger (* 1929)
- 20. Juni: Max Lüthi, Schweizer Literaturwissenschaftler und Märchenforscher (* 1909)
- 21. Juni: Klaus Schwarzkopf, deutscher Schauspieler und Synchronsprecher (* 1922)
- 23. Juni: Michael Pfleghar, deutscher Regisseur (* 1933)
- 24. Juni: Franz Hengsbach, römisch-katholischer Priester, Theologe, Bischof und Kardinal (* 1910)
- 24. Juni: Rufino Tamayo, mexikanischer Maler (* 1899)
- 27. Juni: Klaas Bruinsma, niederländischer Drogenhändler (* 1953)
- 27. Juni: Bertram Eugene Warren, US-amerikanischer Kristallograph (* 1902)
- 28. Juni: Hans Nüsslein, deutscher Tennisspieler (* 1910)
- 28. Juni: Nikolas Vogel, österreichischer Kameramann (* 1967)
- 29. Juni: André Adam, französischer Soziologe und Ethnologe (* 1911)
- 30. Juni: Aadriaan Cornelis van Leeuwen, niederländischer Komponist und Dirigent (* 1887)

### Juli

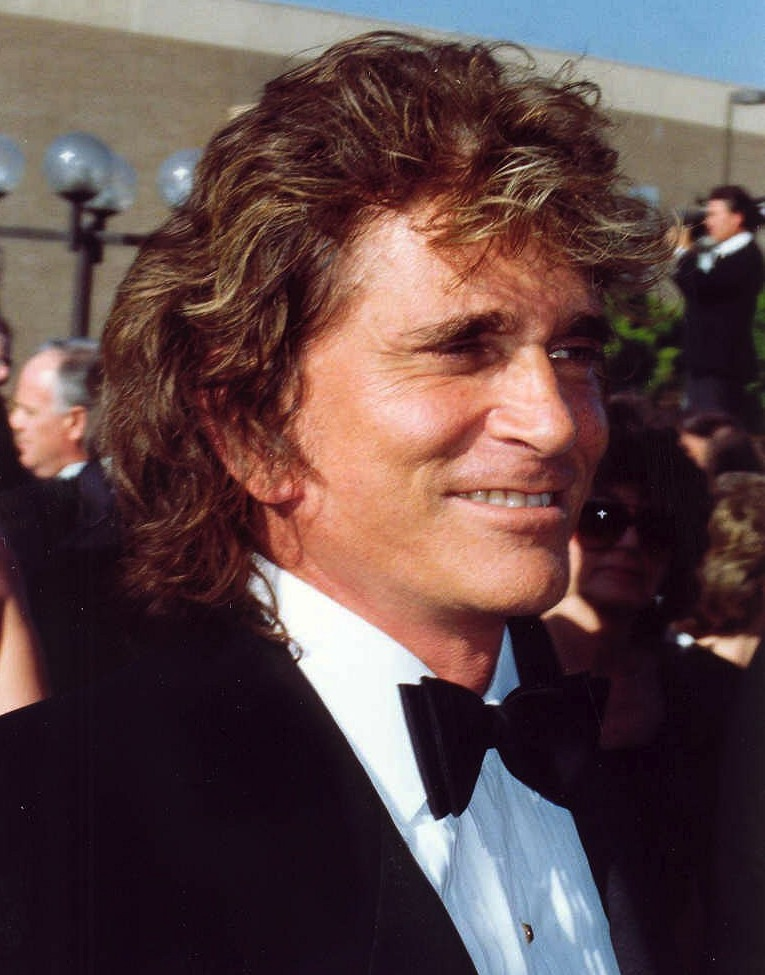
Michael Landon (1990)

- 01. Juli: Joachim Kroll, deutscher Serienmörder (* 1933)
- 01. Juli: Michael Landon, US-amerikanischer Schauspieler (* 1936)
- 02. Juli: Lee Remick, US-amerikanische Schauspielerin (* 1935)
- 03. Juli: Tommy Bridger, britischer Automobilrennfahrer (* 1934)
- 03. Juli: Ernst Witt, deutscher Mathematiker (* 1911)
- 05. Juli: Rolf Jährling, deutscher Galerist und Architekt (* 1913)
- 05. Juli: Fritz Martini, deutscher Germanist und Literaturhistoriker (* 1909)
- 06. Juli: Herminio Giménez, paraguayischer Komponist (* 1905)
- 08. Juli: Geoff Love, britischer Bandleader (* 1917)
- 09. Juli: José Salazar López, Erzbischof von Guadalajara und Kardinal (* 1910)
- 12. Juli: Willi Schwabe, deutscher Schauspieler, Sänger und Moderator (* 1915)
- 13. Juli: Fritz Duda, deutscher Maler und Grafiker (* 1904)
- 14. Juli: Axel Eggebrecht, deutscher Journalist und Schriftsteller (* 1899)
- 14. Juli: Pawel Semjonowitsch Morosenko, sowjetischer Schauspieler (* 1939)
- 16. Juli: Robert Motherwell, US-amerikanischer Maler (* 1915)
- 17. Juli: Werner Hausmann, Schweizer Schauspieler, Fernsehmoderator, Autor, Hörspielregisseur und -sprecher (* 1901)
- 18. Juli: André Cools, belgischer sozialistischer Politiker (* 1927)
- 22. Juli: Fritz Kaßmann, deutscher Politiker (* 1908)
- 24. Juli: Isaac Bashevis Singer, Schriftsteller und Literaturnobelpreisträger 1978 (* 1902)
- 25. Juli: Lasar Moissejewitsch Kaganowitsch, sowjetischer Politiker (* 1893)
- 26. Juli: Craig Siebert, US-amerikanischer Automobilrennfahrer (* 1951)
- 26. Juli: Maria Treben, österreichische Autorin, Naturheilkunde, Alternativmedizin (* 1907)
- 27. Juli: Gino Colaussi, italienischer Fußballspieler (* 1914)
- 31. Juli: João Chedid, libanesischer Bischof in Brasilien (* 1914)

### August
- 01. August: Wilhelm Adam, deutscher Politiker und Widerstandskämpfer (* 1905)
- 03. August: Hans Karl Balduin Auenmüller, deutscher Dirigent und Komponist (* 1926)
- 05. August: Paul Brown, US-amerikanischer American-Football-Trainer (* 1908)
- 05. August: Gaston Litaize, französischer Komponist, Organist und Orgellehrer (* 1909)
- 05. August: Sōichirō Honda, japanischer Unternehmer (* 1906)

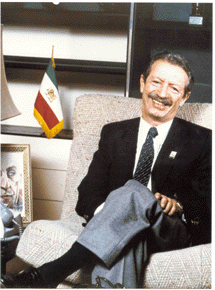
Schapur Bachtiar

- 06. August: Schapur Bachtiar, iranischer Premierminister (* 1914)
- 08. August: Walter Zeman, österreichischer Fußballspieler (* 1927)
- 08. August: Werner Holz, deutscher Maler (* 1948)
- 08. August: James Irwin, US-amerikanischer Astronaut und achter Mensch auf dem Mond (* 1930)
- 08. August: Iwan Nikitowitsch Koschedub, Marschall der Flieger und dreifacher Held der Sowjetunion (* 1920)
- 09. August: Richard Lee Armstrong, kanadischer Geologe und Geochemiker (* 1937)
- 09. August: Richard Löwenthal, deutscher Politologe und Publizist (* 1908)
- 10. August: Ken Sasaki, japanischer Pianist (* 1943)
- 11. August: Alfred Dompert, deutscher Leichtathlet (* 1914)
- 11. August: J. D. McDuffie, US-amerikanischer NASCAR-Rennfahrer (* 1938)
- 11. August: Helmut Walcha, Organist und Cembalist (* 1907)
- 12. August: Hans Weigel, österreichischer Schriftsteller und Theaterkritiker (* 1908)
- 13. August: James Roosevelt, US-amerikanischer Brigadegeneral und Politiker (* 1907)
- 17. August: George Reed, US-amerikanischer Automobilrennfahrer (* 1921)
- 20. August: Kurt Locher, Schweizer Staatsbeamter (* 1917)
- 21. August: Wolfgang Hildesheimer, deutscher Schriftsteller und Maler (* 1916)
- 21. August: Eugen Jebeleanu, rumänischer Lyriker (* 1911)
- 21. August: Oswald von Nell-Breuning, katholischer Theologe, Nationalökonom und Sozialphilosoph (* 1890)
- 22. August: Fritz Hinderer, deutscher Astronom und Astrophysiker (* 1912)
- 23. August: Wilhelm Hahnemann, österreichischer und deutscher Fußballspieler (* 1914)
- 23. August: Alexandre Hay, Schweizer Anwalt (* 1919)
- 24. August: Sergei Fjodorowitsch Achromejew, sowjetischer Militär und Marschall der Sowjetunion (* 1923)
- 24. August: Maurice Sheehy, irischer Altphilologe und Kirchenhistoriker (* 1928)
- 25. August: Shibaki Yoshiko, japanische Schriftstellerin (* 1914)
- 26. August: Nicolai Dirdal, norwegischer Pianist und Musikpädagoge (* 1896)
- 30. August: Adãozinho, brasilianischer Fußballspieler (* 1923)
- 30. August: Jean Tinguely, Schweizer Maler, Bildhauer und Experimental-Künstler (* 1925)

### September
- 01. September: Otl Aicher, Bildhauer, Grafiker, Gestalter (* 1922)
- 02. September: Willi Fischer, deutscher Politiker (* 1920)
- 02. September: Alfonso García Robles, mexikanischer Politiker; Friedensnobelpreisträger (* 1911)

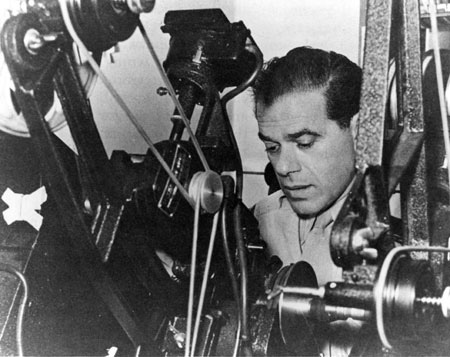
Frank Capra, ca. 1943

- 03. September: Frank Capra, US-amerikanischer Filmregisseur (* 1897)
- 03. September: Falk Harnack, deutscher Regisseur, Widerstandskämpfer gegen den Nationalsozialismus (* 1913)
- 03. September: Rolf Italiaander, deutscher Schriftsteller und Kunstsammler (* 1913)
- 03. September: Daniel Prenn, deutscher Tennis- und Tischtennisspieler (* 1904)
- 04. September: Charlie Barnet, US-amerikanischer Jazz-Saxophonist (* 1913)
- 04. September: Henri de Lubac, Theologe und Jesuit (* 1896)
- 04. September: Dottie West, US-amerikanische Country-Sängerin (* 1932)
- 06. September: Benjamin A. Smith, US-amerikanischer Politiker (* 1916)
- 07. September: Joe Bain, US-amerikanischer Ökonom (* 1912)
- 09. September: Concetto Lo Bello, italienischer Fußballschiedsrichter, Sportfunktionär und Politiker (* 1924)
- 10. September: Jack Crawford, australischer Tennisspieler (* 1908)
- 10. September: Julius Meinl, österreichischer Unternehmer (* 1903)
- 10. September: Michel Soutter, Filmregisseur (* 1932)
- 13. September: Erich Kern, österreichischer Schriftsteller und Publizist (* 1906)
- 13. September: Metin Oktay, türkischer Fußballspieler (* 1936)
- 15. September: Sulchan Zinzadse, georgischer Komponist (* 1925)
- 18. September: Philippe Serre, französischer Politiker (* 1901)
- 20. September: Ricardo Arredondo, mexikanischer Boxer (* 1949)
- 20. September: Anton Besold, deutscher Politiker (* 1904)
- 22. September: John Kodwo Amissah, ghanaischer Erzbischof (* 1922)
- 24. September: Theodor Seuss Geisel, US-amerikanischer Kinderbuch-Autor und Cartoonzeichner (* 1904)
- 25. September: LeRoy Hagen Anderson, US-amerikanischer Politiker (* 1906)
- 25. September: Klaus Barbie, Nationalsozialist, „Schlächter von Lyon“ (* 1913)
- 26. September: Billy Vaughn, US-amerikanischer Jazz-Saxophonist und Dirigent (* 1919)
- 27. September: Karl-Heinz Köpcke, Chefsprecher der Tagesschau (* 1922)
- 27. September: Stefan Kisielewski, polnischer Komponist und Schriftsteller (* 1911)
- 28. September: Eugène Bozza, französischer Komponist (* 1905)

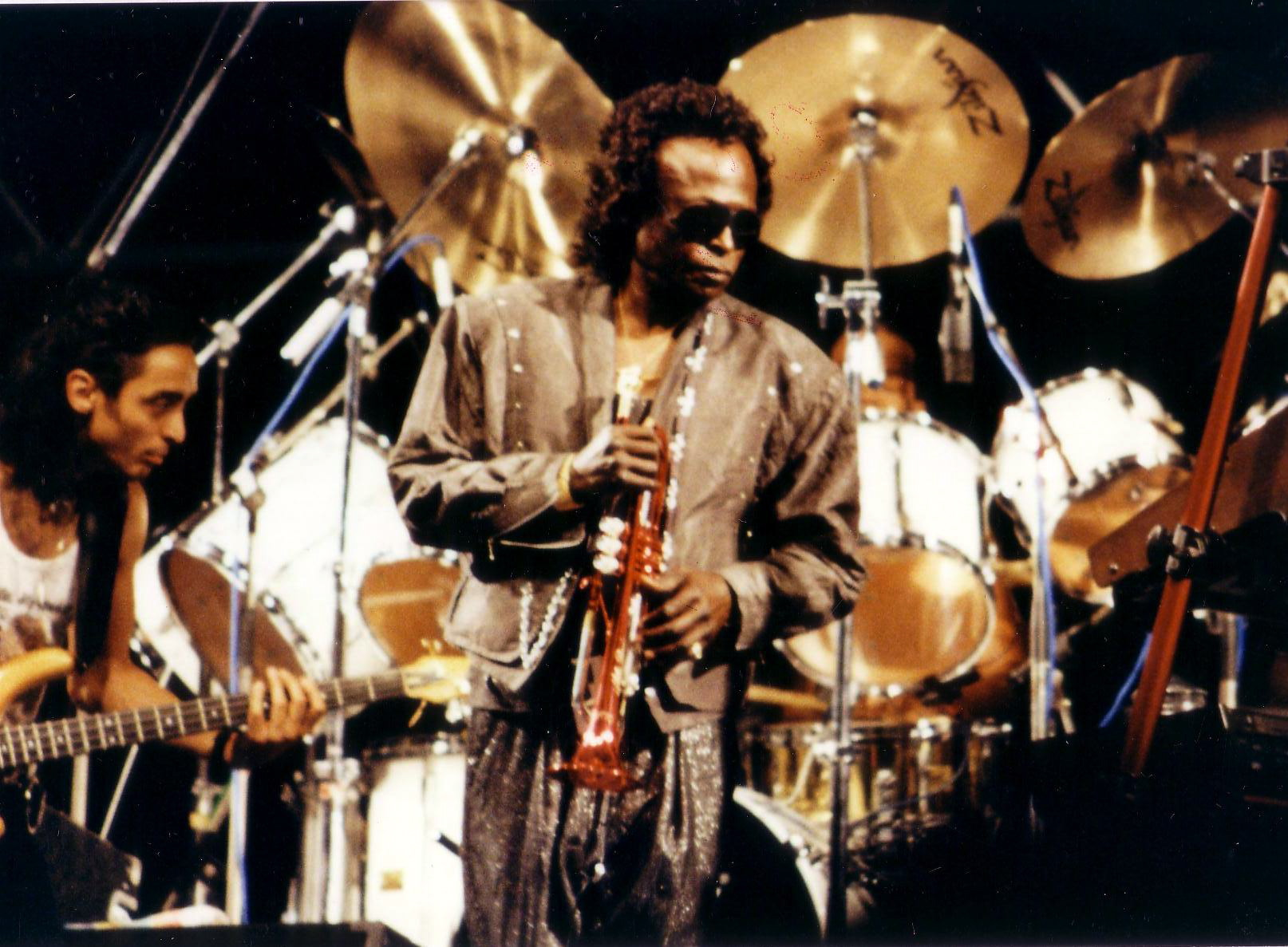
Miles Davis, 1989

- 28. September: Miles Davis, US-amerikanischer Jazzmusiker (Trompete) (* 1926)

### Oktober

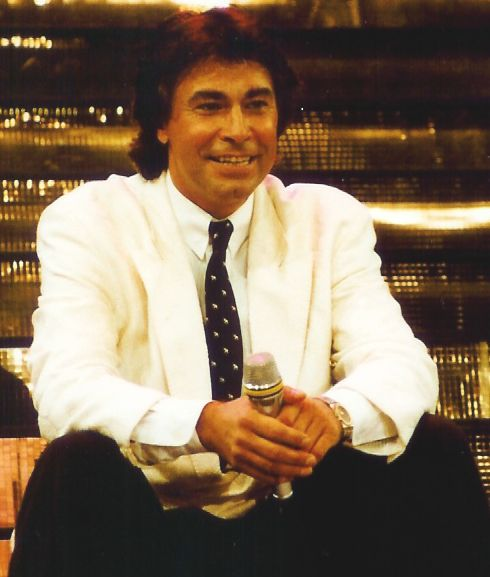
Roy Black (1989)

- 02. Oktober: Roland Gööck, deutscher Redakteur, Sachbuchautor und Lektor (* 1923)
- 03. Oktober: Hans Lipinsky-Gottersdorf, deutscher Schriftsteller (* 1920)
- 04. Oktober: Elena Gaputytė, litauische Malerin und Bildhauerin (* 1927)
- 04. Oktober: Heinrich Hellwege, deutscher Politiker (* 1908)
- 06. Oktober: Ernst-Alfred Jauch, Journalist (* 1920)
- 06. Oktober: Just-Émile Vernet, französischer Automobilrennfahrer und Rennwagenkonstrukteur (* 1894)
- 07. Oktober: Natalia Ginzburg, Autorin, italienische Literatur (* 1916)
- 08. Oktober: Gustav Aduatz, österreichischer Architekt (* 1908)
- 09. Oktober: Roy Black, deutscher Schlagersänger und Schauspieler (* 1943)
- 09. Oktober: Karl Helbig, deutscher Wissenschaftler, Ethnologe, Schiffsheizer (* 1903)
- 10. Oktober: Rudolf Arens, deutscher Grünlandwissenschaftler (* 1926)
- 11. Oktober: Pietro Ferraris, italienischer Fußballspieler (* 1912)
- 12. Oktober: Aline MacMahon, US-amerikanische Schauspielerin (* 1899)
- 12. Oktober: Taso Mathieson, britischer Automobilrennfahrer (* 1908)
- 14. Oktober: Walter Elsasser, deutsch-amerikanischer Physiker (* 1904)
- 14. Oktober: John Newmark, kanadischer Pianist (* 1904)
- 15. Oktober: Henry Holst, dänischer Geiger und Musikpädagoge (* 1899)
- 16. Oktober: Arthur E. Arling, US-amerikanischer Kameramann (* 1906)
- 16. Oktober: Giacomo Mari, italienischer Fußballspieler und -trainer (* 1924)
- 16. Oktober: Boris Papandopulo, kroatischer Komponist und Dirigent (* 1906)
- 17. Oktober: Tennessee Ernie Ford, US-amerikanischer Country- und Gospel-Sänger (* 1919)
- 17. Oktober: Lotte Knabe, deutsche Archivarin und Historikerin (* 1907)
- 19. Oktober: Aurelius Maria Arkenau, deutscher Dominikanerpater (* 1900)
- 20. Oktober: Ronald M. Schernikau, deutscher Schriftsteller (* 1960)
- 21. Oktober: Frank Barufski, deutscher Schauspieler, Hörspielsprecher und Moderator (* 1905)
- 21. Oktober: Grzegorz Grzeban, polnischer Schachkomponist (* 1902)
- 22. Oktober: Ilse Schneider, deutsche Kunsterzieherin und Malerin (* 1910)

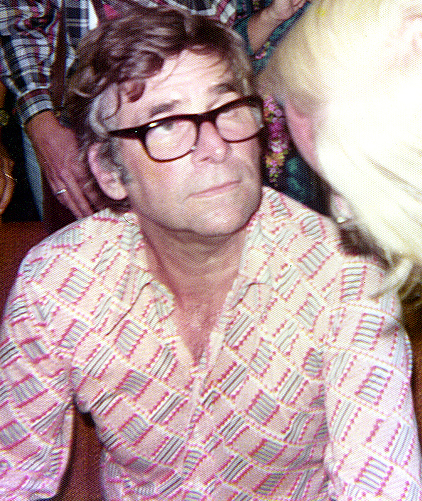
Gene Roddenberry, 1976

- 24. Oktober: Gene Roddenberry, Drehbuchautor, Fernseh- und Filmproduzent (* 1921)
- 25. Oktober: Albert Baldauf, deutscher Politiker und MdB (* 1917)
- 25. Oktober: Bill Graham, US-amerikanischer Impresario (* 1931)
- 27. Oktober: Marc Gignoux, französischer Automobilrennfahrer (* 1914)
- 27. Oktober: Andrzej Panufnik, polnischer Komponist (* 1914)
- 27. Oktober: Ernst Wimmer, Politiker, Kommunist, Theoretiker und Journalist (* 1924)
- 28. Oktober: Sebastião Gomes, osttimoresischer Unabhängigkeitsaktivist (* 1973)
- 28. Oktober: Paul Ott, deutscher Orgelbauer (* 1903)
- 30. Oktober: Erwin Lange, deutscher Politiker (* 1914)
- 31. Oktober: Eugene Avon Anderson, US-amerikanischer Wrestler (* 1933)
- 31. Oktober: Ewald Bucher, deutscher Politiker (* 1914)

### November
- 02. November: Heinrich Drimmel, österreichischer Politiker und Jurist (* 1912)
- 02. November: Hans Linser, österreichischer Agrikulturchemiker (* 1907)
- 02. November: Mort Shuman, US-amerikanischer Songschreiber und Sänger (* 1938)
- 03. November: Teofilo Rossi di Montelera, italienischer Unternehmer, Bobsportler, Motorboot- und Automobilrennfahrer sowie Sportfunktionär (* 1902)
- 04. November: Gerald Donald Aurbach, US-amerikanischer Physiologe und Endokrinologe (* 1927)
- 05. November: Guy Lapchin, französischer Automobilrennfahrer (* 1903)
- 05. November: Fred MacMurray, US-amerikanischer Schauspieler (* 1908)
- 05. November: Robert Maxwell, britischer Zeitungsmagnat (* 1923)
- 06. November: Theodor Siers, deutscher Schachkomponist und Autor (* 1910)

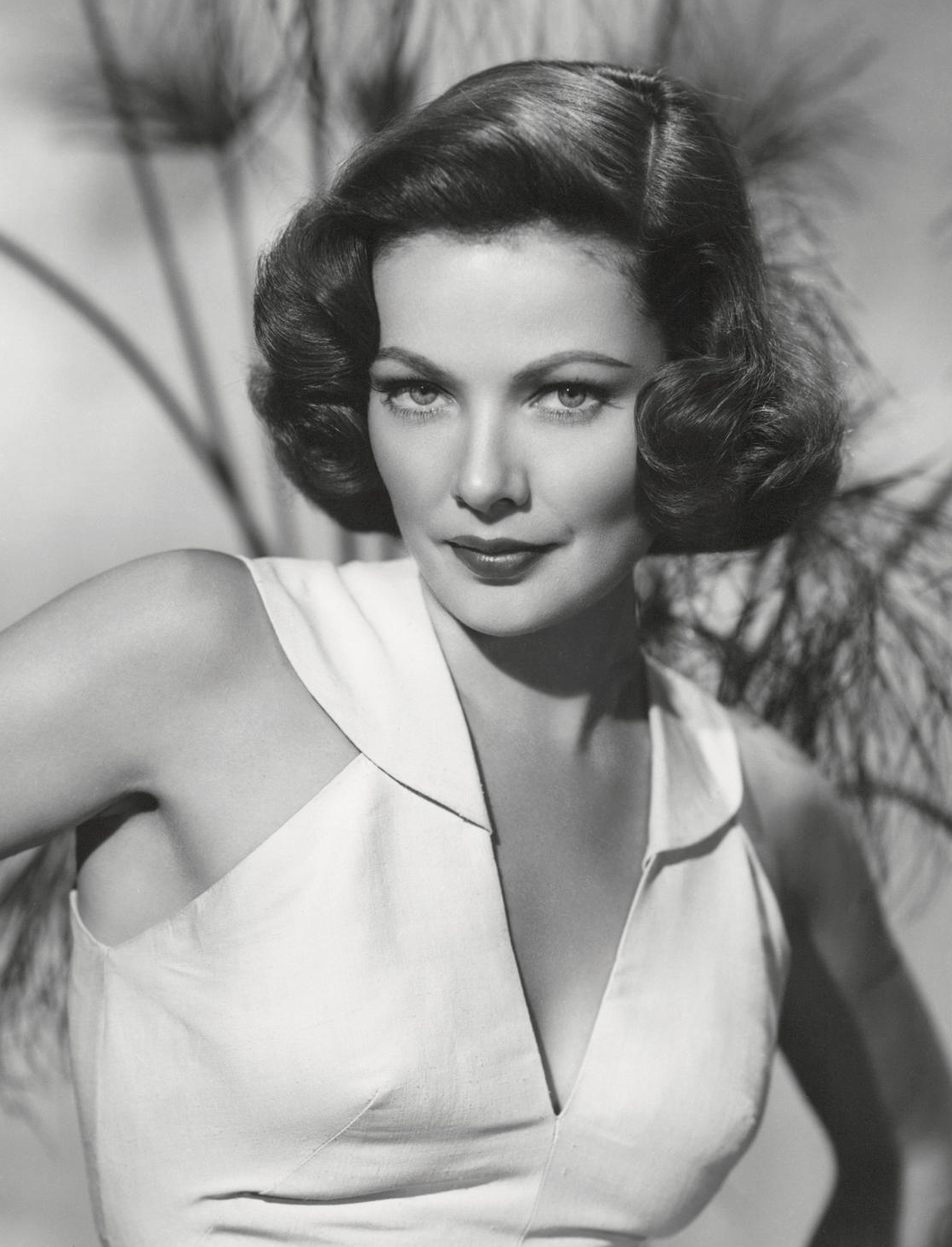
Gene Tierney, 1951

- 06. November: Gene Tierney, US-amerikanische Schauspielerin (* 1920)
- 07. November: Günter Schmölders, Wirtschaftswissenschaftler (* 1903)
- 07. November: Günther Nollau, deutscher Präsident des Bundesamtes für Verfassungsschutz (* 1911)
- 08. November: Kurt Brand, deutscher Science-Fiction-Schriftsteller (* 1917)
- 08. November: John Jahr senior, deutscher Verleger (* 1900)
- 08. November: Charlotte Moorman, US-amerikanische Musikerin (* 1933)
- 09. November: Yves Montand, französischer Chansonnier und Schauspieler (* 1921)
- 10. November: Erwin Levy, deutscher Psychologe (* 1907)
- 11. November: Franziska Bilek, deutsche Zeichnerin und Karikaturistin (* 1906)
- 12. November: Kamal Bamadhaj, malaysisch-neuseeländischer Menschenrechtler (* 1970)
- 13. November: Walter Ulbrich, deutscher Fernseh- und Filmproduzent (* 1910)
- 14. November: Tony Richardson, englischer Regisseur (* 1928)
- 17. November: Adrian Quist, australischer Tennisspieler (* 1913)
- 17. November: Maurice Banach, deutscher Fußballspieler (* 1967)
- 18. November: Gustáv Husák, slowakischer Politiker und Staatspräsident (* 1913)
- 20. November: Helga Hahnemann, deutsche Entertainerin, Kabarettistin und Schauspielerin (* 1937)
- 21. November: Daniel Mann, US-amerikanischer Regisseur (* 1912)
- 23. November: Hans Bausch, deutscher Journalist, SDR-Intendant v. 1958–1989 (* 1921)

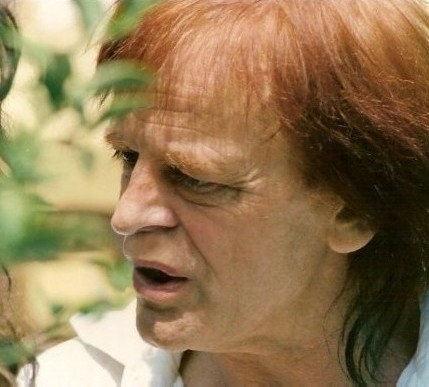
Klaus Kinski, 1988

- 23. November: Klaus Kinski, deutscher Schauspieler (* 1926)
- 24. November: Eric Carr, US-amerikanischer Musiker und Schlagzeuger (* 1950)

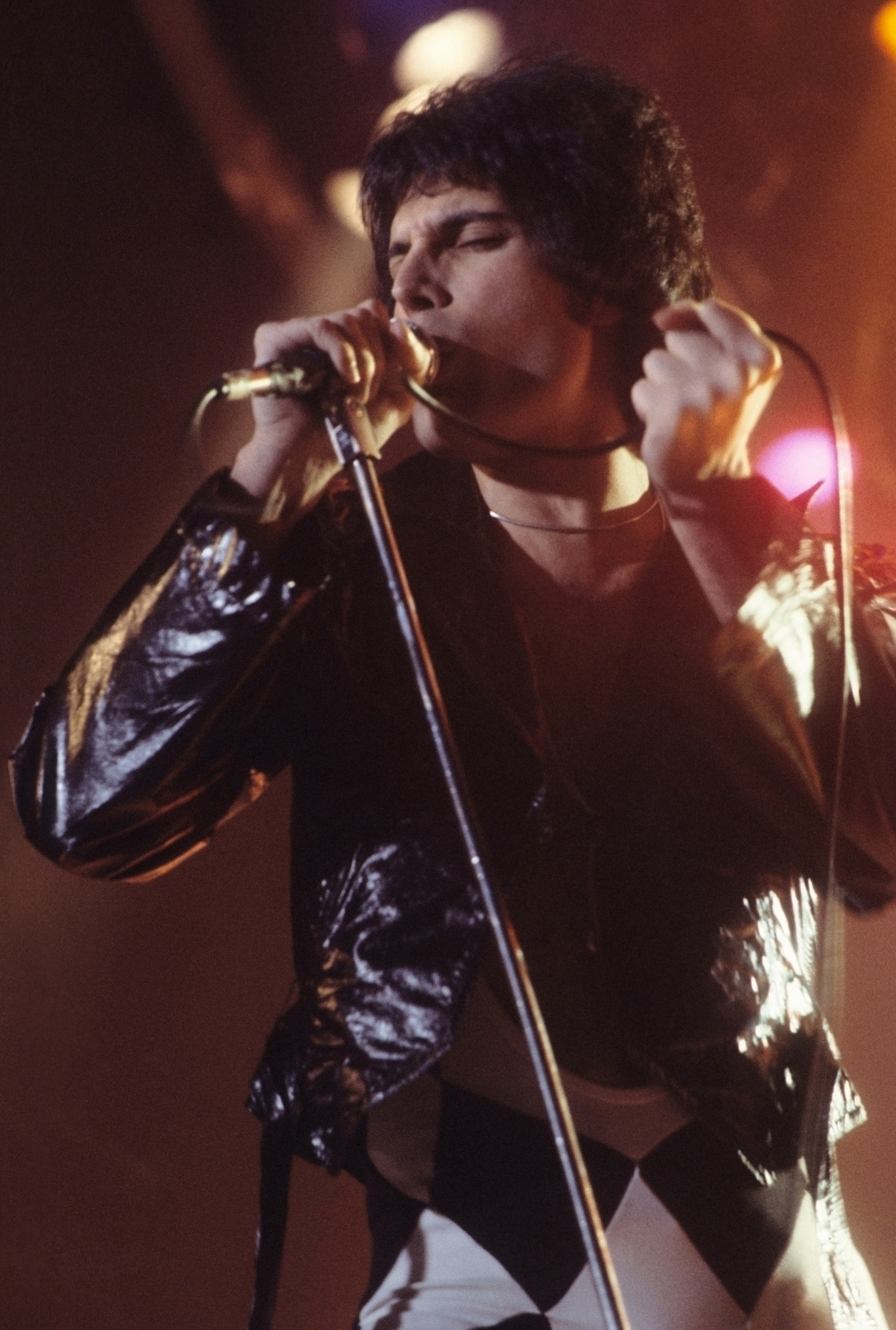
Freddie Mercury, 1977

- 24. November: Freddie Mercury, britischer Rocksänger (* 1946)
- 26. November: Heinz Marten, deutscher Oratorien-Tenöre und Liedersänger (* 1908)
- 27. November: Vilém Flusser, Kommunikations- und Medienphilosoph (* 1920)
- 29. November: Ralph Bellamy, US-amerikanischer Schauspieler (* 1904)
- 000November: Heinz Bonn, deutscher Fußballspieler (* 1947)

### Dezember
- 01. Dezember: Ernst Albrecht, deutscher Politiker (* 1914)
- 01. Dezember: Pat O’Callaghan, irischer Hammerwerfer und Olympiasieger (* 1905)
- 01. Dezember: George Stigler, US-amerikanischer Ökonom (* 1911)
- 02. Dezember: Ernst Achenbach, deutscher Politiker (* 1909)
- 05. Dezember: Elias Shaheen, libanesischer Erzbischof in Kanada (* 1914)
- 06. Dezember: György Aczél, ungarischer Kulturpolitiker (* 1917)
- 06. Dezember: Richard Stone, Nobelpreisträger und Ökonom (* 1913)

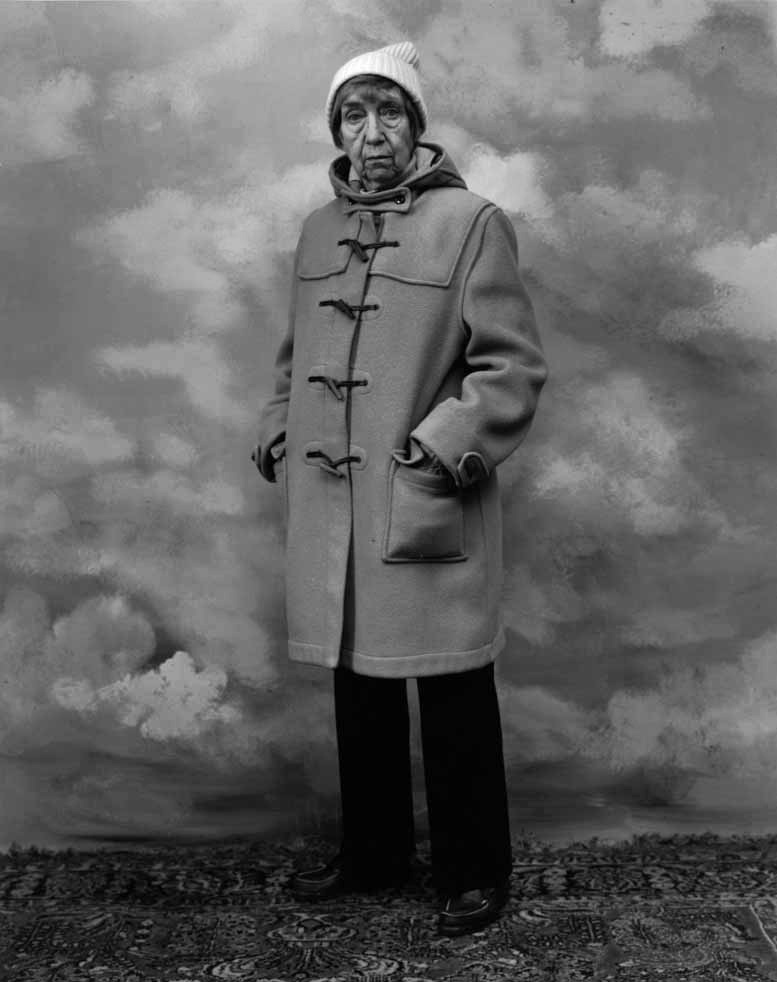
Berenice Abbott (1979)

- 09. Dezember: Berenice Abbott, US-amerikanische Fotografin (* 1898)
- 10. Dezember: Gustav Schäfer, deutscher Ruderer und Olympiasieger (* 1906)
- 13. Dezember: Jan Hendriks, deutscher Bühnen-, Film- und Fernsehschauspieler (* 1928)
- 15. Dezember: Reidar Andersen, norwegischer Skispringer (* 1911)
- 15. Dezember: Wassili Grigorjewitsch Saizew, sowjetischer Scharfschütze im Zweiten Weltkrieg (* 1915)
- 17. Dezember: Aida Mitsuo, japanischer Dichter und Kalligraph (* 1924)
- 18. Dezember: George Abecassis, britischer Automobilrennfahrer (* 1913)
- 18. Dezember: King Kolax, US-amerikanischer Jazztrompeter (* 1912)
- 18. Dezember: Joey Smallwood, kanadischer Politiker (* 1900)
- 22. Dezember: Raymond Cousse, französischer Schriftsteller und Schauspieler (* 1942)
- 22. Dezember: Ernst Krenek, österreichischer Komponist (* 1900)
- 24. Dezember: Alfons Goppel, deutscher Politiker (* 1905)
- 25. Dezember: Curt Bois, deutscher Schauspieler (* 1901)
- 26. Dezember: Gustav Neidlinger, deutscher Sänger (* 1910)
- 27. Dezember: Louis Descartes, französischer Automobilrennfahrer und Rennstallbesitzer (* 1951)
- 28. Dezember: Cassandra Harris, australische Filmschauspielerin (* 1948)
- 28. Dezember: Hermann Müller, deutscher Politiker (* 1913)
- 29. Dezember: Rüdiger Seitz, österreichischer Komponist und Musikpädagoge (* 1927)
- 30. Dezember: Kurt Egon Kauffmann, deutscher Brigadegeneral des Heeres (* 1912)
- 31. Dezember: Pat Patrick, US-amerikanischer Jazzmusiker (* 1929)

### Tag unbekannt
- Dagobert David Arian, deutsch-israelischer Polizei- und Staatsbeamter (* 1903)
- Rubén Elosegui, argentinischer Bildhauer und Maler (* 1925)
- Herta Claudia Gabriel, deutsche Malerin, Grafikerin und Illustratorin (* 1899)
- Emilio Gálvez, mexikanischer Sänger und Geiger (* 1922)
- Alejandro Muñoz Ciudad Real, salvadorianischer Dirigent und Musikpädagoge (* 1902)
- Taranath Rao, indischer Perkussionist (* 1915)

## Wissenschaftspreise

### Nobelpreise
- Physik: Pierre-Gilles de Gennes
- Chemie: Richard R. Ernst
- Medizin: Erwin Neher und Bert Sakmann
- Literatur: Nadine Gordimer
- Friedensnobelpreis: Aung San Suu Kyi
- Wirtschaftswissenschaft: Ronald Coase

### Turing Award
- Robin Milner, für LCF (der wohl erste theoretisch fundierte und praktisch einsetzbare Theorembeweiser), ML (die erste Programmiersprache mit polymorpher Typinferenz und typensicherem Exception-Handling) und CCS (eine generelle Theorie der Nebenläufigkeit)